# Maubourguet
Pour l’article homonyme, voir Tour de Maubourguet.
Maubourguet est une commune française située dans le nord du département des Hautes-Pyrénées, en région Occitanie. En 2022, elle compte 2 232 habitants. Sur le plan historique et culturel, la commune appartient à la Bigorre et au pays de Rivière-Basse, qui s’allonge dans la moyenne vallée de l’Adour, à l’endroit où le fleuve marque un coude pour s’orienter vers l’Aquitaine.
Exposée à un climat océanique altéré, elle est drainée par l'Adour, l'Échez, l'Estéous, l'Ayza et par divers autres petits cours d'eau. La commune possède un patrimoine naturel remarquable : un site Natura 2000 (la « vallée de l'Adour »), un espace protégé (les « étangs de Lasbouaus ») et quatre zones naturelles d'intérêt écologique, faunistique et floristique.
Aux confins du Pardiac, du Béarn et de l'Armagnac, la commune est située au croisement de deux grands axes routiers du Sud-Ouest de la France, Auch-Pau et Bordeaux-Tarbes.
Maubourguet est une commune rurale qui compte 2 232 habitants en 2022. Elle est dans l'unité urbaine de Maubourguet et fait partie de l'aire d'attraction de Maubourguet. Ses habitants sont appelés les Maubourguétois ou  Maubourguétoises.

## Géographie

### Localisation
La commune de Maubourguet se trouve dans le département des Hautes-Pyrénées, en région Occitanie.
Elle se situe à 27,7 km par la route au nord-ouest de Tarbes, préfecture du département, et à 140 km au sud-ouest de la capitale régionale, Toulouse, et à 775 km au sud-ouest de la capitale, Paris.
La commune est par ailleurs ville-centre du bassin de vie de Maubourguet.
Les communes les plus proches sont : 
Sombrun (2,6 km), 
Larreule (3,0 km), 
Estirac (3,2 km), 
Lafitole (3,8 km), 
Lahitte-Toupière (4,6 km), 
Villefranque (4,8 km), 
Nouilhan (4,9 km), 
Auriébat (5,1 km) et
Sauveterre (5,8 km).
Sur le plan historique et culturel, Maubourguet fait partie de la Bigorre et du pays de Rivière-Basse, qui s’allonge dans la moyenne vallée de l’Adour, à l’endroit où le fleuve marque un coude pour s’orienter vers l’océan Atlantique.
Maubourguet est limitrophe de neuf autres communes dont Vic-en-Bigorre, au sud-est, par un simple quadripoint localisé à la borne des quatre chemins au lieu-dit les Aléas.
Les communes limitrophes sont Auriébat, Estirac, Lafitole, Lahitte-Toupière, Larreule, Nouilhan, Sauveterre, Sombrun et Vic-en-Bigorre.
| Sombrun          | Estirac     | Auriébat                                      |
| Lahitte-Toupière | Maubourguet | Sauveterre                                    |
| Larreule         | Nouilhan    | Lafitole, Vic-en-Bigorre (par un quadripoint) |

### Relief et géologie
Maubourguet se situe au sud du Bassin aquitain, vaste région géologique sédimentaire du Sud-Ouest de la France, à proximité de la chaîne des Pyrénées dont les contreforts (le piémont pyrénéen) sont à environ 50 km au sud de la commune, et dans la vallée de l'Adour avant son inflexion vers l'Atlantique.
Le territoire de la commune s'étend sur 22,04 km2, de manière égale de part et d'autre du fleuve. Son altitude varie entre 164 et 285 mètres. Le point culminant se situe à l'ouest, sur les coteaux dominant la plaine de l'Adour. L'altitude minimale est au niveau de l'Adour lorsqu'elle quitte le territoire de la commune au nord.
L'ensemble des terrains affleurants de la commune sont issus de l'ère Cénozoïque. Les sols de la vallée de l’Adour datent de la période du Quaternaire et ceux des coteaux sont de la période du Néogène,.
Le sol des lits et des rives des rivières qui traversent Maubourguet (Adour et Échez) est constitué d'alluvions actuelles ou subactuelles de l'époque Holocène (Fz : alluvions de l'Adour et de l'Échez constituées de sables et de galets). Alors que celui de la majeure partie du territoire de la commune, situé dans la plaine de l'Adour, date des dernières glaciations de l'époque Pléistocène (Fy : alluvions des vallées de l’Adour et de l'Échez constituées de galets, de graviers et de sables - alluvions du Wùrm). Les sols des versants et du bas des coteaux situés à l'ouest de la commune sont constitués de colluvions et d'alluvions (C : colluvions caillouteuses issues du Pontien et alluvions caillouteuses). Enfin, les parties hautes des coteaux sont elles constituées de sols molassiques datant d'époques allant de l'Éocène au Miocène (p-m : argiles à galets (Pontien), tertiaire non molassique).

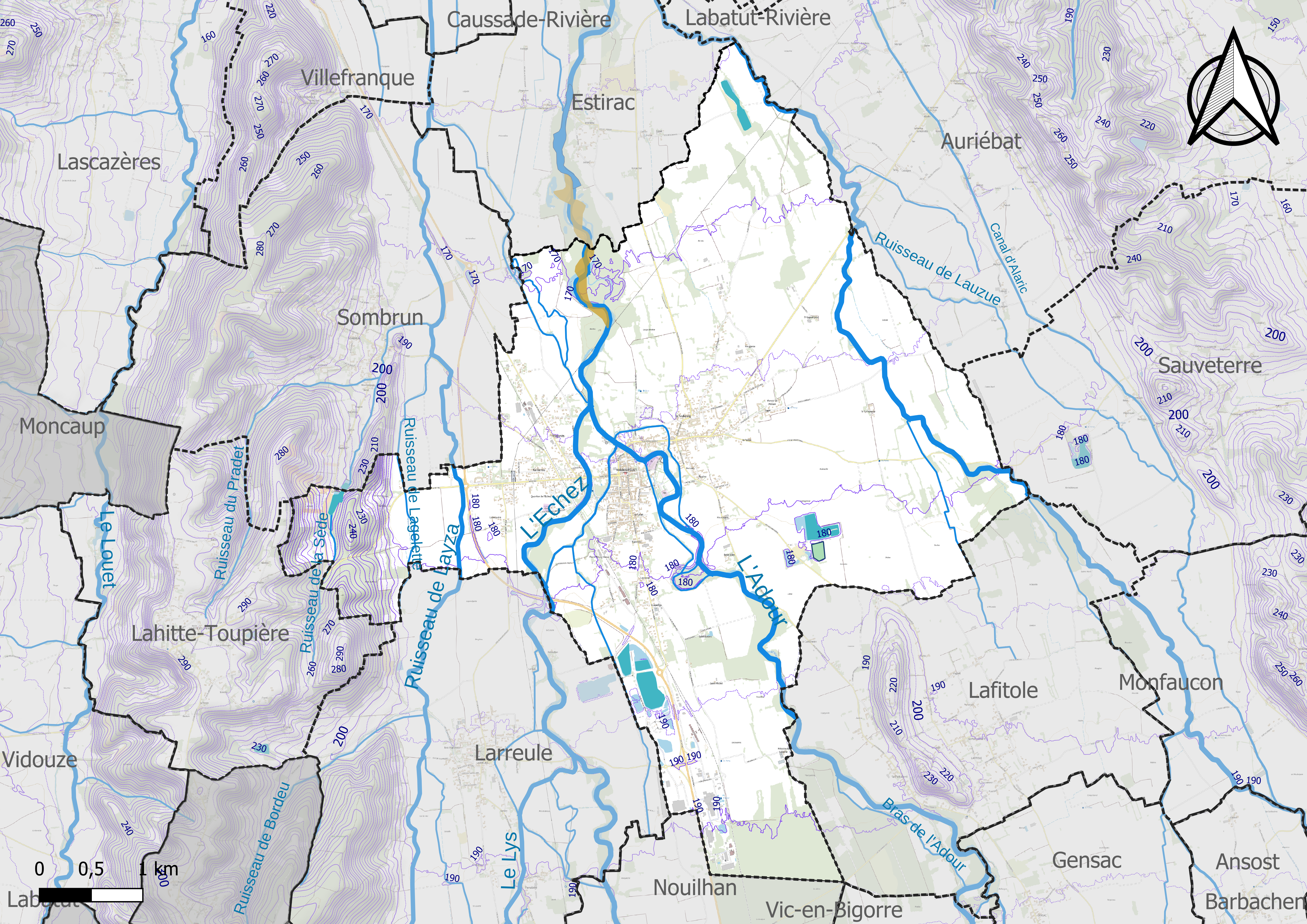
Carte du relief de Maubourguet.
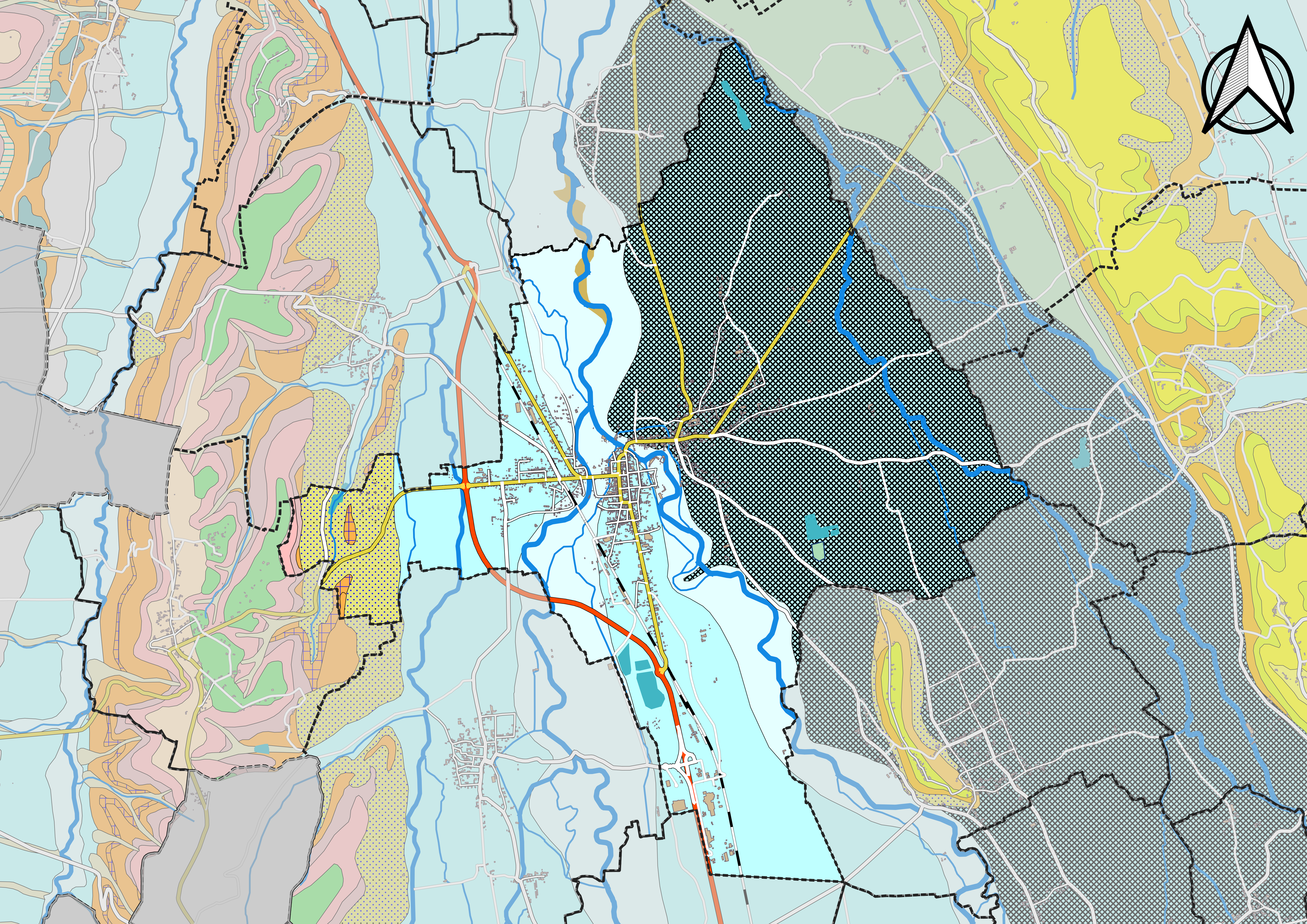
Carte géologique vectorisée et harmonisée de Maubourguet.

|  | C :  | Colluvions, dépôts de pente indifférenciés.      |
|  | Fz : | Alluvions fluviatiles actuelles et subactuelles. |
|  | Fy : | Alluvions du stade du retrait glaciaire.         |
|  | Fv : | Alluvions anciennes du Günz et du Donau.         |

|  | pm : | Nappe alluviale moyenne, graviers et galets à matrice sablo-argileuse jaunâtre.     |
|  | pi : | Nappe alluviale inférieure, graviers et galets à matrice argilo-sableuse rougeâtre. |

|   | e-mM :  | Molasses, argiles carbonatées silteuses, gris-bleu à jaunâtres, à passées gréseuses (Eocène - Miocène). |
| X | e-mM1 : | Niveau de calcaire à tendance lacustre dans la molasse (Eocène - Miocène).                              |

### Hydrographie

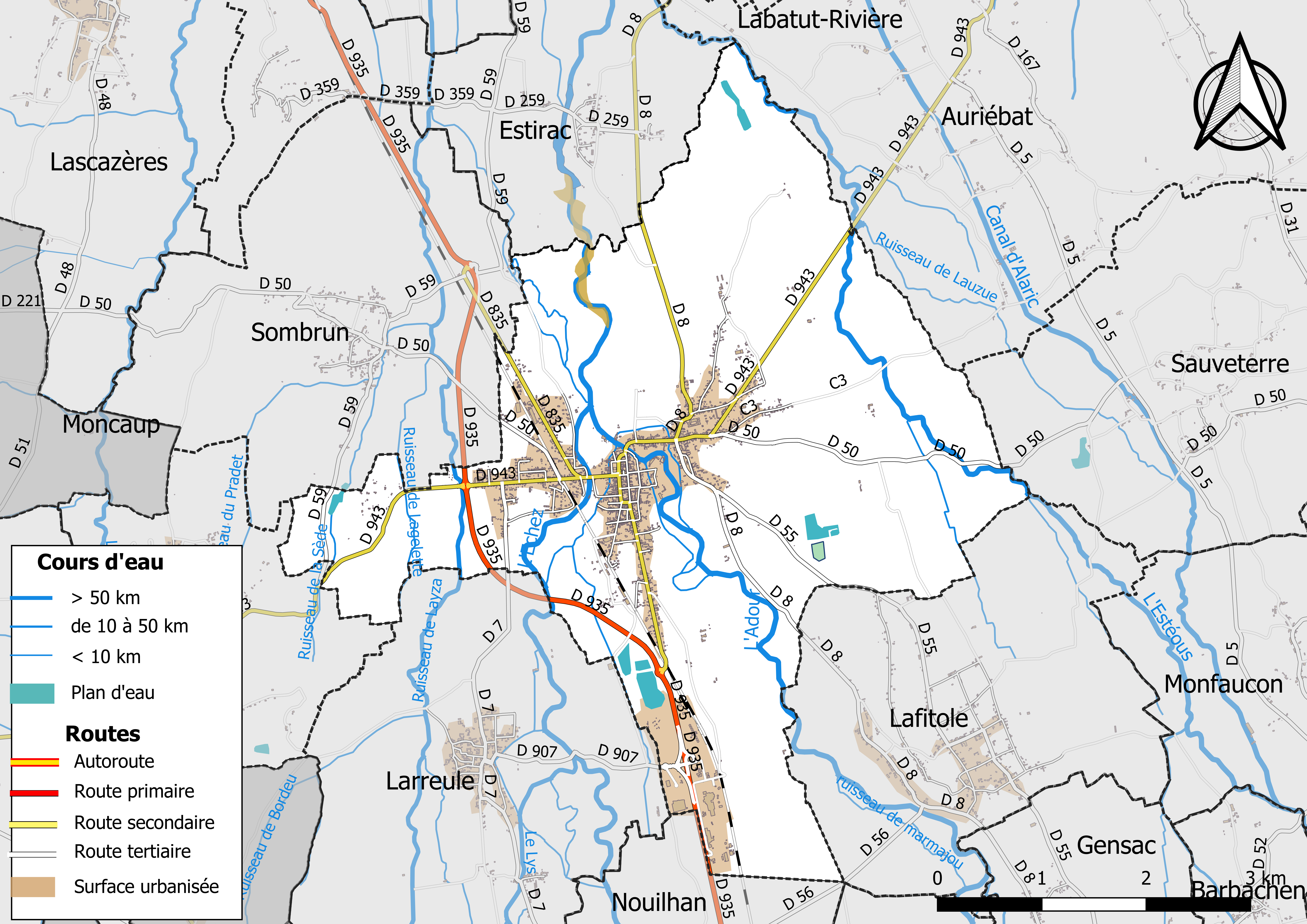
Carte des réseaux hydrographique et routier de Maubourguet.

Le territoire de la commune se situe dans la vallée de l'Adour, fleuve qui traverse le territoire du sud vers le nord. Le système hydrographique de la commune se compose de six cours d'eau référencés :
- le fleuve l'Adour, long de 308,28 km[11], prend sa source dans le massif pyrénéen du pic du Midi de Bigorre, dans la commune de Aspin-Aure, et se jette dans l'océan Atlantique à Tarnos pour la rive droite et Anglet pour la rive gauche ;
  - la rivière l'Échez, longue de 64,2 km[12], affluent en rive gauche de l'Adour, prend sa source dans la commune de Germs-sur-l'Oussouet et a sa confluence avec l'Adour à Maubourguet;
  - la rivière l'Estéous, longue de 45,49 km[13], affluent en rive droite de l'Adour, prend sa source dans la commune de Souyeaux et se jette dans l'Adour au niveau de la commune de Labatut-Rivière ;
  - le ruisseau l'Ayza, long de 27,51 km[14], affluent en rive droite du Louet (affluent de l'Adour), prend sa source dans la commune de Montaner et se jette dans le Louet au niveau de la commune de Hères ;
    - le ruisseau de la Sède, long de 2,8 km[15], affluent en rive droite du Pradet (sous-affluent de l'Ayza), prend sa source dans la commune de Lahitte-toupière se jette dans le Pradet à Sombrun ;
    - le ruisseau de Lagelette, long de 2,57 km[16], affluent en rive gauche de l'Ayza, prend sa source dans la commune de Larreule et se jette dans l'Ayza à Sombrun.

Plusieurs canaux de dérivation de ces cours d'eau traversent la commune.

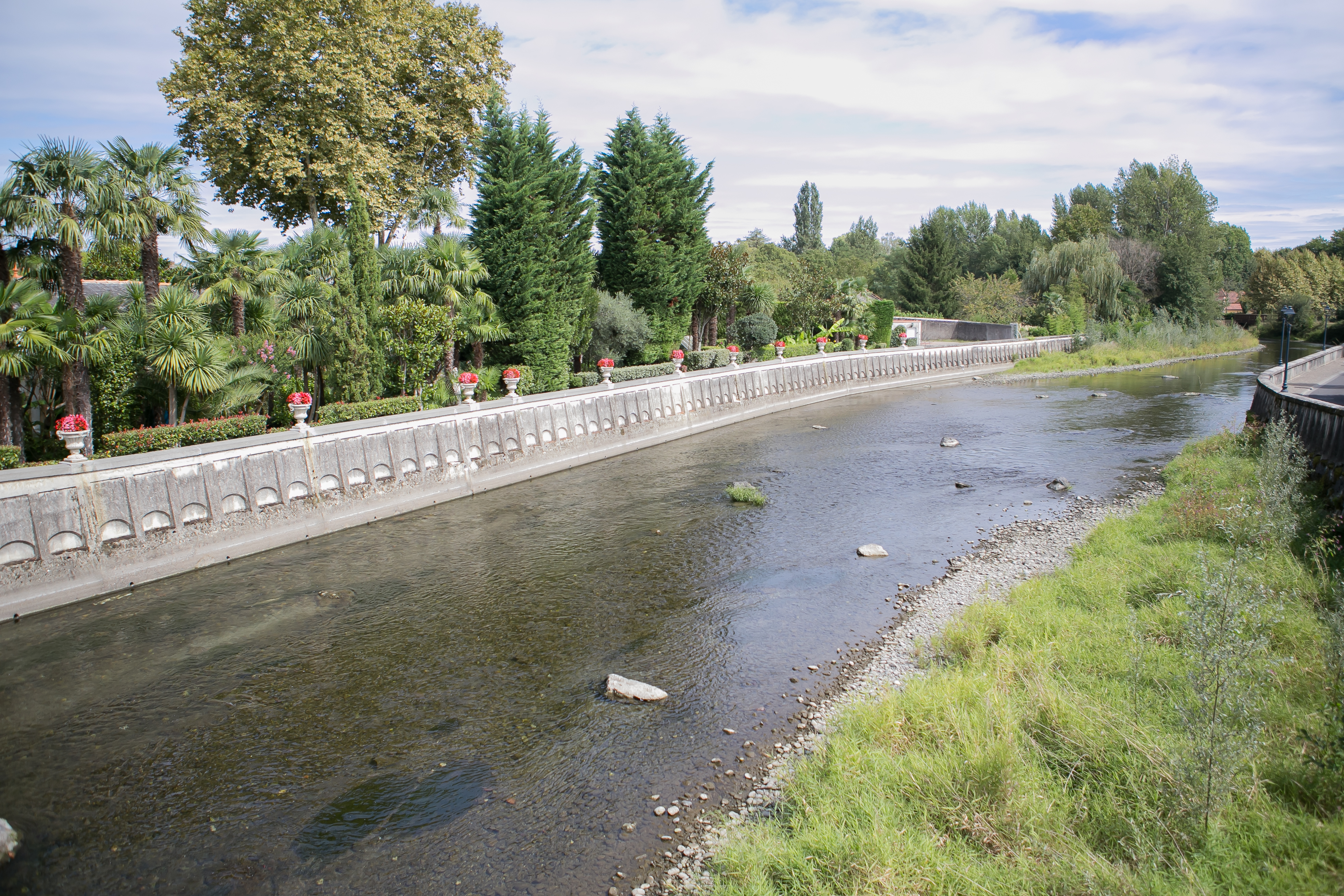
L'Adour à Maubourguet..
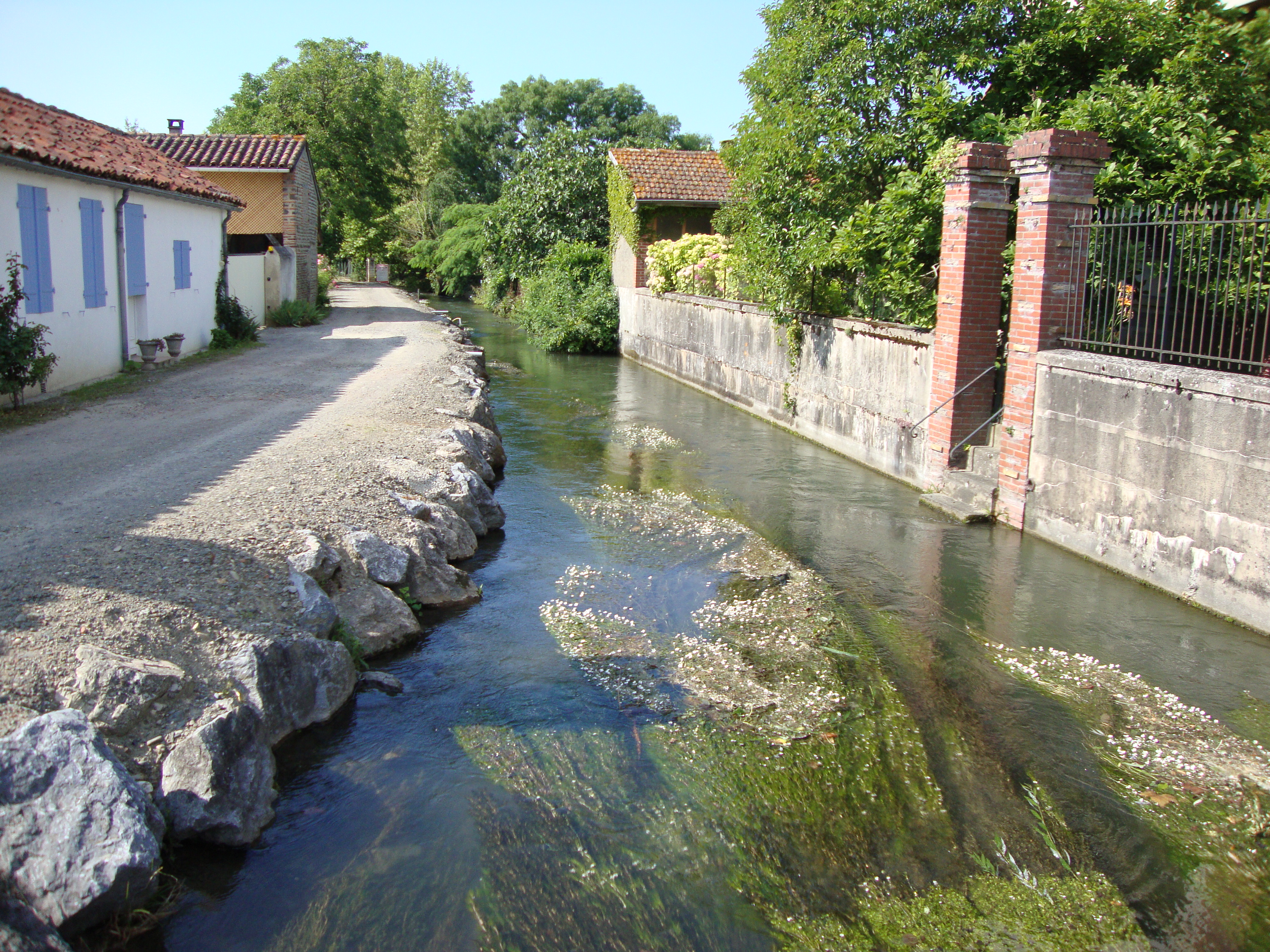
Canal du Faubourg.
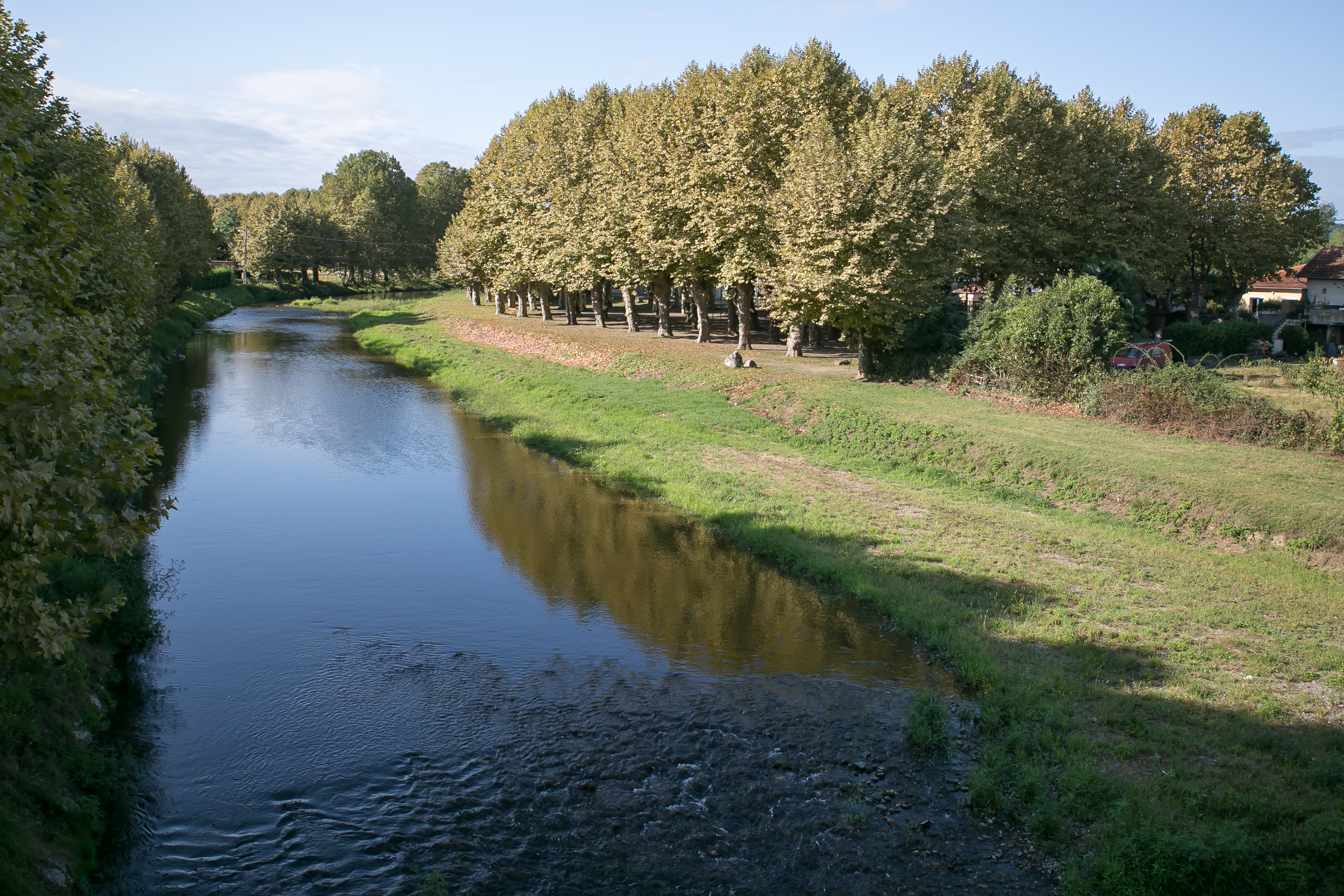
L'Échez à Maubourguet.
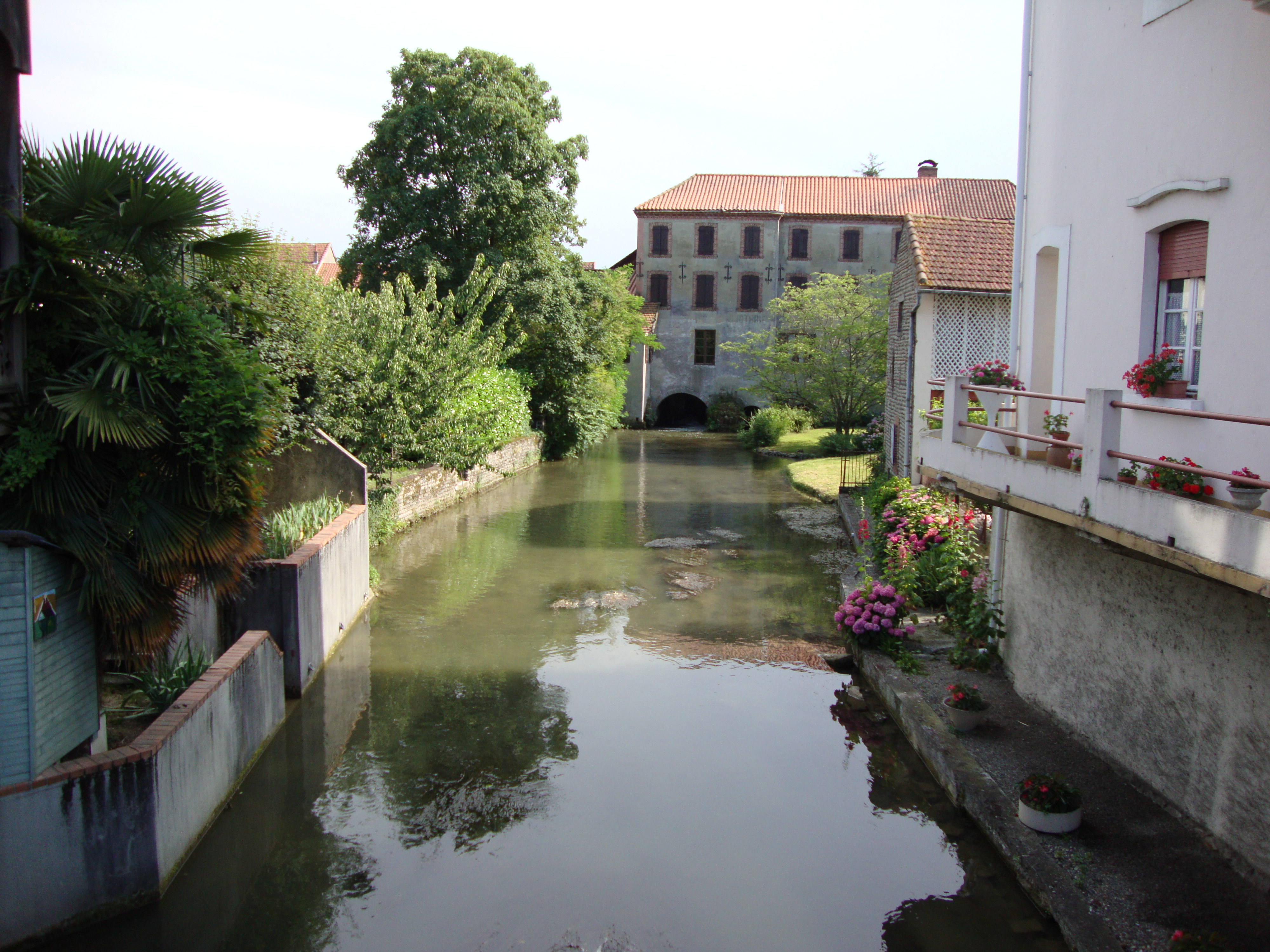
Moulin sur le canal de l'Échez.

### Climat
La station météorologique de Météo-France installée sur la commune et mise en service en 1886 permet de connaître en continu l'évolution des indicateurs météorologiques. Le tableau détaillé pour la période 1981-2010 est présenté ci-après.
| Mois                                  | jan.             | fév.             | mars            | avril           | mai             | juin            | jui.            | août           | sep.            | oct.          | nov.             | déc.            | année      |
| ------------------------------------- | ---------------- | ---------------- | --------------- | --------------- | --------------- | --------------- | --------------- | -------------- | --------------- | ------------- | ---------------- | --------------- | ---------- |
| Température minimale moyenne (°C)     | 0,6              | 1,1              | 3,7             | 6,1             | 10,1            | 13,1            | 14,9            | 14,6           | 11,1            | 7,8           | 3,6              | 1,1             | 7,4        |
| Température moyenne (°C)              | 5,5              | 6,6              | 9,5             | 11,7            | 15,7            | 19,1            | 21,2            | 20,9           | 17,9            | 13,9          | 8,8              | 6               | 13,1       |
| Température maximale moyenne (°C)     | 10,4             | 12               | 15,3            | 17,3            | 21,3            | 25              | 27,4            | 27,3           | 24,7            | 20            | 14               | 10,8            | 18,8       |
| Record de froid (°C) date du record   | −15,1 16.01.1985 | −15,5 21.02.1956 | −9,6 01.03.05   | −3,9 04.04.1996 | −0,9 04.05.1967 | 3,1 01.06.1967  | 6,2 06.07.1965  | 3,4 30.08.1986 | 0 25.09.1931    | −4,2 16.10.09 | −11,1 23.11.1988 | −13 27.12.1962  | −15,5 1956 |
| Record de chaleur (°C) date du record | 23,2 15.01.1955  | 26,9 27.02.19    | 30,5 17.03.1947 | 34,5 26.04.1947 | 37 16.05.1945   | 42,2 30.06.1952 | 42,9 25.07.1945 | 44 01.08.1947  | 39,7 10.09.1962 | 35,5 04.10.04 | 28,2 11.11.1951  | 23,4 17.12.1987 | 44 1947    |
| Précipitations (mm)                   | 83               | 69,7             | 75,4            | 88,3            | 87,8            | 63,9            | 50,9            | 58,2           | 58,8            | 72,4          | 85               | 82,9            | 876,3      |

### Milieux naturels et biodiversité

#### Espaces protégés
La protection réglementaire est le mode d’intervention le plus fort pour préserver des espaces naturels remarquables et leur biodiversité associée,.
Un  espace protégé est présent sur la commune : les « étangs de Lasbouaus », objet d'un arrêté de protection de biotope, d'une superficie de 7,1 ha.

#### Réseau Natura 2000

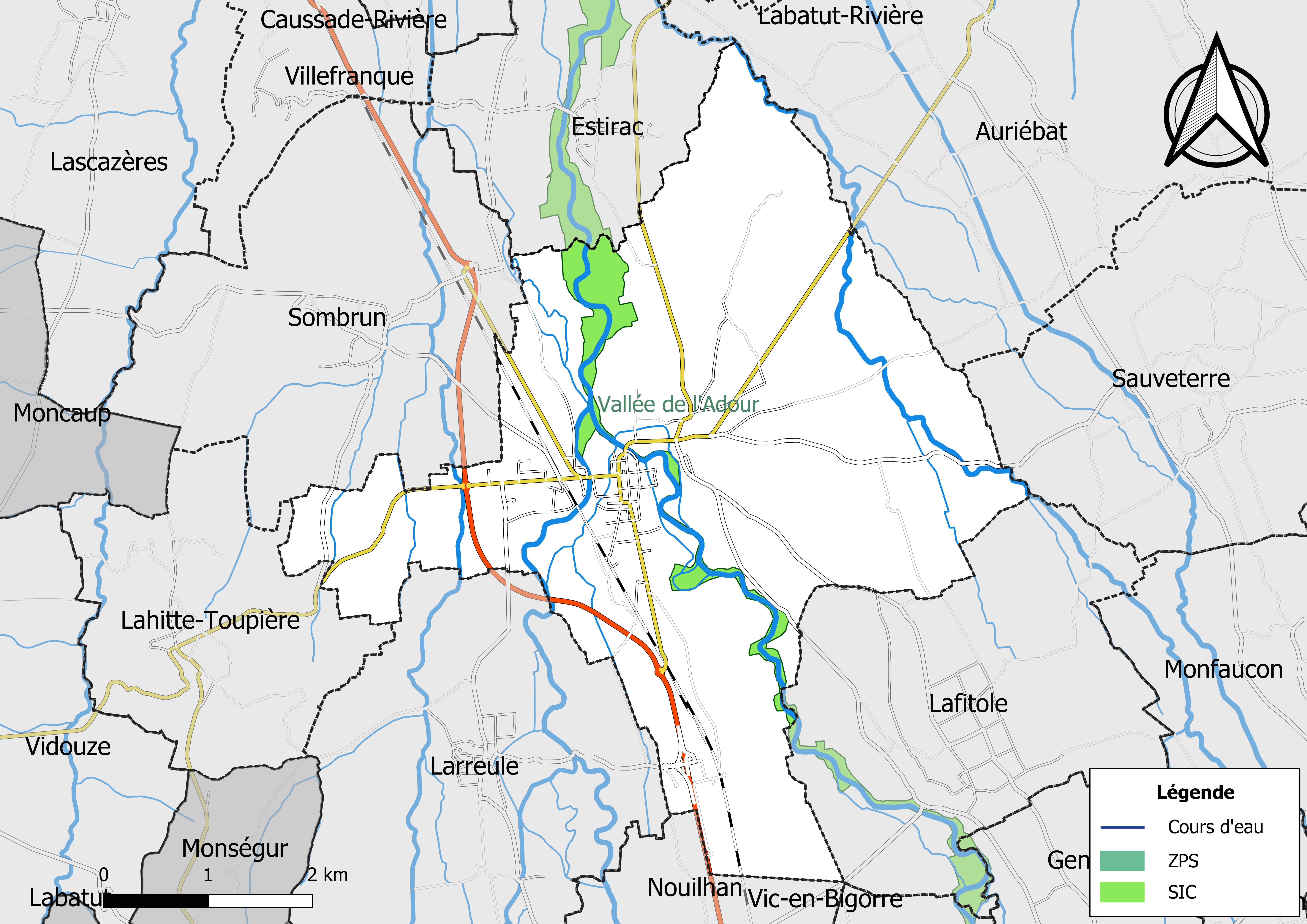
Sites Natura 2000 sur le territoire communal.

Le réseau Natura 2000 est un réseau écologique européen de sites naturels d'intérêt écologique élaboré à partir des directives habitats et oiseaux, constitué de zones spéciales de conservation (ZSC) et de zones de protection spéciale (ZPS).
Un site Natura 2000 a été défini sur la commune au titre de la directive habitats : la « vallée de l'Adour », d'une superficie de 2 694 ha, un espace où les habitats terrestres et aquatiques abritent une flore et une faune remarquable et diversifiée, avec la présence de la Loutre et de la Cistude d'Europe.

#### Zones naturelles d'intérêt écologique, faunistique et floristique
L’inventaire des zones naturelles d'intérêt écologique, faunistique et floristique (ZNIEFF) a pour objectif de réaliser une couverture des zones les plus intéressantes sur le plan écologique, essentiellement dans la perspective d’améliorer la connaissance du patrimoine naturel national et de fournir aux différents décideurs un outil d’aide à la prise en compte de l’environnement dans l’aménagement du territoire.
Trois ZNIEFF de type 1 sont recensées sur la commune :
- l'« ancienne gravière de Maubourguet » (11 ha), à cheval sur les communes de Maubourguet et d'Estirac[25] ;
- « l'Adour, de Bagnères à Barcelonne-du-Gers » (2 786 ha), répartie sur 59 communes dont 18 dans le Gers, une dans les Landes et 40 dans les Hautes-Pyrénées[26] ;
- le « réseau hydrographique de l'Échez » (392 ha), couvrant 26 communes dont trois dans les Pyrénées-Atlantiques et 23 dans les Hautes-Pyrénées[27] ;

et une ZNIEFF de type 2, : 
l'« Adour et milieux annexes » (3 634 ha), couvrant 60 communes dont 18 dans le Gers, une dans les Landes et 41 dans les Hautes-Pyrénées.

Carte des ZNIEFF de type 1 et 2 à Maubourguet.
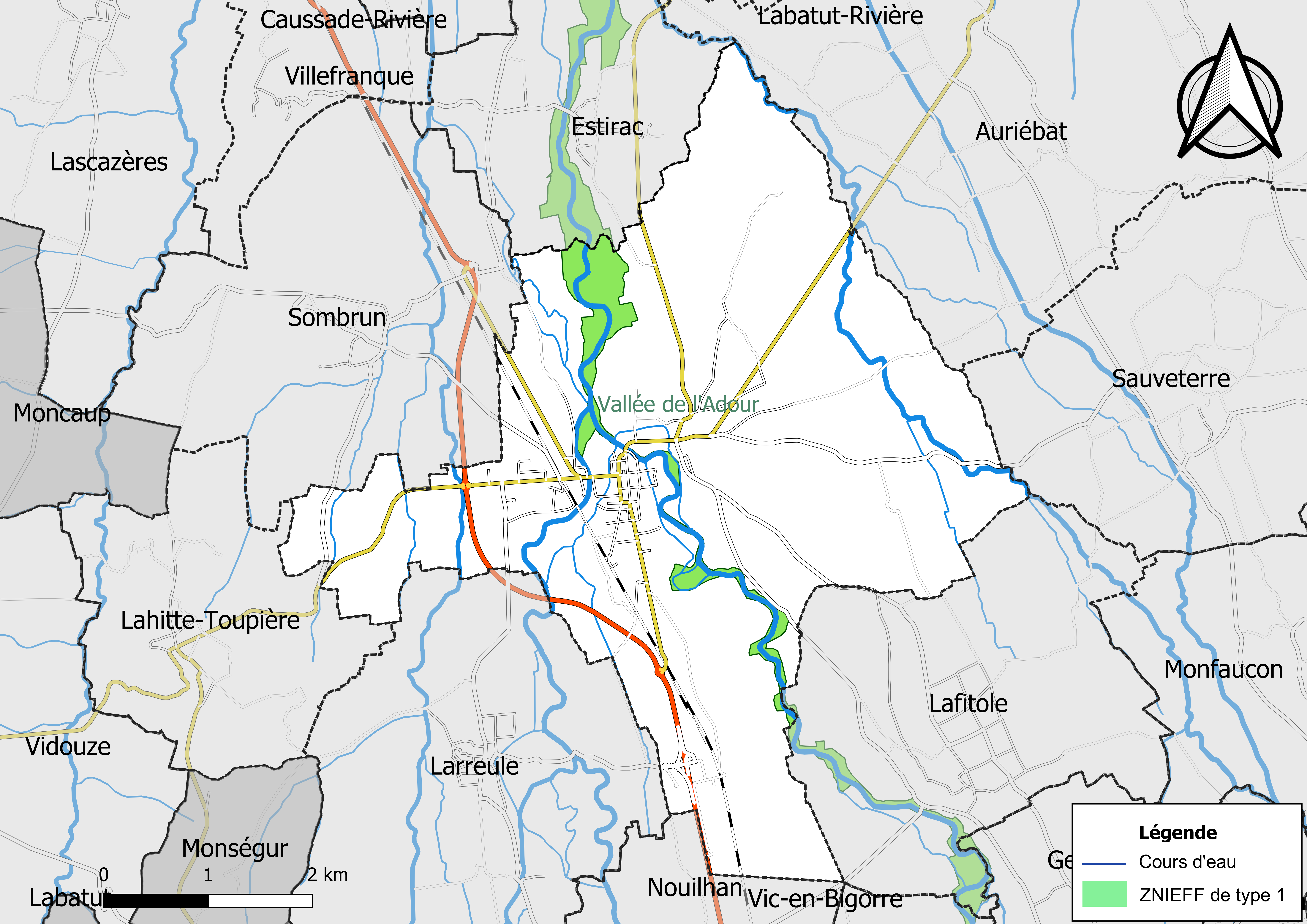
ZNIEFF de type 1.
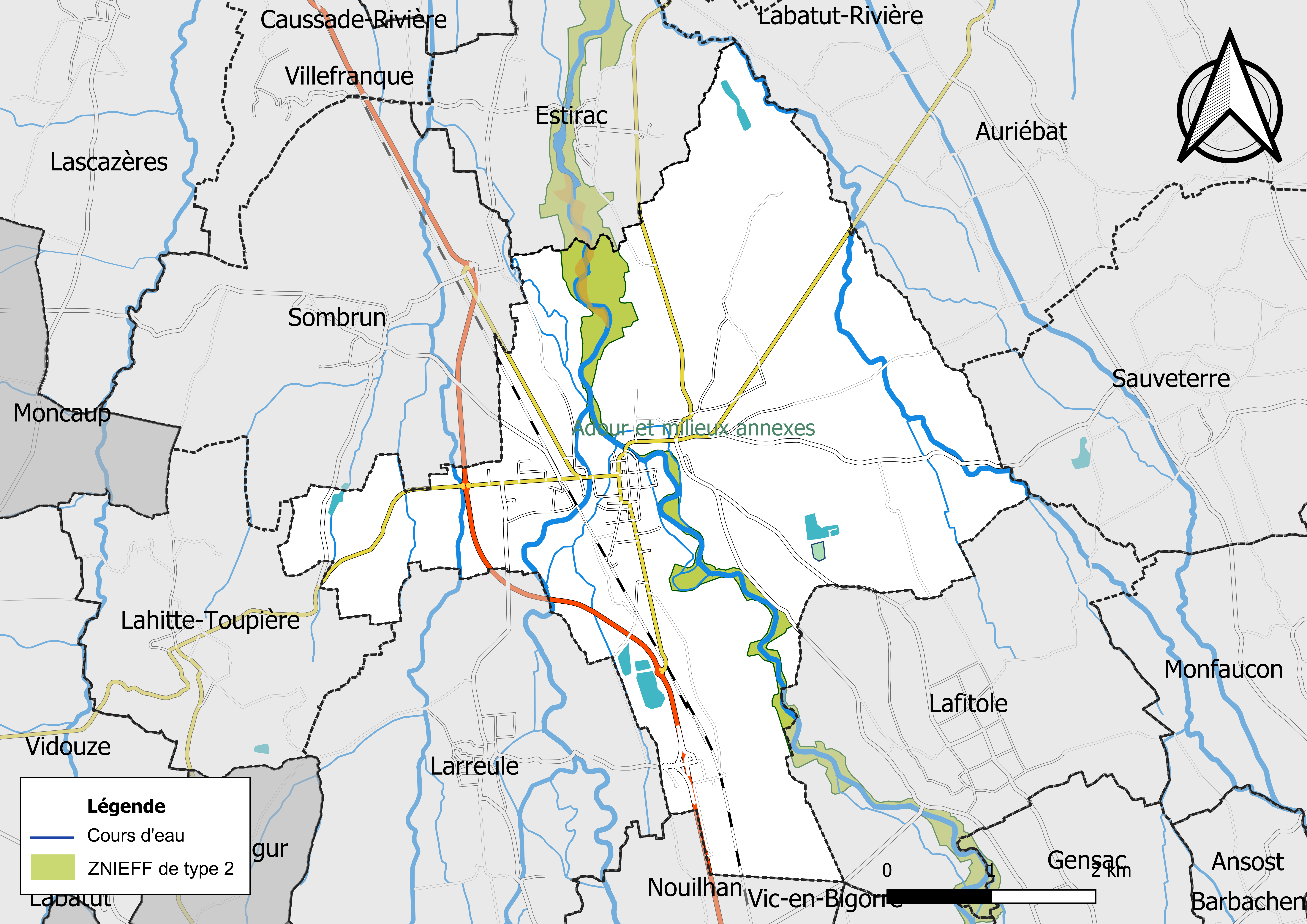
ZNIEFF de type 2.

## Urbanisme

### Typologie
Au 1er janvier 2024, Maubourguet est catégorisée bourg rural, selon la nouvelle grille communale de densité à sept niveaux définie par l'Insee en 2022.
Elle appartient à l'unité urbaine de Maubourguet, une unité urbaine monocommunale constituant une ville isolée,. Par ailleurs la commune fait partie de l'aire d'attraction de Maubourguet, dont elle est la commune-centre,. Cette aire, qui regroupe 13 communes, est catégorisée dans les aires de moins de 50 000 habitants,.

### Occupation des sols
L'occupation des sols de la commune, telle qu'elle ressort de la base de données européenne d’occupation biophysique des sols Corine Land Cover (CLC), est marquée par l'importance des territoires agricoles (76,5 % en 2018), en diminution par rapport à 1990 (81 %). La répartition détaillée en 2018 est la suivante : 
terres arables (64,84 %), zones agricoles hétérogènes (11,69 %), zones urbanisées (9,43 %), forêts (9,40 %), zones industrielles ou commerciales et réseaux de communication (4,64 %).
| Type d’occupation | 1990        | 1990    | 2018        | 2018    | Bilan     |
| --- | ----------- | ------- | ----------- | ------- | --------- |
| Territoires artificialisés (zones urbanisées, zones industrielles ou commerciales et réseaux de communication, mines, décharges et chantiers, espaces verts artificialisés ou non agricoles) | 183,96 ha   | 8,24 %  | 314,28 ha   | 14,07 % | 130,32 ha |
| Territoires agricoles (terres arables, cultures permanentes, prairies, zones agricoles hétérogènes)                                                                                          | 1 808,18 ha | 80,96 % | 1 709,22 ha | 76,53 % | −98,96 ha |
| Forêts et milieux semi-naturels (forêts, milieux à végétation arbustive et/ou herbacée, espaces ouverts sans ou avec peu de végétation)                                                      | 241,18 ha   | 10,80 % | 209,83 ha   | 9,40 %  | −31,35 ha |

L'IGN met par ailleurs à disposition un outil en ligne permettant de comparer l’évolution dans le temps de l’occupation des sols de la commune (ou de territoires à des échelles différentes). Plusieurs époques sont accessibles sous forme de cartes ou photos aériennes : la carte de Cassini (XVIIIe siècle), la carte d'état-major (1820-1866) et la période actuelle (1950 à aujourd'hui).

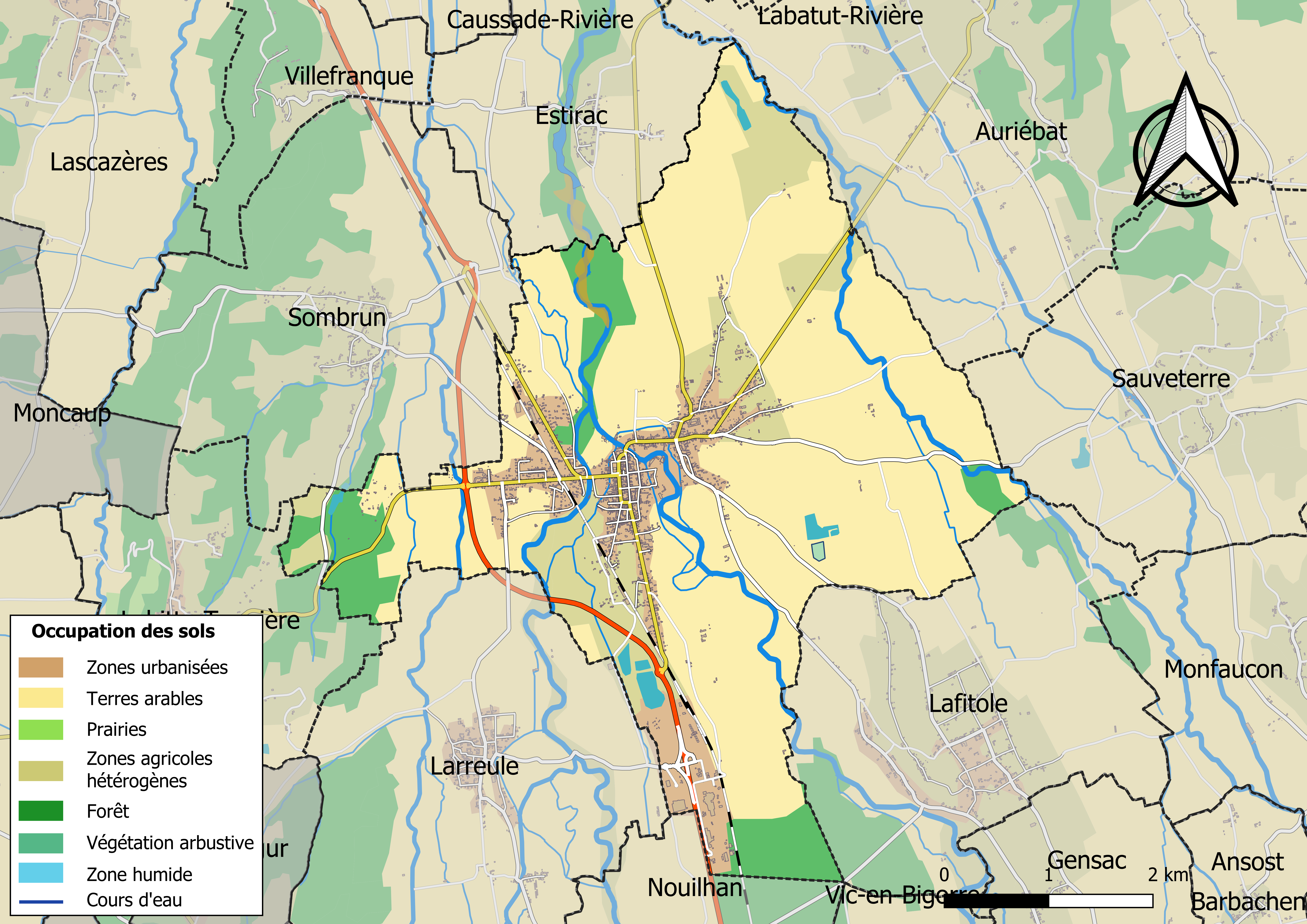
Carte des infrastructures et de l'occupation des sols en 2018 (CLC) de la commune.
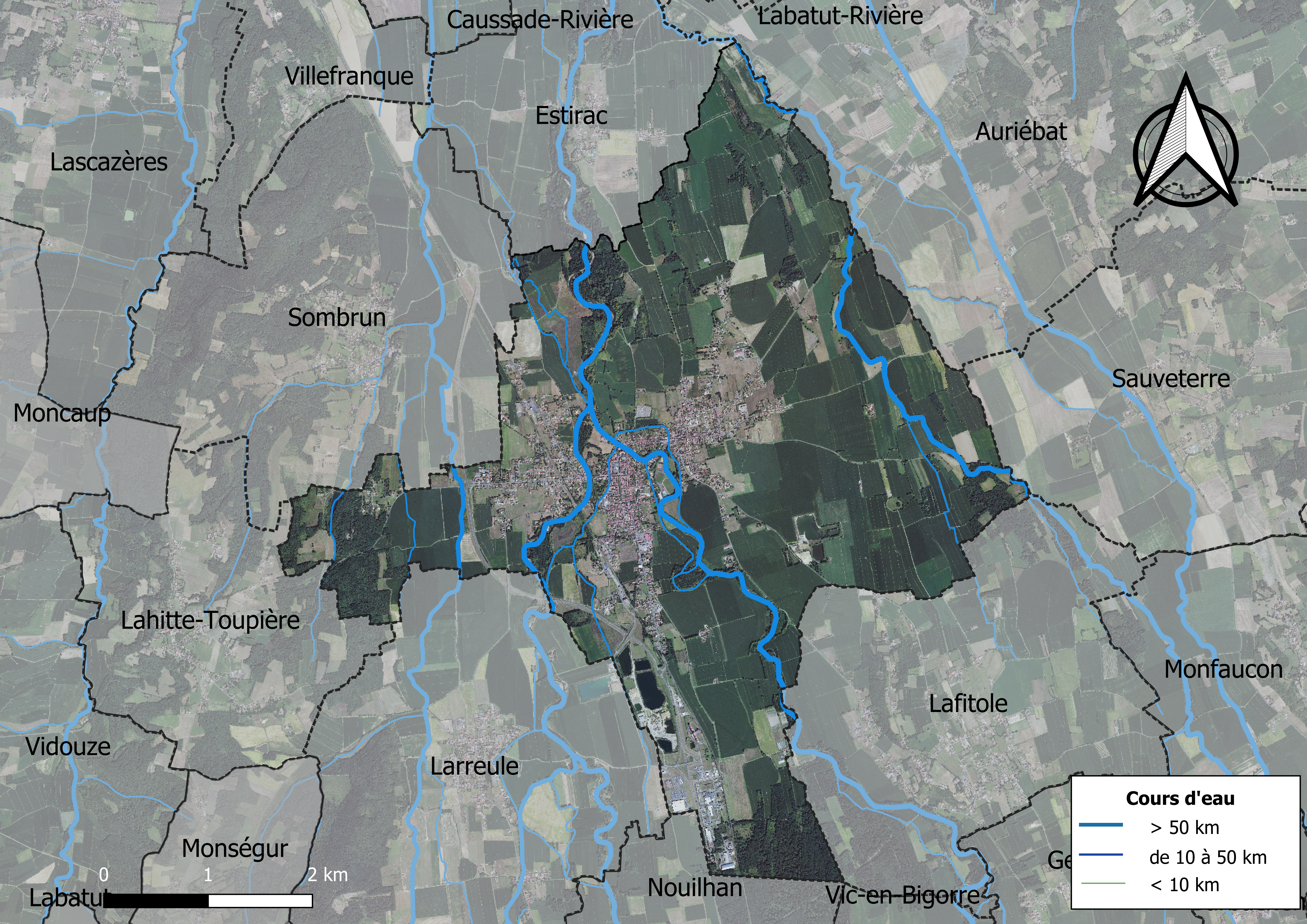
Carte orthophotogrammétrique de la commune.

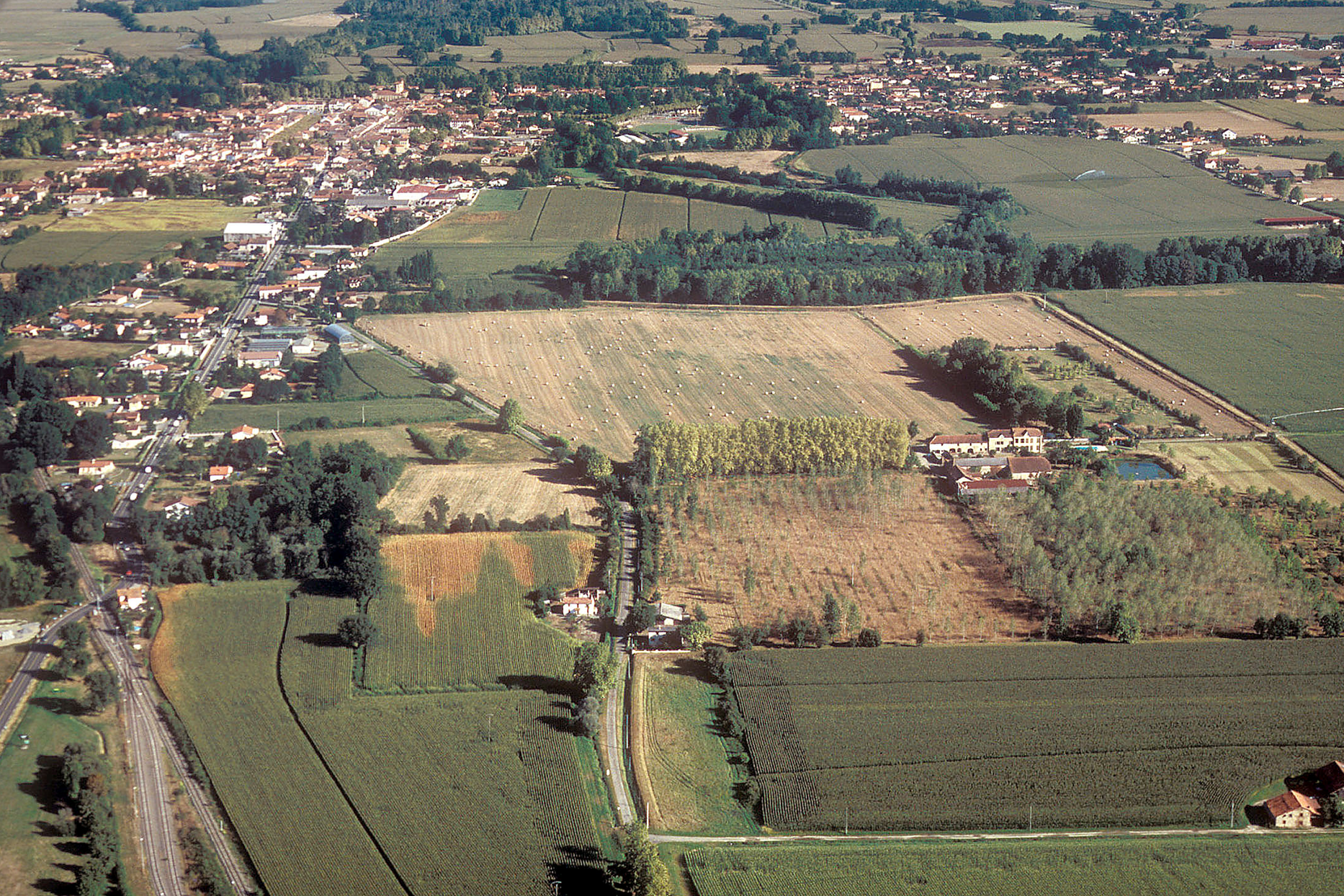
Vue aérienne de Maubourguet en 2009.

### Habitat et logement

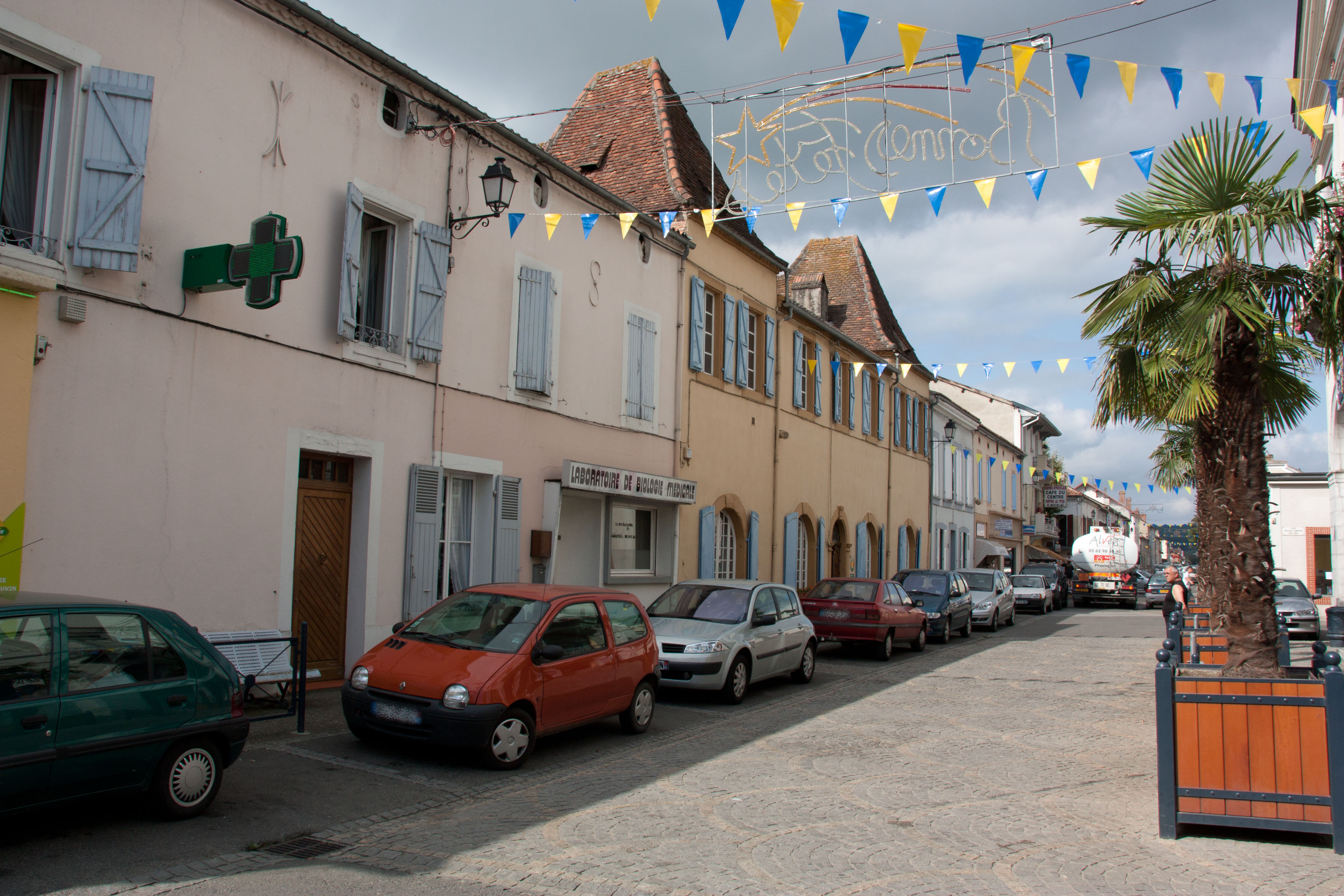
Maisons de la rue de l'hôtel de ville.

En 2018, le nombre total de logements dans la commune était de 1 397, alors qu'il était de 1 317 en 2008.
Parmi ces logements, 81,2 % étaient des résidences principales, 5,0 % des résidences secondaires et 13,8 % des logements vacants. Ces logements étaient pour 78,9 % d'entre eux des maisons individuelles et pour 21,1 % des appartements. La proportion des résidences principales propriétés de leurs occupants était de 64,0 %, celles des locataires était de 32,9 %, dont 3,2 % de logements HLM loués vides et 3,1 % logés gratuitement.
>
Le tableau ci-dessous présente la typologie des logements à Maubourguet en 2018 en comparaison avec celle des Hautes-Pyrénées et de la France entière. Une caractéristique marquante du parc de logements est ainsi une proportion de résidences secondaires et logements occasionnels (5 %) inférieure à celle du département (23,3 %) et à celle de la France entière (9,7 %). Concernant le statut d'occupation de ces logements, 64 % des habitants de la commune sont propriétaires de leur logement (63,6 % en 2013), contre 64,9 % pour les Hautes-Pyrénées et 57,5 pour la France entière.
| Typologie                                                              | Maubourguet                 | Hautes-Pyrénées              | France entière               |
| ---------------------------------------------------------------------- | --------------------------- | ---------------------------- | ---------------------------- |
| Résidences principales                                                 | 81,2 %                      | 67,2 %                       | 82,1 %                       |
| propriétaire locataire (dont logement HLM loué vide) logé gratuitement | 64,0 % 32,9 % (3,2 %) 3,1 % | 64,9 % 32,6 % (10,1 %) 2,5 % | 57,5 % 40,2 % (14,7 %) 2,2 % |
| Résidences secondaires et logements occasionnels                       | 5,0 %                       | 23,3 %                       | 9,7 %                        |
| Logements vacants                                                      | 13,8 %                      | 9,5 %                        | 8,2 %                        |

### Lieux-dits et hameaux

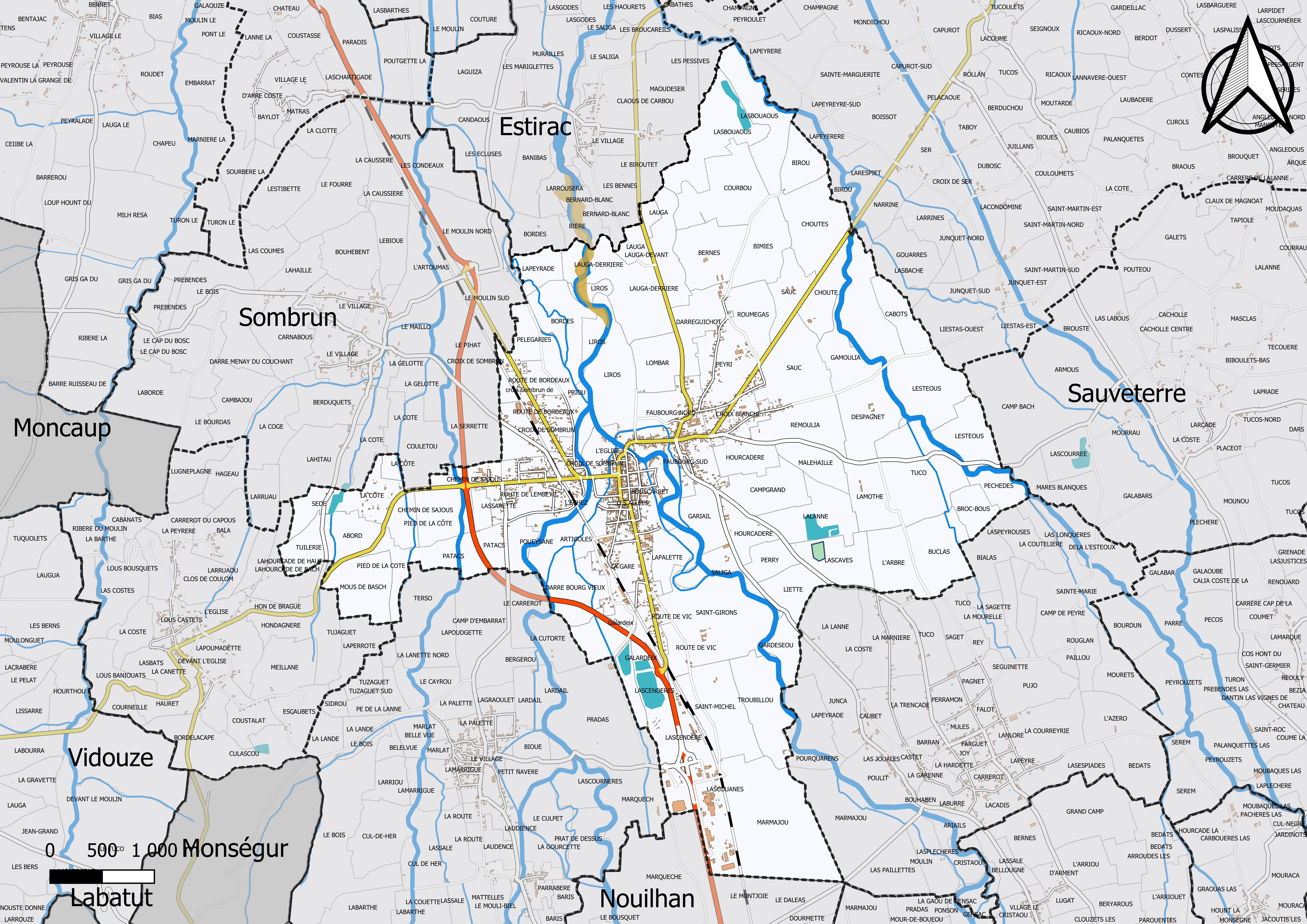
Carte du cadastre de la commune de Maubourguet.

On distingue quatre grands quartiers qui ont participé à une extension de l’habitat, plus accentuée au XXe siècle :
- le centre-ville s’est étendu au-delà des fossés du bourg médiéval ;
- le quartier du Faubourg, également présent au Moyen Âge et situé sur la rive droite de l'Adour, s’est développé vers l’est ;
- le quartier de l'Échez a progressé vers l’ouest en bordure de la route de Pau et vers le nord, sur la route de Bordeaux ;
- le quartier du Marcadieu s’est étendu vers le sud, le long de la route de Tarbes, qui dessert ensuite la Zone Industrielle Marmajou développée dans les années 1990.

Le lotissement du Pic du Midi, adossé à la colline dite de la Côte de Lahitte-Toupière, constitue un hameau distinct du bourg.

### Voies de communication et transports

#### Voies routières
La commune est accessible par les autoroutes A64 (sortie no 12, Tarbes-ouest, à 37 km au sud-ouest de Maubourguet) et A65 (sortie no 8,  Garlin, à 40 km au nord-ouest de Maubourguet).
Maubourguet est située à 27 kilomètres au nord de Tarbes sur la route départementale D935 (ancienne route nationale 135 qui, avant 1973, reliait Barcelonne-du-Gers à Sainte-Marie-de-Campan). La D 935 traverse le territoire de la commune du sud au nord. Une déviation de la D 935, qui contourne Maubourguet par l'ouest, a été mise en service par le conseil général des Hautes-Pyrénées le 8 avril 2010 afin d'éviter l'agglomération. Après la mise en service de la déviation de la D 935, la portion de route qui traversait la ville a été renommée en D 835.
Outre la D 935, qui relie Maubourguet à Nouilhan au sud et Castelnau-Rivière-Basse au nord, d'autres routes départementales relient la ville aux communes voisines : Larreule au sud-est, par la D 7 et par la D 907 ; Estirac au nord et Lafitole au sud-est, par la D 8 ; Sombrun au nord-ouest et Sauveterre à l'est, par la D 50 ; et Lahitte-Toupière au sud-ouest et Auriebat au nord-est, par la D 943.

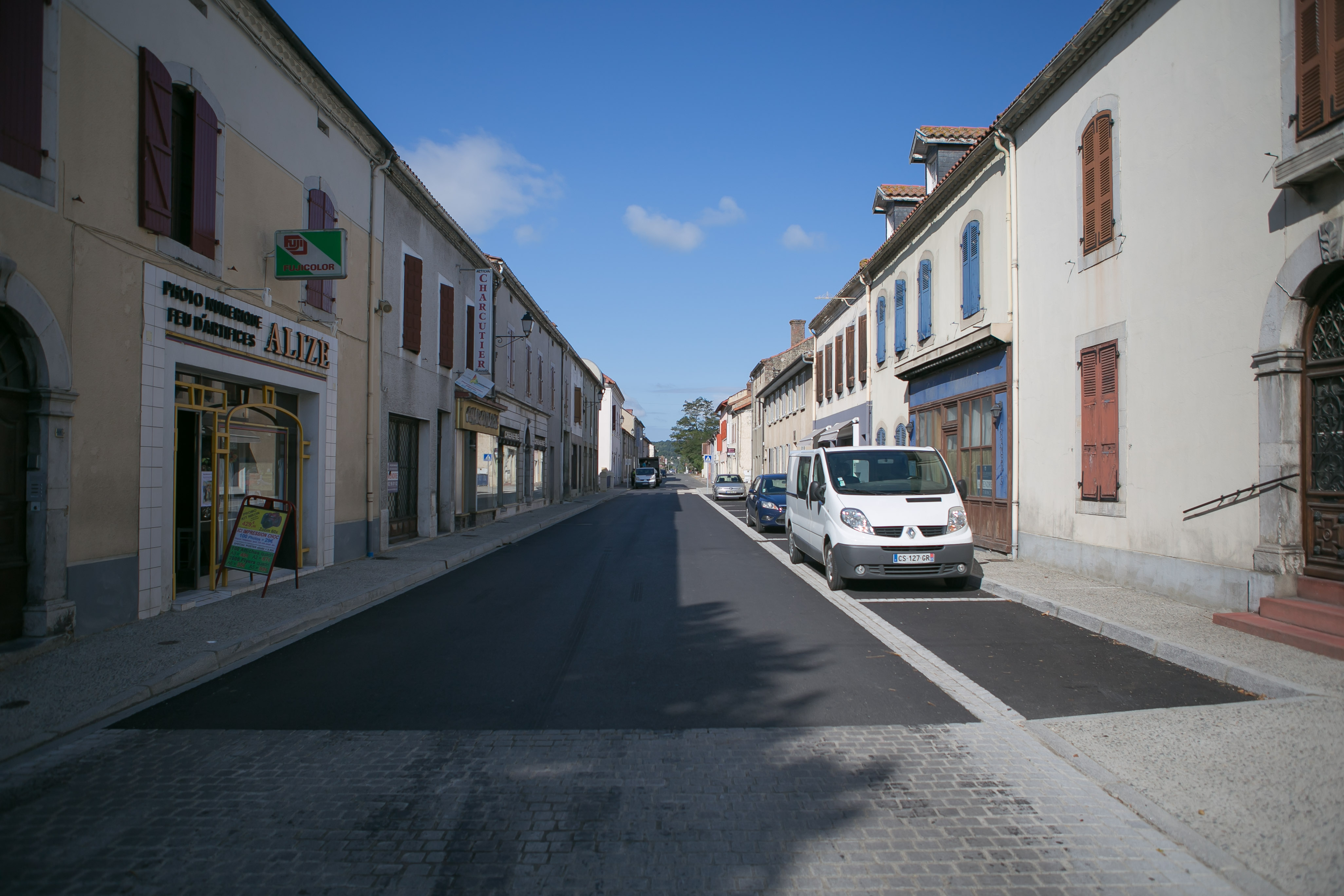
La D 835, dans le centre-ville de Maubourguet (rue du Maréchal-Joffre), en direction de Pau et de Bordeaux.
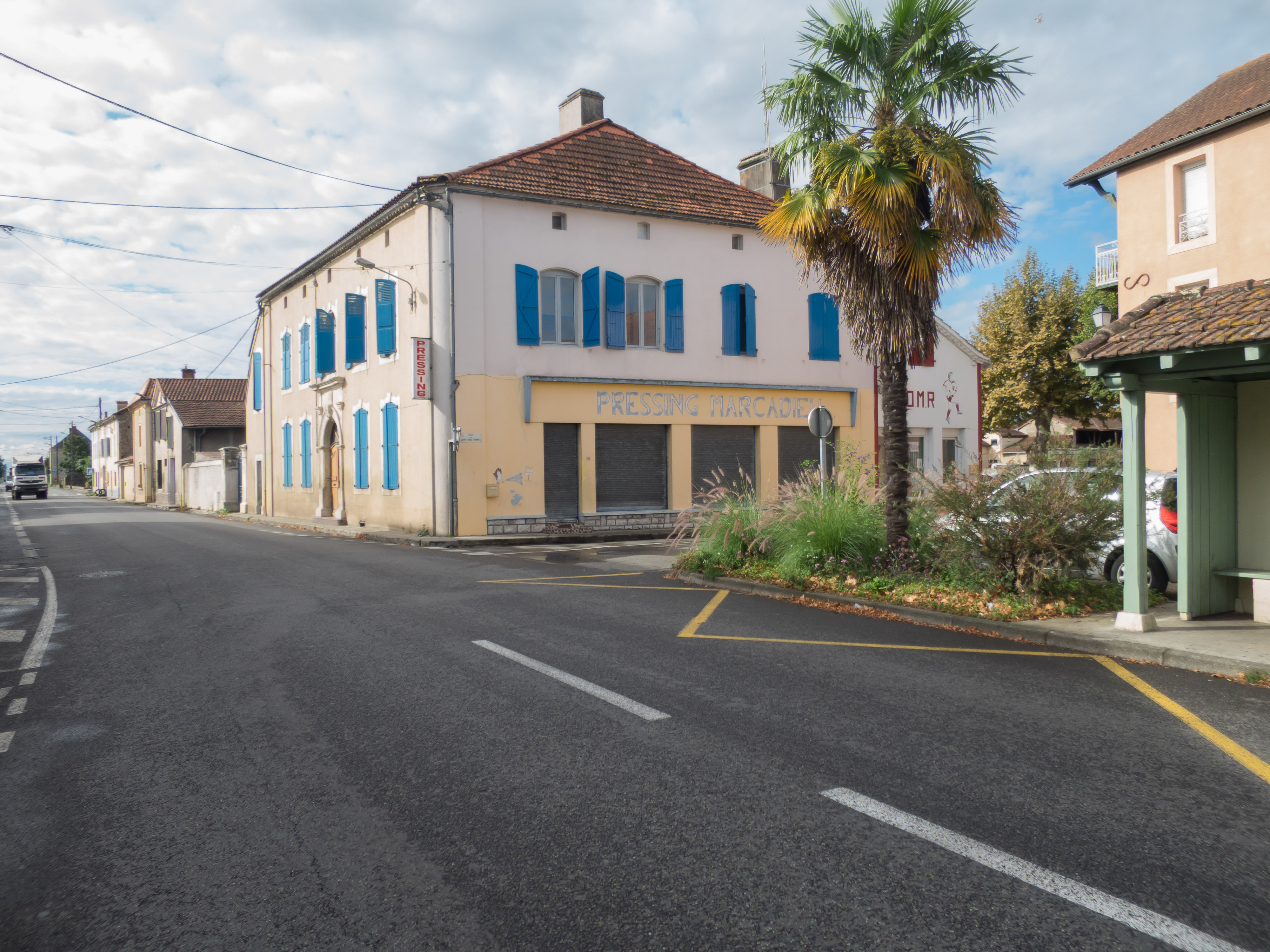
La D 835, dans le centre-ville de Maubourguet (avenue des Pyrénées), en direction de Tarbes.
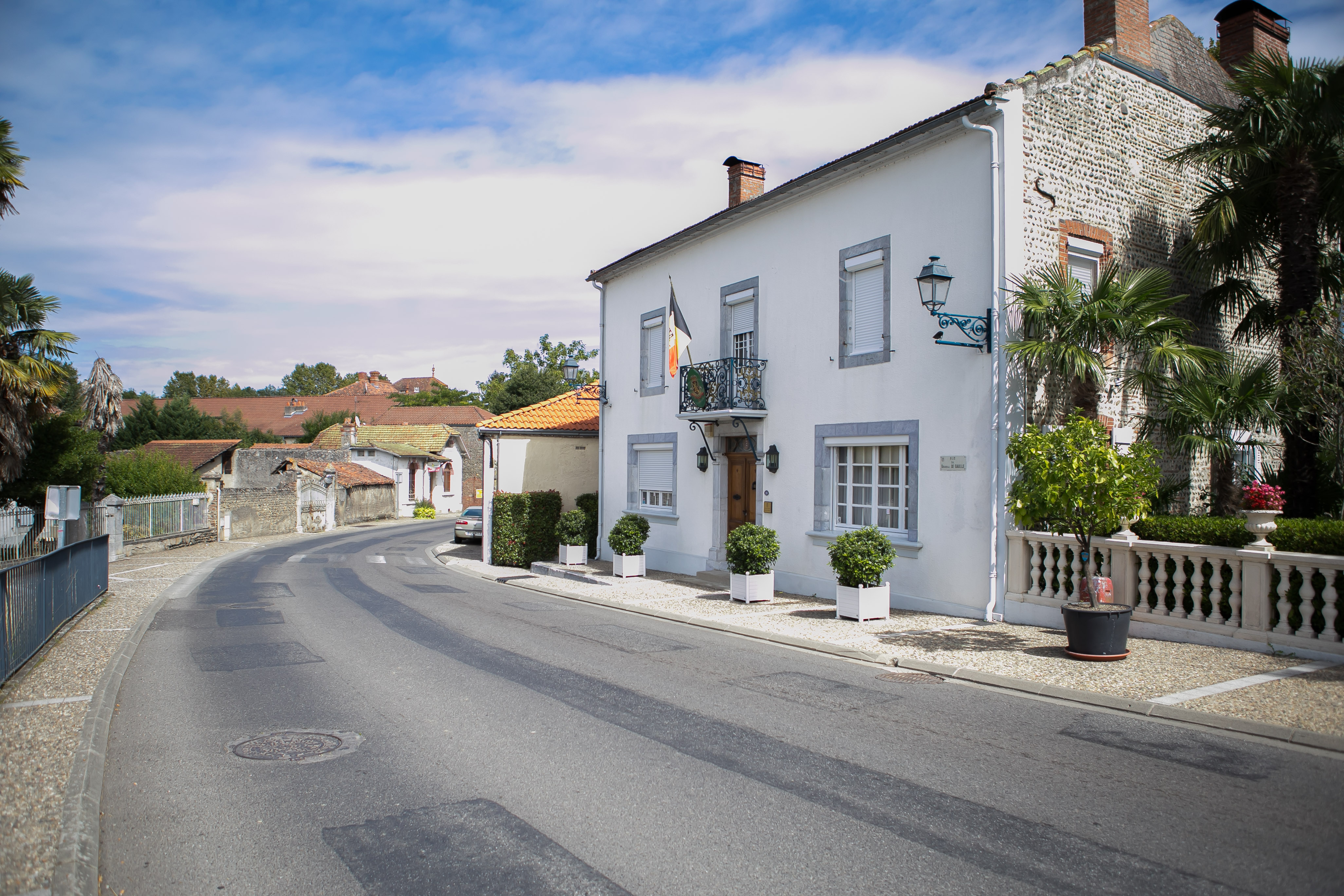
La D 943, au nord-est de Maubourguet (rue du Général-de-Gaulle), en direction d'Auch.

L'aéroport de Tarbes-Lourdes-Pyrénées, situé à 32 km au sud de Maubourguet, est accessible par la D 935 ; celui de Pau-Pyrénées, situé à 55 km au sud-ouest, l'est par la D 943.

#### Transport en commun
La ligne ferroviaire de Morcenx à Bagnères-de-Bigorre traverse le territoire de la commune. Jusqu'en 1970, Maubourguet disposait d'une gare, depuis, la ligne a été fermée au service voyageurs entre Mont-de-Marsan et Tarbes. La ligne n'est maintenue en service que pour assurer un trafic de marchandises ponctuel. Actuellement, la gare la plus proche est celle de Tarbes.

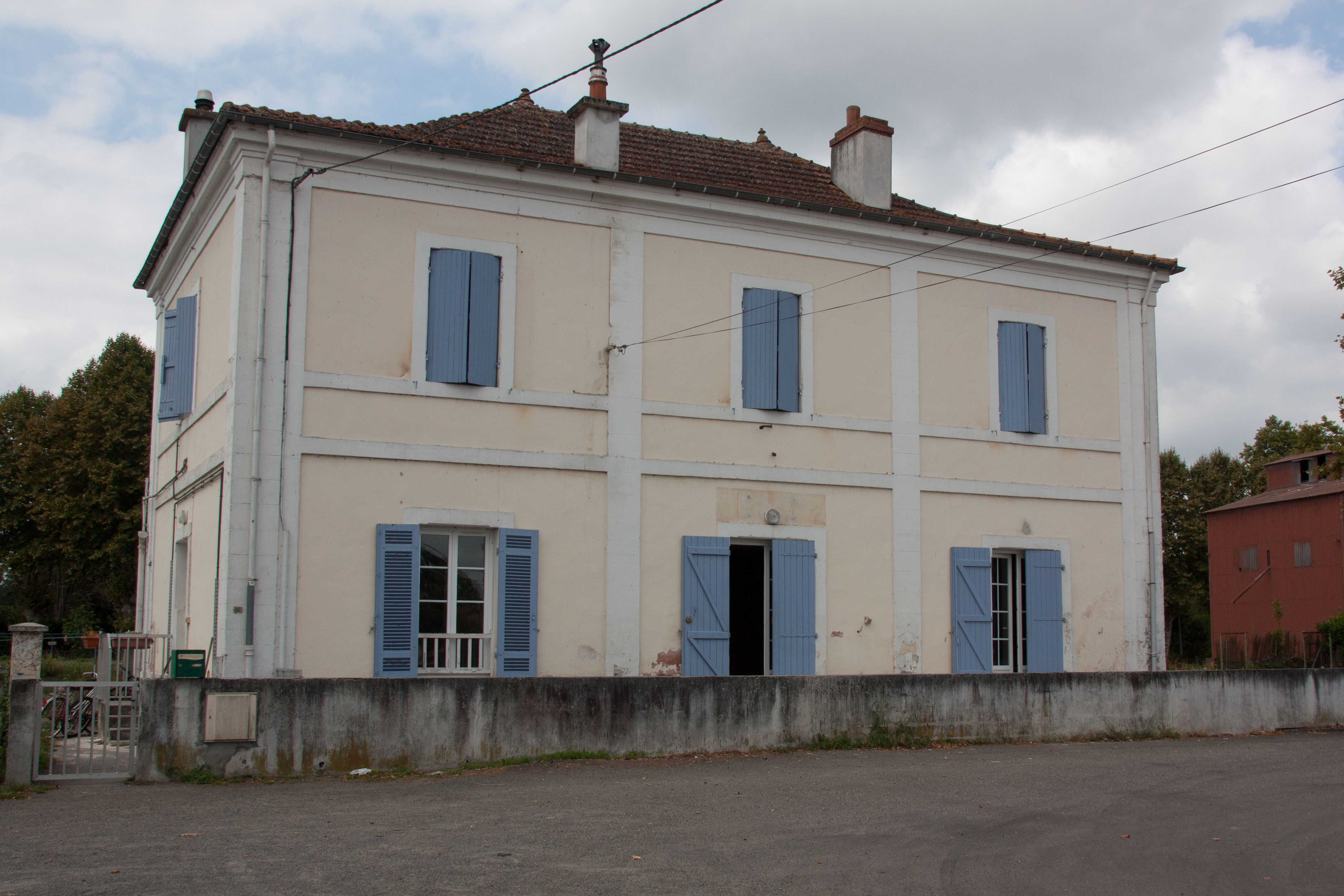
L'ancien bâtiment voyageurs de la gare de Maubourguet.
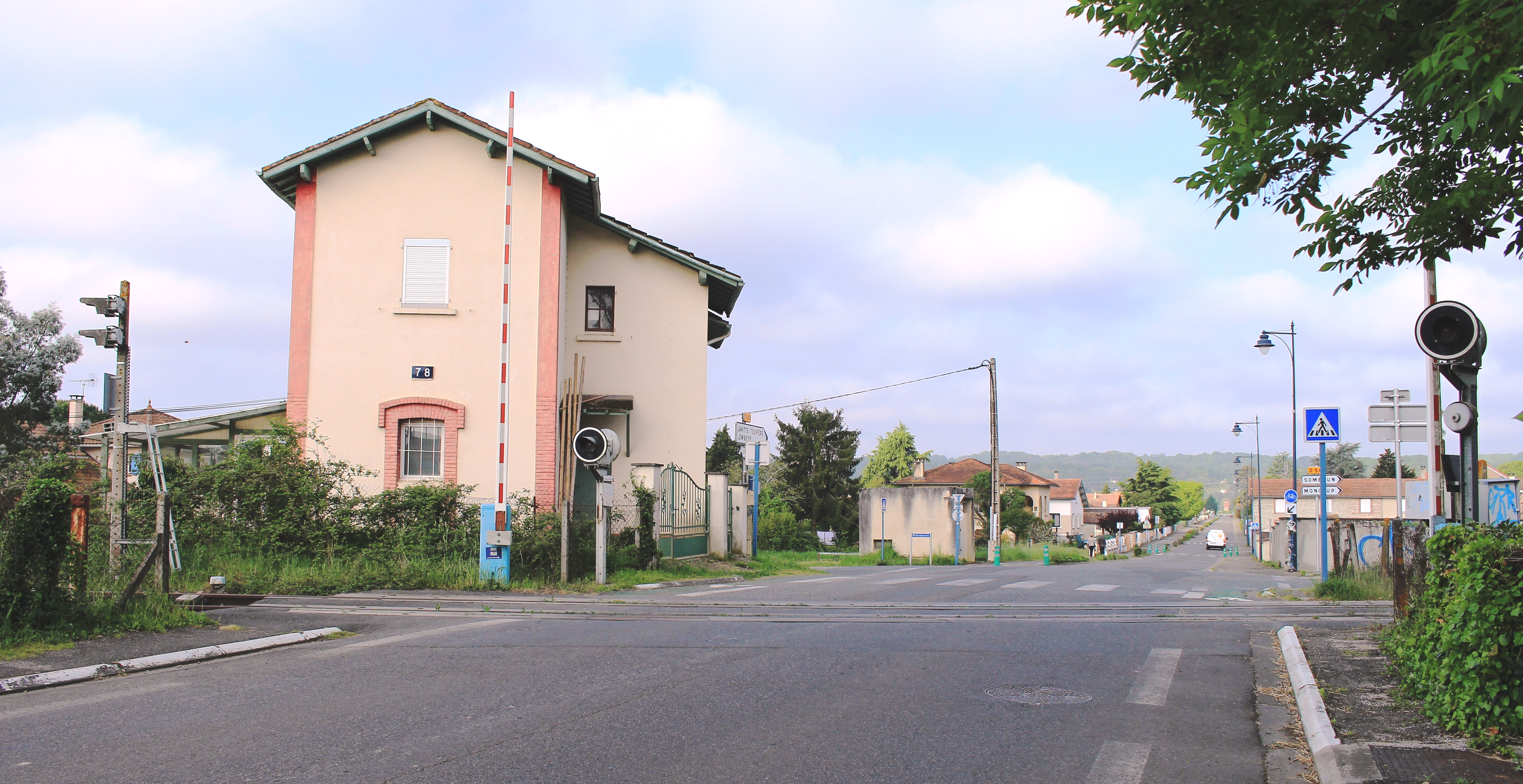
Le passage à niveau no 78 de la ligne de Morcenx à Bagnères-de-Bigorre, avenue de Pau, à Maubourguet.
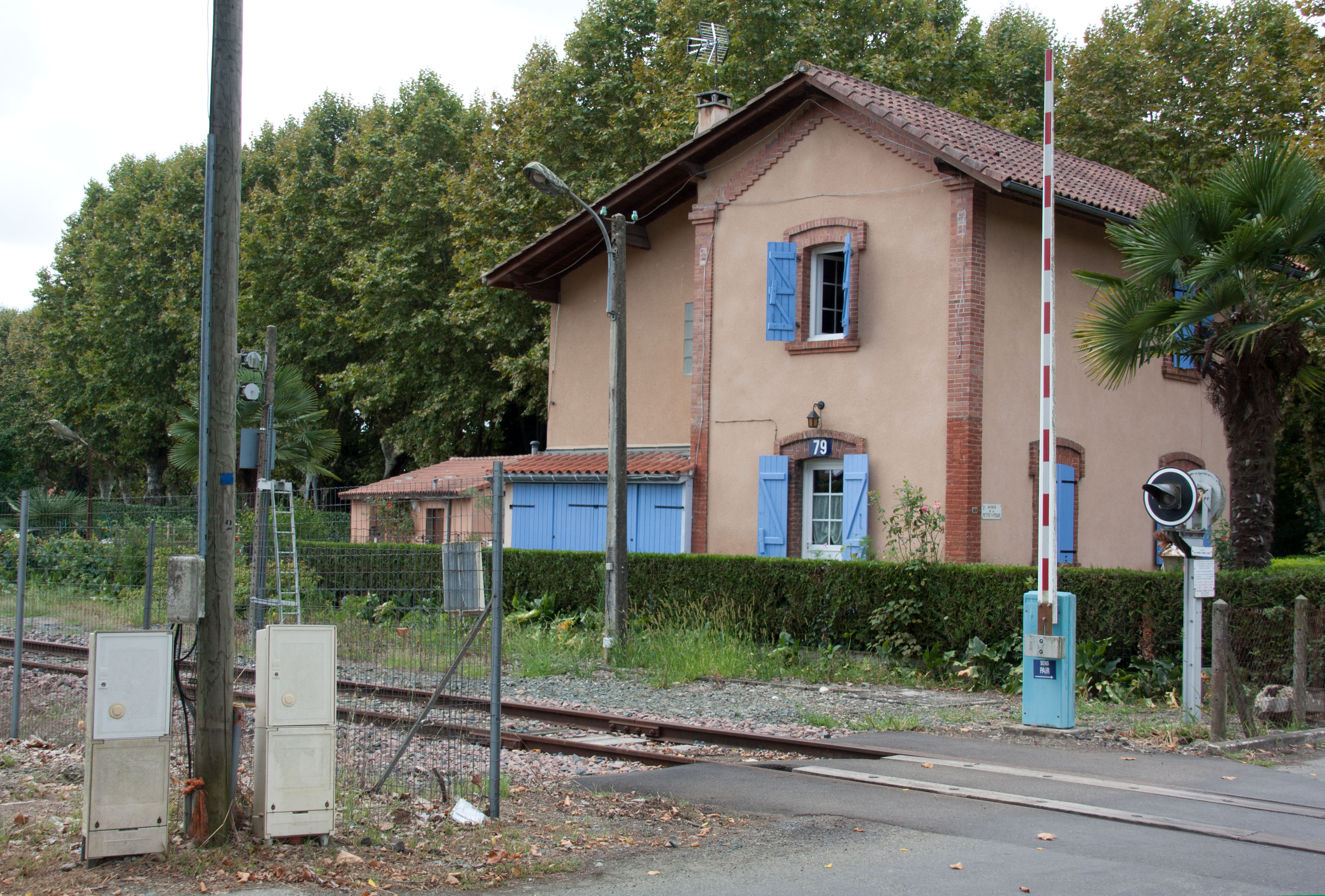
Le passage à niveau no 79 de la ligne de Morcenx à Bagnères-de-Bigorre, rue de la Fonderie, à Maubourguet.

La ligne 961 du réseau des lignes intermodales d'Occitanie dessert la commune de Maubourguet. Cette ligne relie la gare de Tarbes à la gare de Mont-de-Marsan.

### Risques majeurs
Le territoire de la commune de Maubourguet est vulnérable à différents aléas naturels : météorologiques (tempête, orage, neige, grand froid, canicule ou sécheresse), inondations, mouvements de terrains et séisme (sismicité modérée). Il est également exposé à un risque technologique, le transport de matières dangereuses. Un site publié par le BRGM permet d'évaluer simplement et rapidement les risques d'un bien localisé soit par son adresse soit par le numéro de sa parcelle.

#### Risques naturels
Certaines parties du territoire communal sont susceptibles d’être affectées par le risque d’inondation par débordement de cours d'eau, notamment l'Adour, l'Échez, l'Estéous et l'Ayza. La cartographie des zones inondables en ex-Midi-Pyrénées réalisée dans le cadre du XIe Contrat de plan État-région, visant à informer les citoyens et les décideurs sur le risque d’inondation, est accessible sur le site de la DREAL Occitanie. La commune a été reconnue en état de catastrophe naturelle au titre des dommages causés par les inondations et coulées de boue survenues en 1982, 1990, 1999, 2000, 2009 et 2019,.
Maubourguet est exposée au risque de feu de forêt. Un plan départemental de protection des forêts contre les incendies a été approuvé par arrêté préfectoral le 21 avril 2020 pour la période 2020-2029. Le précédent couvrait la période 2007-2017. L’emploi du feu est régi par deux types de réglementations. D’abord le code forestier et l’arrêté préfectoral du 27 octobre 2014, qui réglementent l’emploi du feu à moins de 200 m des espaces naturels combustibles sur l’ensemble du département. Ensuite celle établie dans le cadre de la lutte contre la pollution de l’air, qui interdit le brûlage des déchets verts des particuliers. L’écobuage est quant à lui réglementé dans le cadre de commissions locales d’écobuage (CLE)

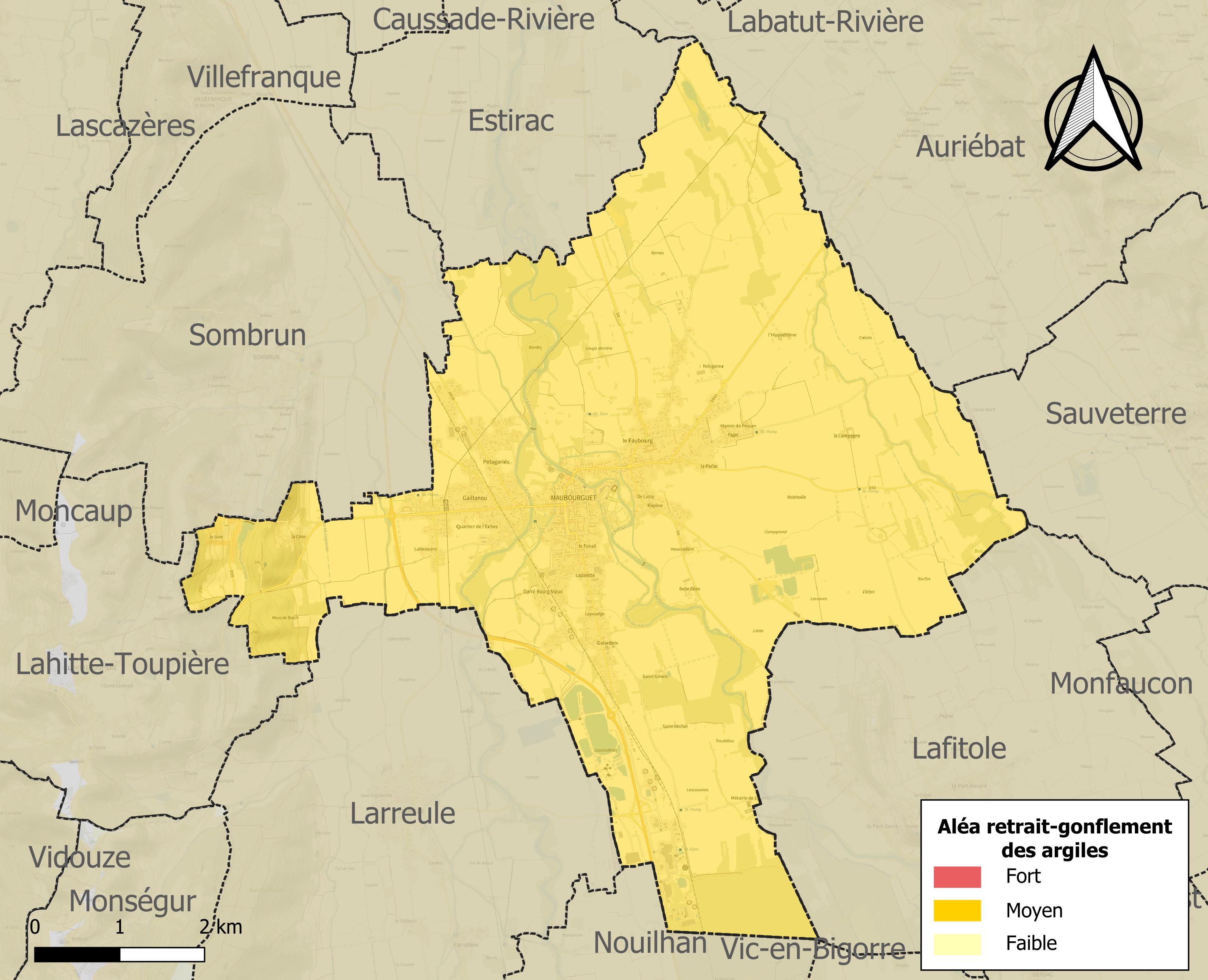
Carte des zones d'aléa retrait-gonflement des sols argileux de Maubourguet.

Les mouvements de terrains susceptibles de se produire sur la commune sont des tassements différentiels.
Le retrait-gonflement des sols argileux est susceptible d'engendrer des dommages importants aux bâtiments en cas d’alternance de périodes de sécheresse et de pluie. La totalité de la commune est en aléa moyen ou fort (44,5 % au niveau départemental et 48,5 % au niveau national). Sur les 1 086 bâtiments dénombrés sur la commune en 2019, 1 086 sont en aléa moyen ou fort, soit 100 %, à comparer aux 75 % au niveau départemental et 54 % au niveau national. Une cartographie de l'exposition du territoire national au retrait gonflement des sols argileux est disponible sur le site du BRGM,.
Par ailleurs, afin de mieux appréhender le risque d’affaissement de terrain, l'inventaire national des cavités souterraines permet de localiser celles situées sur la commune.
Concernant les mouvements de terrains, la commune a été reconnue en état de catastrophe naturelle au titre des dommages causés par des mouvements de terrain en 1999.

#### Risque technologique
Le risque de transport de matières dangereuses sur la commune est lié à sa traversée par une ligne de chemin de fer, la ligne de Morcenx à Bagnères-de-Bigorre, et une canalisation de gaz. Un accident se produisant sur de telles infrastructures est susceptible d’avoir des effets graves sur les biens, les personnes ou l'environnement, selon la nature du matériau transporté. Des dispositions d’urbanisme peuvent être préconisées en conséquence.

## Toponymie

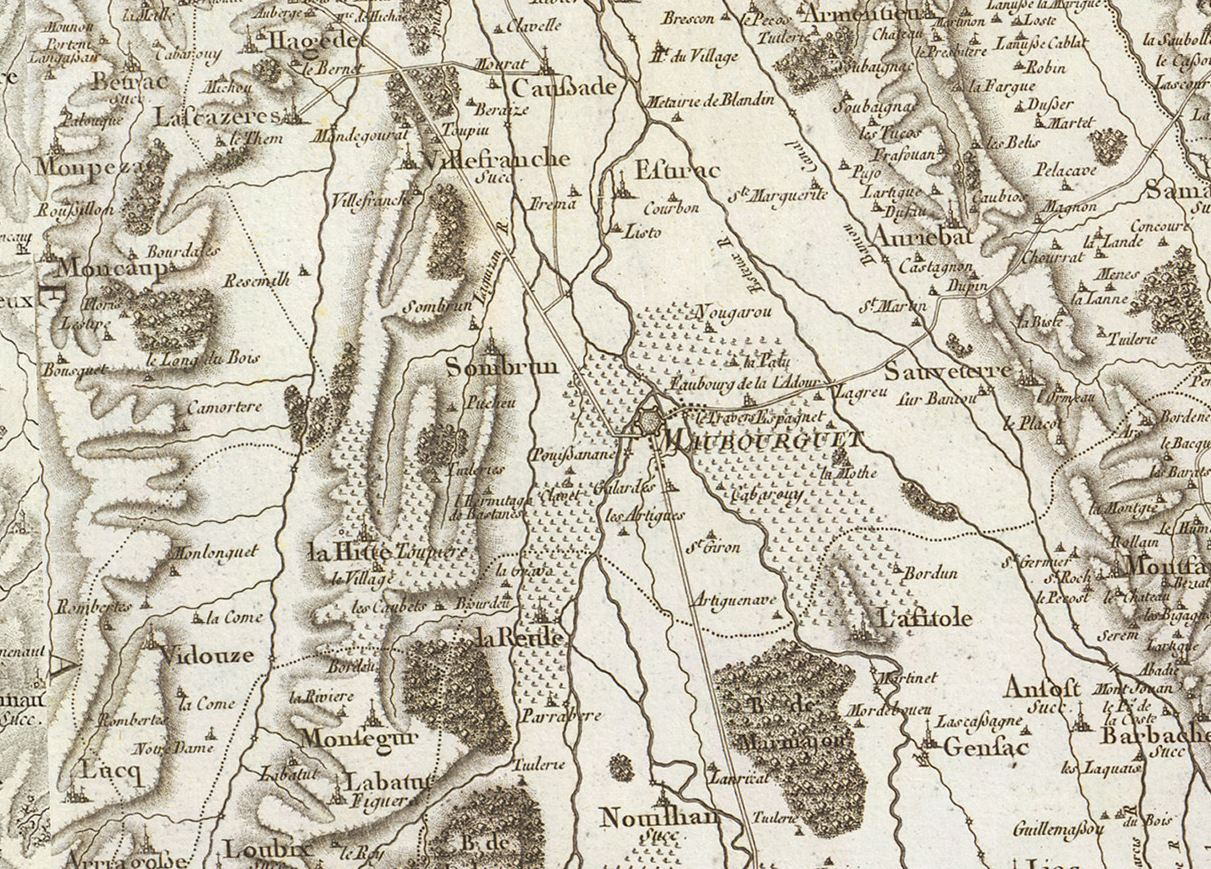
Extrait de la carte de Cassini (entre 1756 et 1789) situant Maubourguet

Le plus ancien toponyme connu à l'emplacement du site actuel de la ville est Saint-Martin de Celle, appellation liée à l’érection d’une basilique paléochrétienne sur des ruines romaines. À partir du XIIe siècle, la ville prend le nom de Maubourguet emprunté à un village voisin dont elle a absorbé la population et qui lui-même devient dès lors le Bourg-Vieux.
Le nom de la localité est attesté sous les formes A Malborguet vers 1200-1230 (cartulaires Bigorre), prioris Maliburgeti en 1248 (Du Bourg), Malborguet en 1256 (trésor des chartes), Malum Borguetum en 1265 (procès Bigorre), supra Malumburguetum en 1285 (montre Bigorre), Burgum de Maloburgeto en 1300 (enquête Bigorre), De Maloburgueto en 1342 (Pouillé Tarbes) et en 1379 (procuration Tarbes), Mau Borguet, Mau Vorguet en 1429 (censier Bigorre), Malburget en 1496 - 1499 et Maubourguet au XVe siècle,, Maubourguet fin XVIIIe siècle (carte de Cassini).
Le regroupement des populations et le transfert du nom Maubourguet vers le site de Saint-Martin de Celle résulte d’un accord passé en 1161 entre le comte de Bigorre, les prieurs du monastère de Celle et l’abbé d’Alet.
En ce qui concerne la signification du toponyme Maubourguet, Albert Dauzat et Charles Rostaing remontent tous deux à l'étymologie ultime des éléments qui composent ce nom de lieu en la formulant de la sorte : du latin malum « mauvais » et *burg-ittum diminutif de bourg. Il s'agit d'un raccourci pour « diminutif de burgus qui a donné la forme française bourg ». Ils pensent donc à un « mauvais petit bourg » ou « mauvaise petite fortification ».
Pour Ernest Nègre, comme il s'agit d'une formation toponymique médiévale, il convient de lui restituer sa forme originelle, sans pour autant remonter à l'origine latine des termes qui la composent. Selon lui, Maubourguet est un composé du gascon mau « mauvais, qui sait se défendre » et de bourguet « quartier fortifié dans les villes autrefois » (gascon mau et borguet), d'où le sens global de « bourg fortifié qui sait se défendre ».
Ce nom était destiné, selon une anecdote locale, à dissuader les étrangers de tout comportement hostile et de toute intention belliqueuse à l'encontre de ses habitants.
Son nom en gascon et en catalan   est Mauborguet.

## Histoire

### Préhistoire

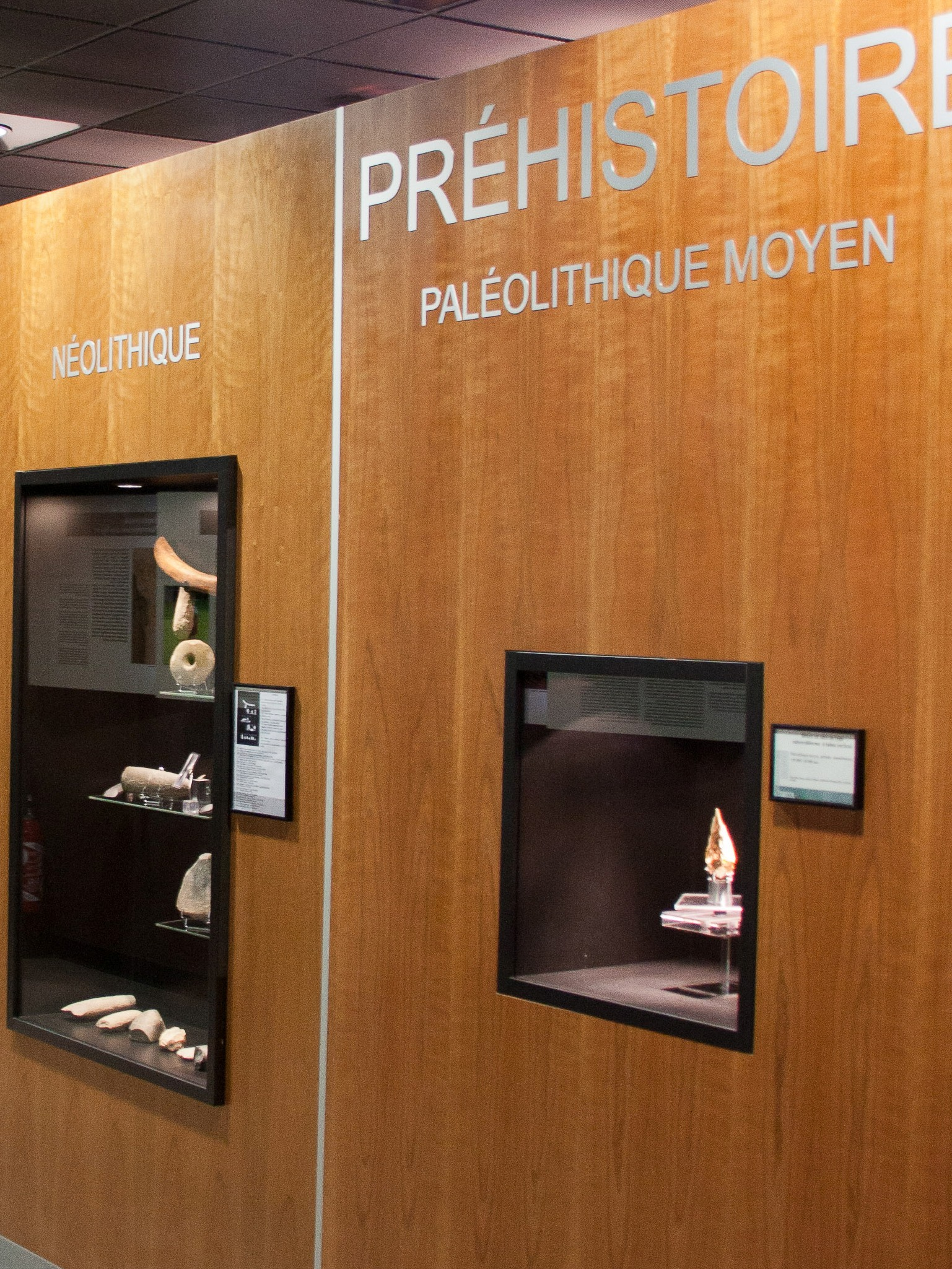
Objets préhistoriques exposés au musée de Maubourguet.

De nombreux vestiges d’origine anthropique, exposés dans le musée de la ville, sont autant de traces de présence humaine. Ils témoignent de l’occupation du territoire au cours des différentes périodes de la Préhistoire et de la Protohistoire. De récentes recherches et découvertes aux alentours de Maubourguet témoignent du passage et l'occupation de l'Homme de Néandertal dès les périodes acheuléenne et moustérienne.

### Antiquité

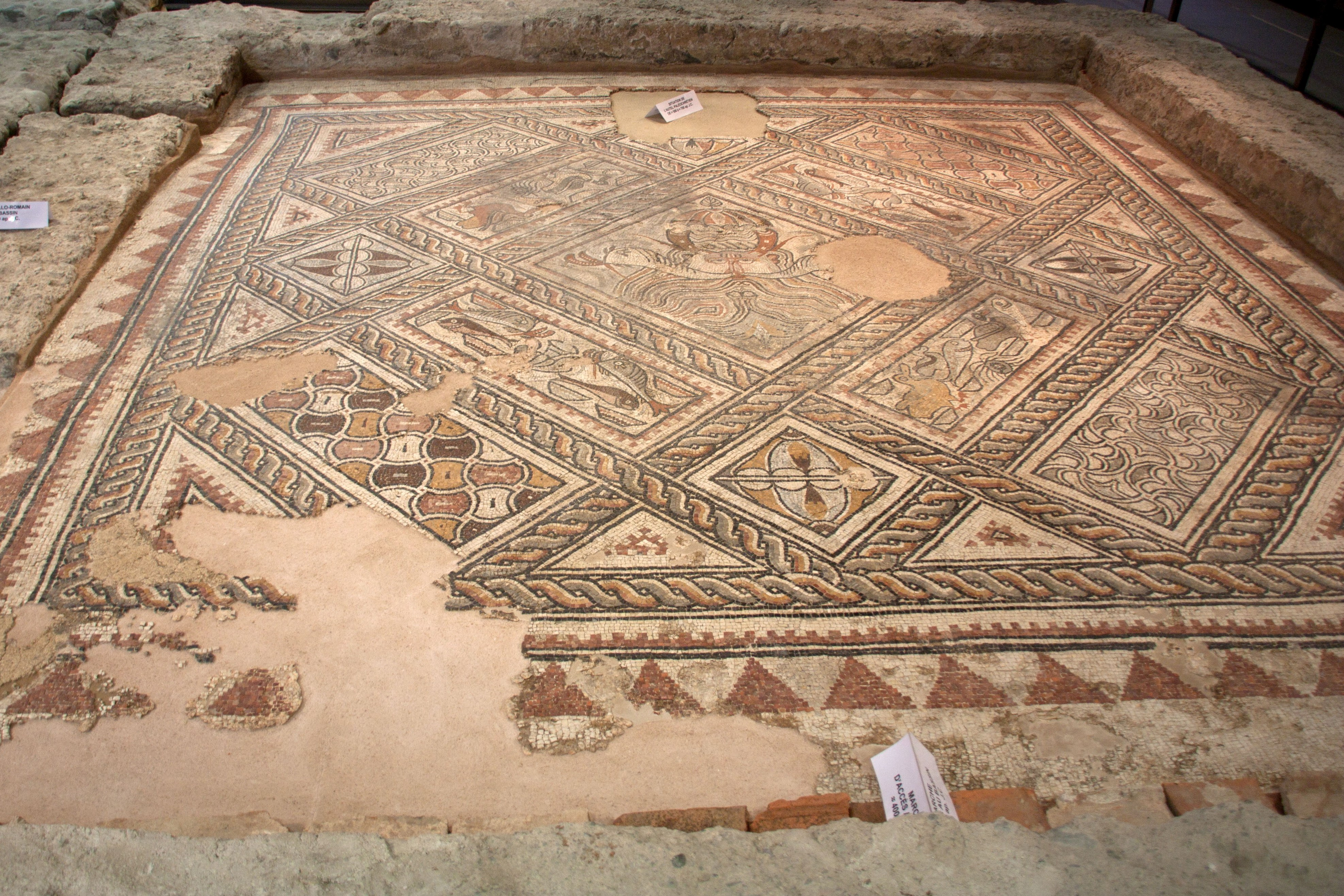
La mosaïque au dieu Océan dans le musée de Maubourguet.

Au début de notre ère, Maubourguet est probablement un vicus gallo-romain, chef-lieu d'un pagus, au cœur du territoire du peuple des Bigerriones, peuple qui a donné son nom à la province de la Bigorre.
Les vestiges d'un monument antique du Haut et Bas-Empire romain, d'une basilique paléochrétienne, ainsi que la découverte de la mosaïque au dieu Océan du domaine de Saint-Girons, datant de la fin du IVe siècle ou début du Ve siècle, attestent d'un développement de la petite agglomération au cours de l'Antiquité tardive.

### Moyen Âge

Localisation de la vicomté de Rivière-Basse dans la Gascogne.

Vers l'an mille, quatre villages se distinguent sur le l'actuel territoire de Maubourguet : Saint-Martin-de-Celle, qui est le premier nom connu de la ville, Maubourguet-Bourg-Vieux (village fortifié), Cucuron (motte castrale) et Saint-Girons (villa aquitano-romaine).
Durant le Moyen Âge, Maubourguet est une étape sur un des quatre chemins de Compostelle en France, la via Tolosane. C'est au cours du XIe siècle que des moines venant de l'abbaye d'Alet batissent le monastère bénédictin de Saint-Martin-de-Celle, l'actuelle église de l'Assomption de Maubourguet sur les ruines d'églises antérieures.
C'est en 1161, que Pierre de Marsan, comte de Bigorre, transfère la population et le nom de Maubourguet-Bourg-Vieux sur le site de Saint-Martin-de-Celle. Le nom originel de la ville disparait, elle porte désormais le nom de Maubourguet. Vers 1171, le comte Centule III lui accorde une charte de franchises et coutumes.
En 1256, la Rivière-Basse dont Maubourguet est démembrée du comté de Bigorre au profil du vicomte de Béarn Gaston VII. Sa fille Guillemette, dame de Rivière, place ses possessions sous la suzeraineté du roi d’Angleterre Édouard 1er, en 1290. À son décès en 1306, la Rivière-Basse passe à son neveu Bernard VI, comte d’Armagnac. Ce dernier confirme les privilèges et coutumes aux habitants de la ville de Maubourguet en 1309.
Maubourguet et la Rivière-Basse font partie des domaines de la Maison d'Armagnac jusqu’à sa chute à la fin du XVe siècle et resteront ensuite rattachés à l’administration royale de l’Armagnac jusqu’à la Révolution.
Au cours de la guerre de Cent Ans, Maubourguet est fortifiée avec un rempart d’un kilomètre et une triple enceinte de fossés.

### Époque moderne

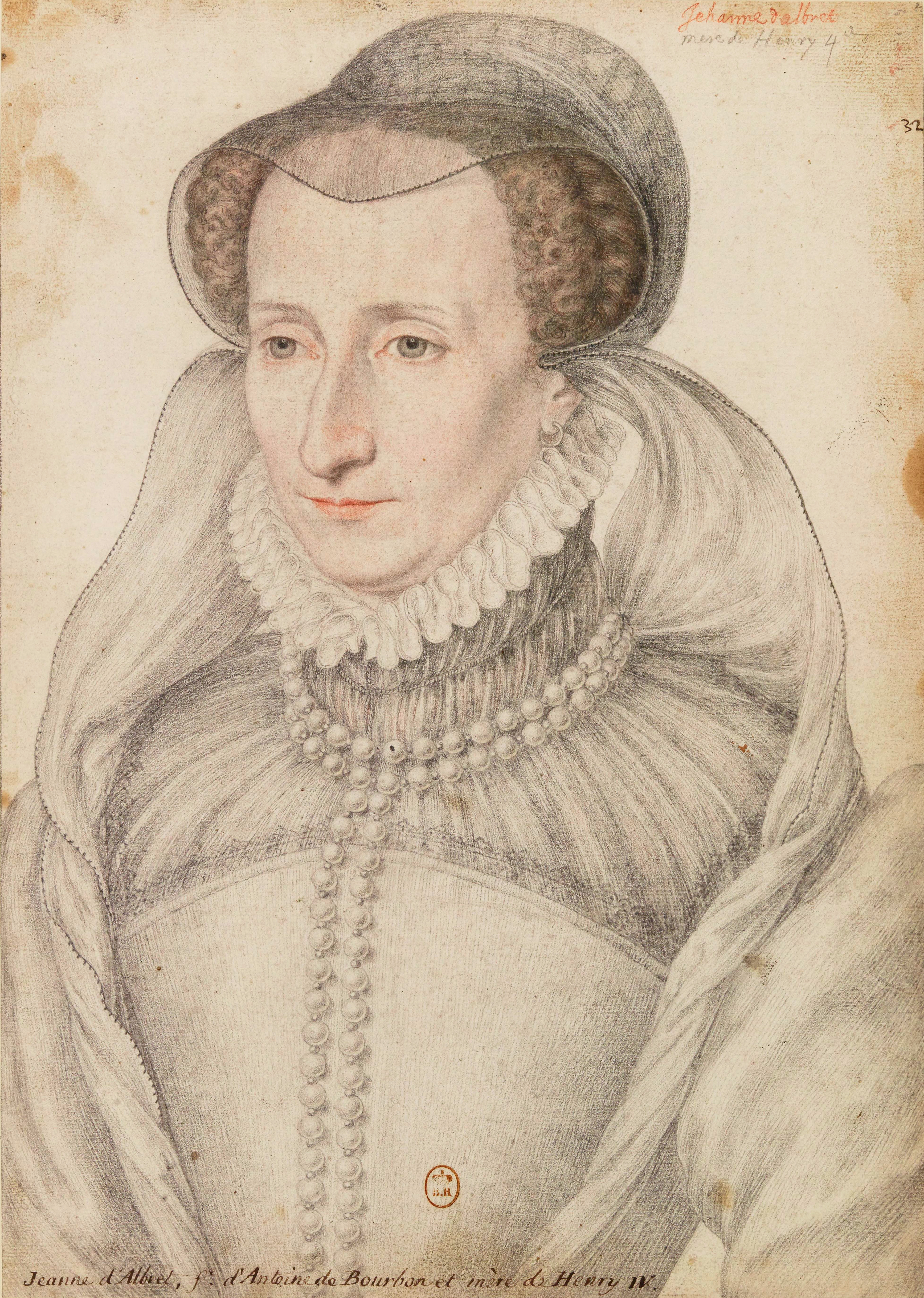
Jeanne d'Albret, mère Henri IV.

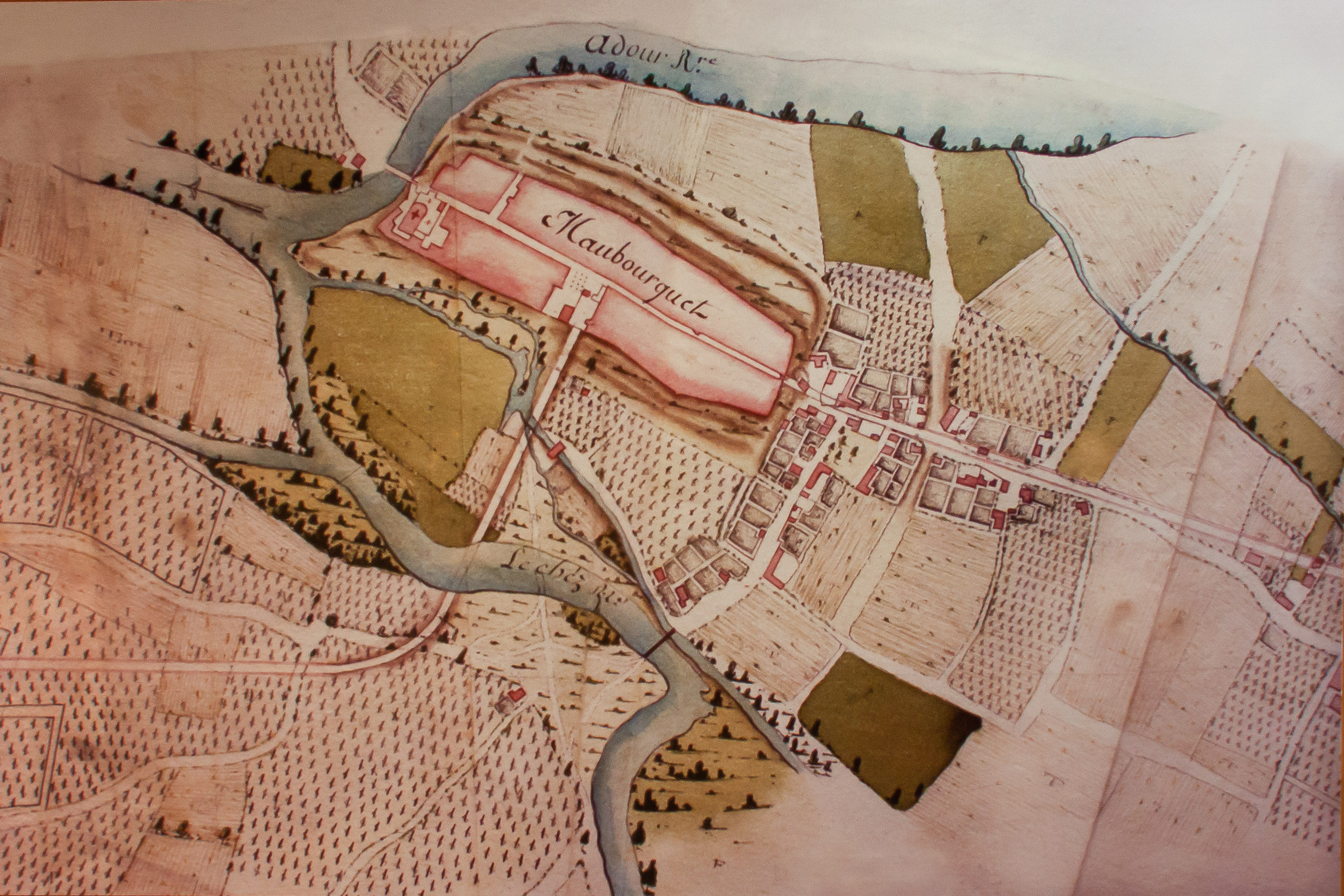
Maubourguet vers 1760, plan dessiné par l'intendant Étigny.

Jean V, comte d’Armagnac, conspire régulièrement contre le roi de France, son suzerain. Alors que ses domaines sont confisqués par Louis XI depuis 1469, il profite de l'appui de Charles de France, le propre frère du roi, pour reprendre Lectoure, sa capitale, en 1472. Louis XI envoie plusieurs armées qui progressent rapidement au sud de la Garonne ; Pierre de Beaujeu obtient la reddition de Jean V et de la place-forte de Lectoure. L’accord du 17 juin 1472 exige que Jean V se rende auprès du roi pour répondre de l’accusation d’anglicherie et lui accorde le droit de résider dans une demi-douzaine de localités du Pays d’Armagnac dont Maubourguet. Le comte déchu séjourne en premier lieu dans cette ville qu’il quitte pour Barran dès le mois d’août.
En 1484, Jean de Foix, vicomte de Narbonne, conteste à sa nièce Catherine de Navarre l’héritage de la maison de Foix qui inclut aussi le Béarn, la Bigorre, mais aussi la Navarre. Il installe une garnison à Maubourguet, en Rivière-Basse, position avancée en terre d'Armagnac face au Béarn. Alain d’Albret assiège la ville en juin. Les conditions de capitulation du vicomte de Narbonne sont arrêtées par le conseil de régence du roi Charles VIII, le 9 juillet. L'épouse du vicomte de Narbonne, Marie d’Orléans, sœur du futur roi Louis XII, fait partie des assiégés.
En 1569, le comte Gabriel Ier de Montgommery, capitaine protestant au service de Jeanne d'Albret, fille d'Henri II de Navarre et mère du roi Henri IV, ravage la ville et son église.

### Époque contemporaine
Le 19 mars 1814, le maréchal Soult conduit la retraite d’Espagne de l’armée des Pyrénées face à l’armée coalisée anglo-hispano-portugaise commandée par le maréchal duc de Wellington. Soult recule lentement vers Toulouse, en longeant les Pyrénées et harcèle l'adversaire par des combats brefs mais violents. Deux embuscades se déroulent à Maubourguet dans la journée du 19 mars, l’une au pont de l'Echez et l’autre dans le bois du Marmajou. Les deux armées se font face à Maubourguet, mais la bataille a lieu finalement à Toulouse le 10 avril 1814.

## Politique et administration

### Découpage territorial

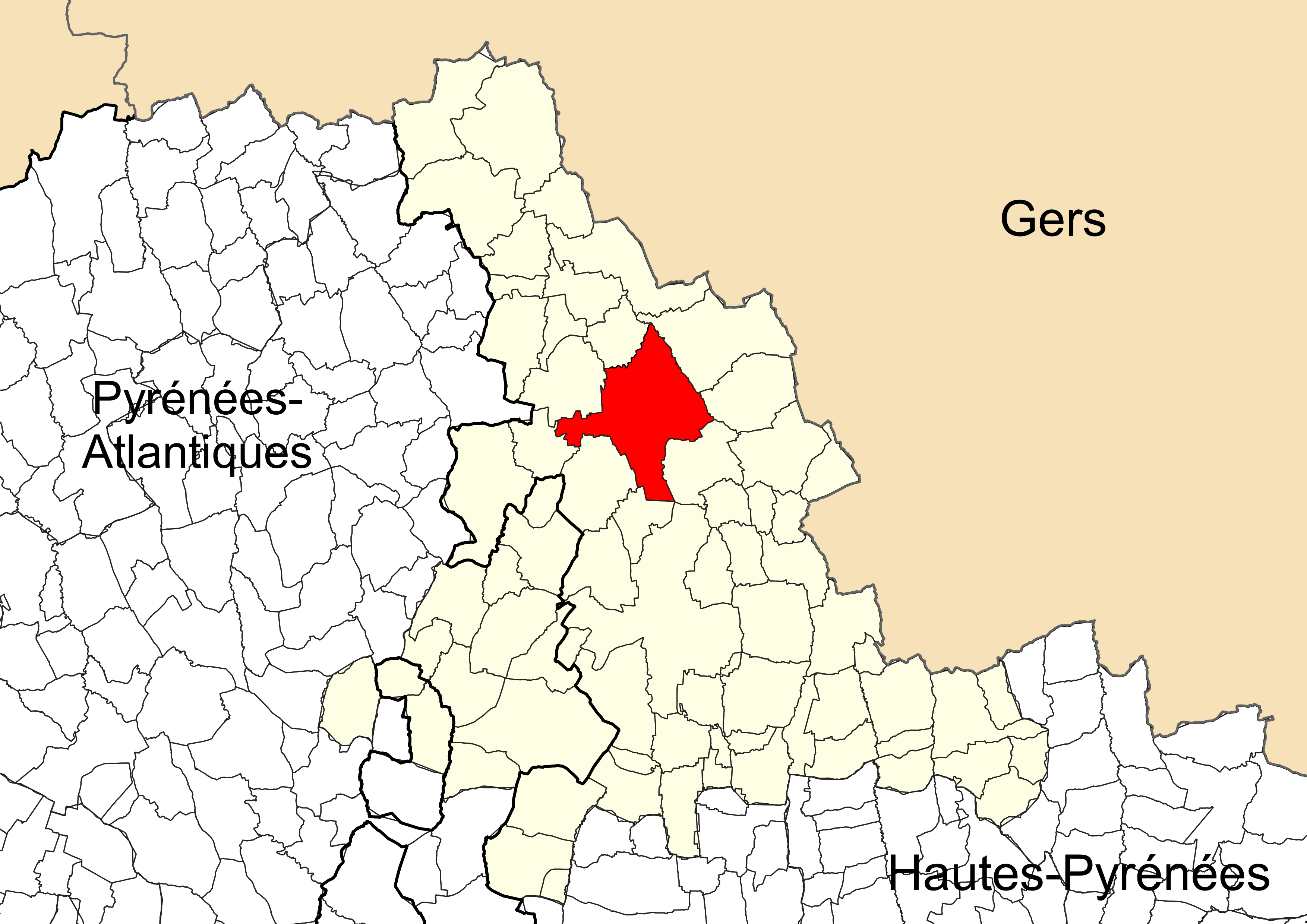
Localisation de la commune de Maubourguet dans la communauté de communes Adour Madiran.

La commune de Maubourguet est membre de la communauté de communes Adour Madiran, un établissement public de coopération intercommunale (EPCI) à fiscalité propre créé le 1er janvier 2017 qui regroupe soixante-douze communes et dont le siège est à Vic-en-Bigorre. Ce dernier est par ailleurs membre d'autres groupements intercommunaux.
Sur le plan administratif, elle est rattachée à l'arrondissement de Tarbes, à la circonscription administrative de l'État des Hautes-Pyrénées et à la région Occitanie.
Sur le plan électoral, elle dépend du  canton du Val d'Adour-Rustan-Madiranais pour l'élection des conseillers départementaux, depuis le redécoupage cantonal de 2014 entré en vigueur en 2015, et de la deuxième circonscription des Hautes-Pyrénées  pour les élections législatives, depuis le dernier découpage électoral de 2010.

### Politique locale
Le conseil municipal de Maubourguet, commune de plus de 1 000 habitants, est élu au scrutin proportionnel de liste à deux tours (sans aucune modification possible de la liste), pour un mandat de six ans renouvelable. Compte tenu de la population communale, comprise entre 1 500 et 2 499, le nombre de sièges à pourvoir lors des élections municipales de 2020 est de 19. L'exécutif communal est constitué par le maire, élu par le conseil municipal, parmi ses membres, pour un mandat de six ans, c'est-à-dire pour la durée du mandat du conseil.
Les dix-neuf conseillers municipaux sont élus au premier tour avec un taux de participation de 55,50, se répartissant en quinze issus de la liste conduite par Jean Nadal, et quatre issus de celle de Mireille Baradat. Les sept sièges attribués à la commune au sein de la communauté de communes Adour Madiran se répartissent en : liste de Jean Nadal (6) et liste de Mireille Baradat (1).
| Tête de liste Nom de la liste | Tête de liste Nom de la liste                    | Parti | Premier tour | Premier tour | Sièges | Sièges |
| Tête de liste Nom de la liste | Tête de liste Nom de la liste                    | Parti | Voix         | %            | CM     | CC     |
| ----------------------------- | ------------------------------------------------ | ----- | ------------ | ------------ | ------ | ------ |
|                               | Jean Nadal Maubourguet Progrès                   | PS    | 485          | 56,26        | 15     | 6      |
|                               | Mireille Baradat Agir avec vous pour Maubourguet | SE    | 377          | 43,73        | 4      | 1      |

### Tendances politiques et résultats
|                                   | 1er score | 1er score                                                                   | 2e score | 2e score                                                                                      | Participation |
| Élections municipales de 2020     |           | 56,26 % pour la liste « Maubourguet Progrès » conduite par Jean Nadal (DVG) |          | 43,73 % pour la liste « Agir avec vous pour Maubourguet » conduite par Mireille Baradat (DVD) | 55,50 %       |
| Élections départementales de 2021 |           | 65,15 % pour Fréderic Ré et Véronique Thirault (DVG)                        |          | 18,04 % pour Marie-Christine Sorin et Bruno Vinceneau (RN)                                    | 34,12 %       |
| Élections régionales de 2021      |           | 63,45 % pour Carole Delga (UG-ECO)                                          |          | 18,36 % pour Jean-Paul Garraud (RN)                                                           | 32,74 %       |
| Élections européennes de 2019     |           | 28,16 % pour Jordan Bardella (RN)                                           |          | 20,92 % pour Nathalie Loiseau (REM-MDM-AGR-MR-AC)                                             | 45,84 %       |
| Élections législatives de 2017    |           | 50,00 % pour Jeanine Dubié (PRG)                                            |          | 50,00 % pour Marie-Agnès Staricky (REM)                                                       | 42,46 %       |
| Élection présidentielle de 2017   |           | 62,52 % pour Emmanuel Macron (LREM)                                         |          | 37,48 % pour Marine Le Pen (RN)                                                               | 77,56 %       |

### Comptes de la commune
En 2019, la commune disposait d'un budget de 3 341 000 € dont 2 869 000 € de fonctionnement et 472 000 € d'investissement. Le montant des impôts locaux  était de 1 148 000 € avec des taux d’imposition fixés à 11,05 % pour la taxe d'habitation et 13,86 % et 54,01 % pour la taxe foncière sur le bâti et le non-bâti.
L’Insee attribue à la commune le code 65 3 14 304. La commune de Maubourguet est enregistrée au répertoire des entreprises sous le code SIREN 216503045. Son activité est enregistrée sous le code APE8411Z.

### Services publics
La commune dispose d’un bureau de poste.
La sécurité de la commune est assurée par la brigade territoriale de proximité de gendarmerie de Maubourguet. La commune dispose d'un centre d'incendie et de secours (CIS) rattaché au service départemental d'incendie et de secours (SDIS) des Hautes-Pyrénées.

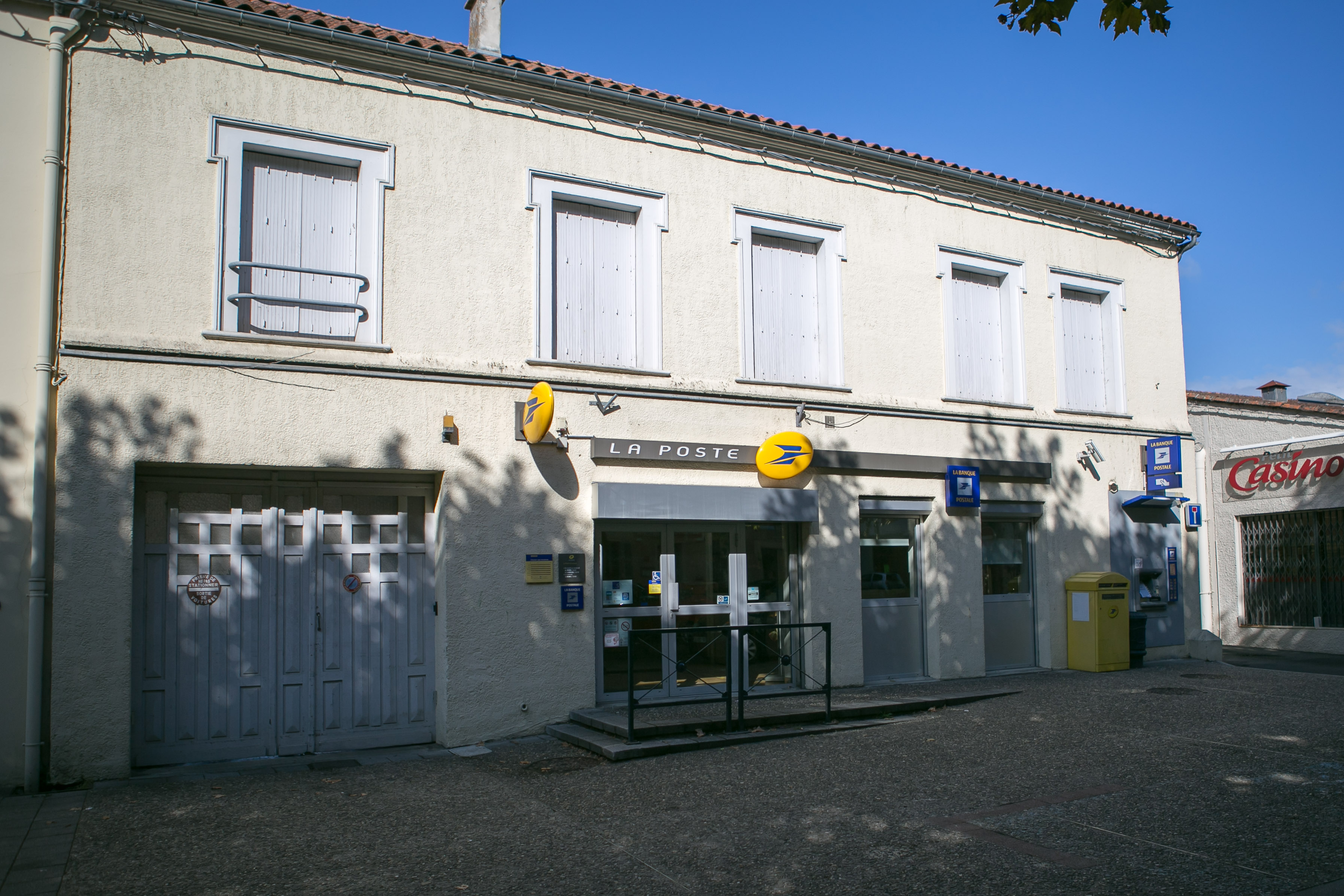
Le bureau de poste de Maubourguet.
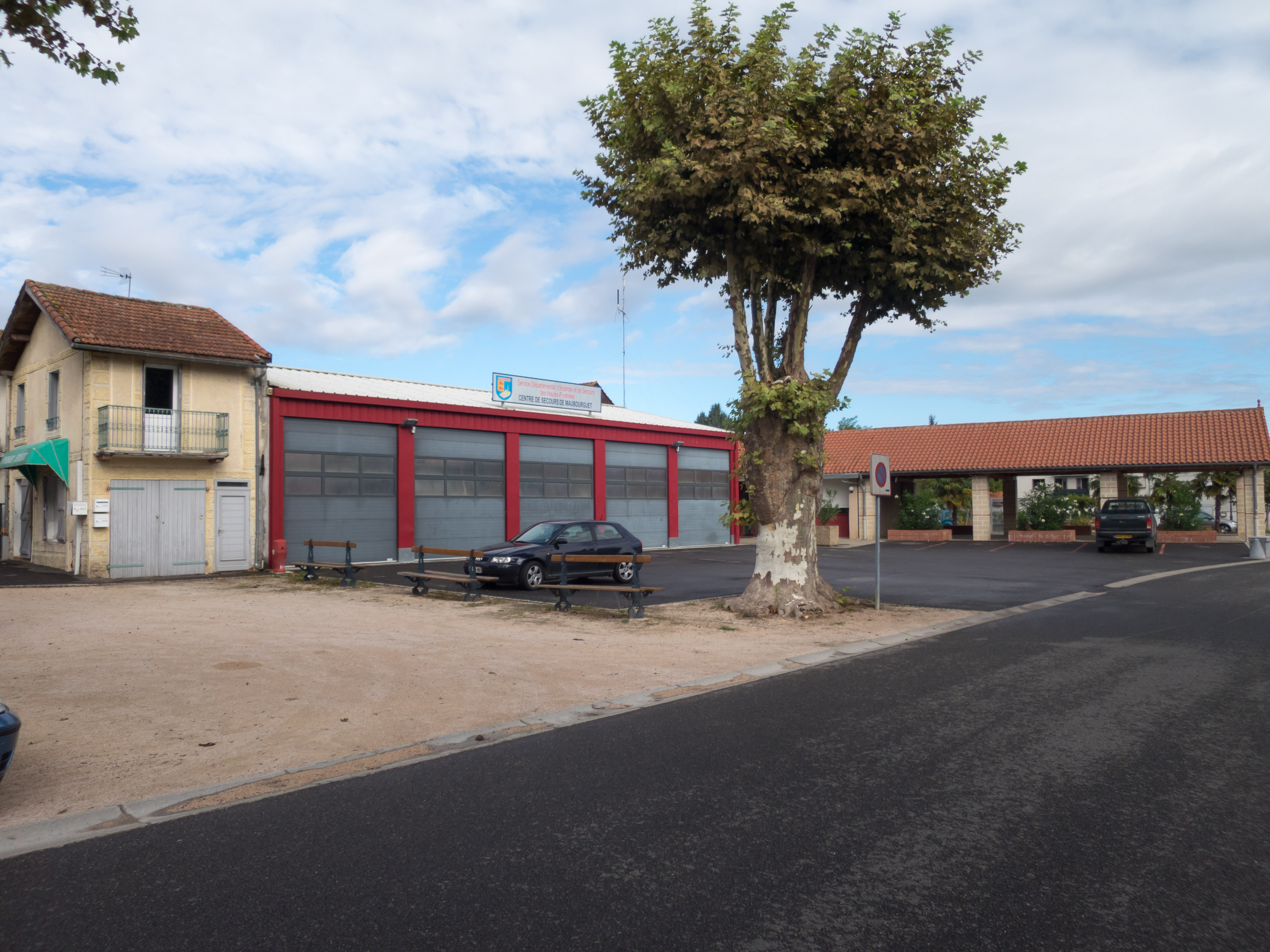
Le centre d'incendie et de secours de Maubourguet.

Maubourguet relève du conseil de prud'hommes de Tarbes, de la cour administrative d'appel de Bordeaux, de la cour d'appel de Pau, de la cour d'assises des Hautes-Pyrénées à Tarbes, du tribunal administratif de Pau, du tribunal d'instance de Tarbes, du tribunal de grande instance de Tarbes, du tribunal de commerce de Tarbes et du tribunal pour enfants de Tarbes.

## Population et société

### Démographie
Les habitants sont appelés les Maubourguétois.

#### Évolution démographique
L'évolution du nombre d'habitants est connue à travers les recensements de la population effectués dans la commune depuis 1793. Pour les communes de moins de 10 000 habitants, une enquête de recensement portant sur toute la population est réalisée tous les cinq ans, les populations de référence des années intermédiaires étant quant à elles estimées par interpolation ou extrapolation. Pour la commune, le premier recensement exhaustif entrant dans le cadre du nouveau dispositif a été réalisé en 2004.

En 2022, la commune comptait 2 232 habitants, en évolution de −8,26 % par rapport à 2016 (Hautes-Pyrénées : +1,59 %, France hors Mayotte : +2,11 %).
| 1793  | 1800  | 1806  | 1821  | 1831  | 1836  | 1841  | 1846  | 1851  |
| ----- | ----- | ----- | ----- | ----- | ----- | ----- | ----- | ----- |
| 1 300 | 1 380 | 1 677 | 1 507 | 1 725 | 2 196 | 2 202 | 2 310 | 2 563 |

| 1856  | 1861  | 1866  | 1876  | 1881  | 1886  | 1891  | 1896  | 1901  |
| ----- | ----- | ----- | ----- | ----- | ----- | ----- | ----- | ----- |
| 2 704 | 2 747 | 2 743 | 2 600 | 2 611 | 2 521 | 2 506 | 2 429 | 2 278 |

| 1906  | 1911  | 1921  | 1926  | 1931  | 1936  | 1946  | 1954  | 1962  |
| ----- | ----- | ----- | ----- | ----- | ----- | ----- | ----- | ----- |
| 2 224 | 2 172 | 1 962 | 2 075 | 1 963 | 2 053 | 2 234 | 2 139 | 2 350 |

| 1968  | 1975  | 1982  | 1990  | 1999  | 2004  | 2006  | 2009  | 2014  |
| ----- | ----- | ----- | ----- | ----- | ----- | ----- | ----- | ----- |
| 2 479 | 2 583 | 2 573 | 2 472 | 2 412 | 2 478 | 2 514 | 2 449 | 2 450 |

| 2019  | 2022  | - | - | - | - | - | - | - |
| ----- | ----- | - | - | - | - | - | - | - |
| 2 266 | 2 232 | - | - | - | - | - | - | - |

#### Pyramide des âges
La population de la commune est relativement âgée.
En 2018, le taux de personnes d'un âge inférieur à 30 ans s'élève à 26,2 %, soit en dessous de la moyenne départementale (29,0 %). À l'inverse, le taux de personnes d'âge supérieur à 60 ans est de 41,0 % la même année, alors qu'il est de 34,2 % au niveau départemental.
En 2018, la commune comptait 1 071 hommes pour 1 251 femmes, soit un taux de 53,88 % de femmes, légèrement supérieur au taux départemental (51,91 %).
Les pyramides des âges de la commune et du département s'établissent comme suit.
| Hommes | Classe d’âge | Femmes |
| ------ | ------------ | ------ |
| 1,6    | 90 ou +      | 4,5    |
| 15,3   | 75-89 ans    | 15,5   |
| 20,5   | 60-74 ans    | 24,1   |
| 20,7   | 45-59 ans    | 19,4   |
| 13,5   | 30-44 ans    | 12,3   |
| 13,6   | 15-29 ans    | 12,2   |
| 14,8   | 0-14 ans     | 12,0   |

| Hommes | Classe d’âge | Femmes |
| ------ | ------------ | ------ |
| 1,1    | 90 ou +      | 3      |
| 9,8    | 75-89 ans    | 13,1   |
| 21     | 60-74 ans    | 21,5   |
| 20,7   | 45-59 ans    | 20,6   |
| 16     | 30-44 ans    | 15,4   |
| 16,1   | 15-29 ans    | 13,1   |
| 15,2   | 0-14 ans     | 13,3   |

### Enseignement

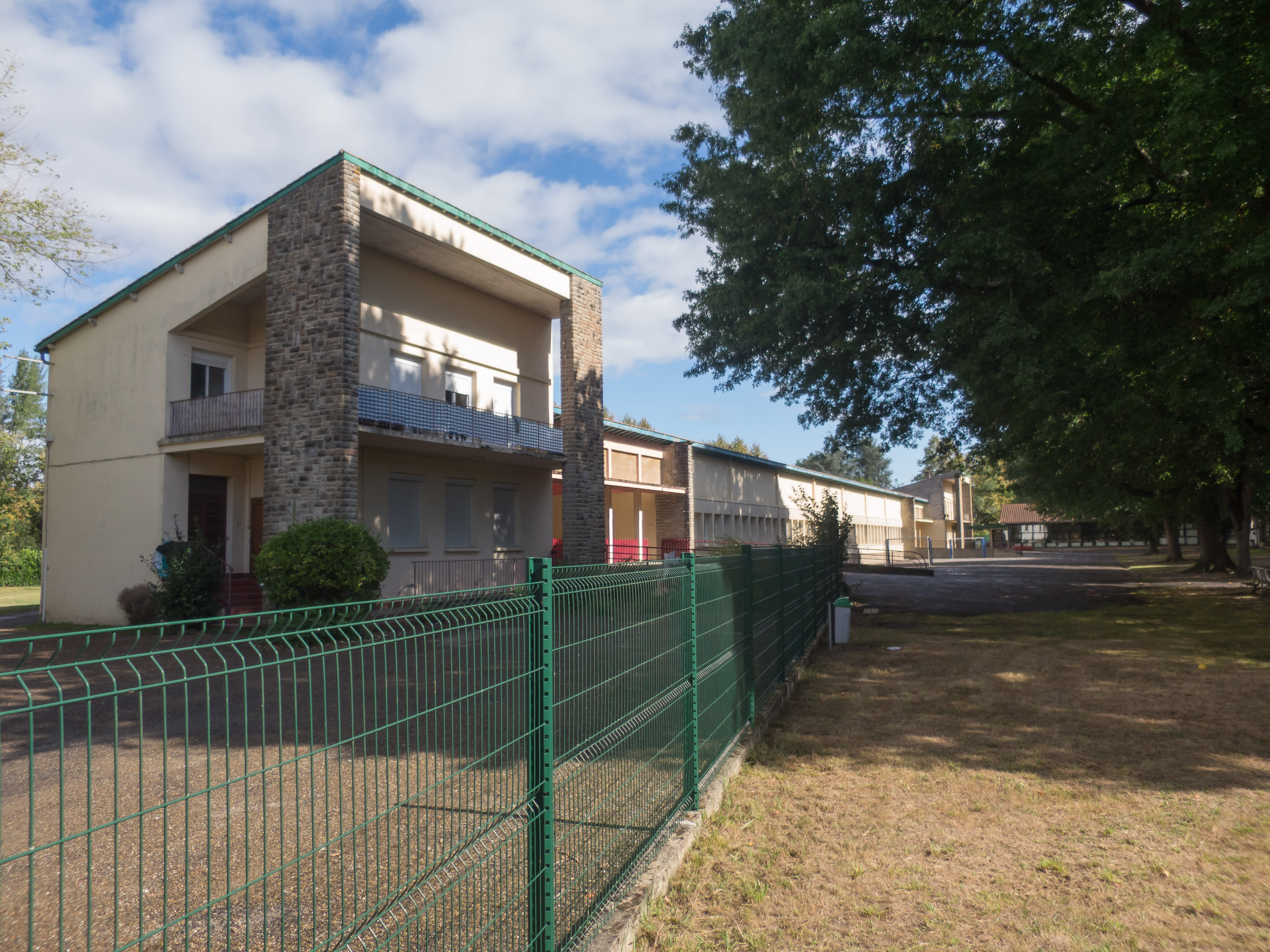
Le groupe scolaire Fernand-Camescasse.

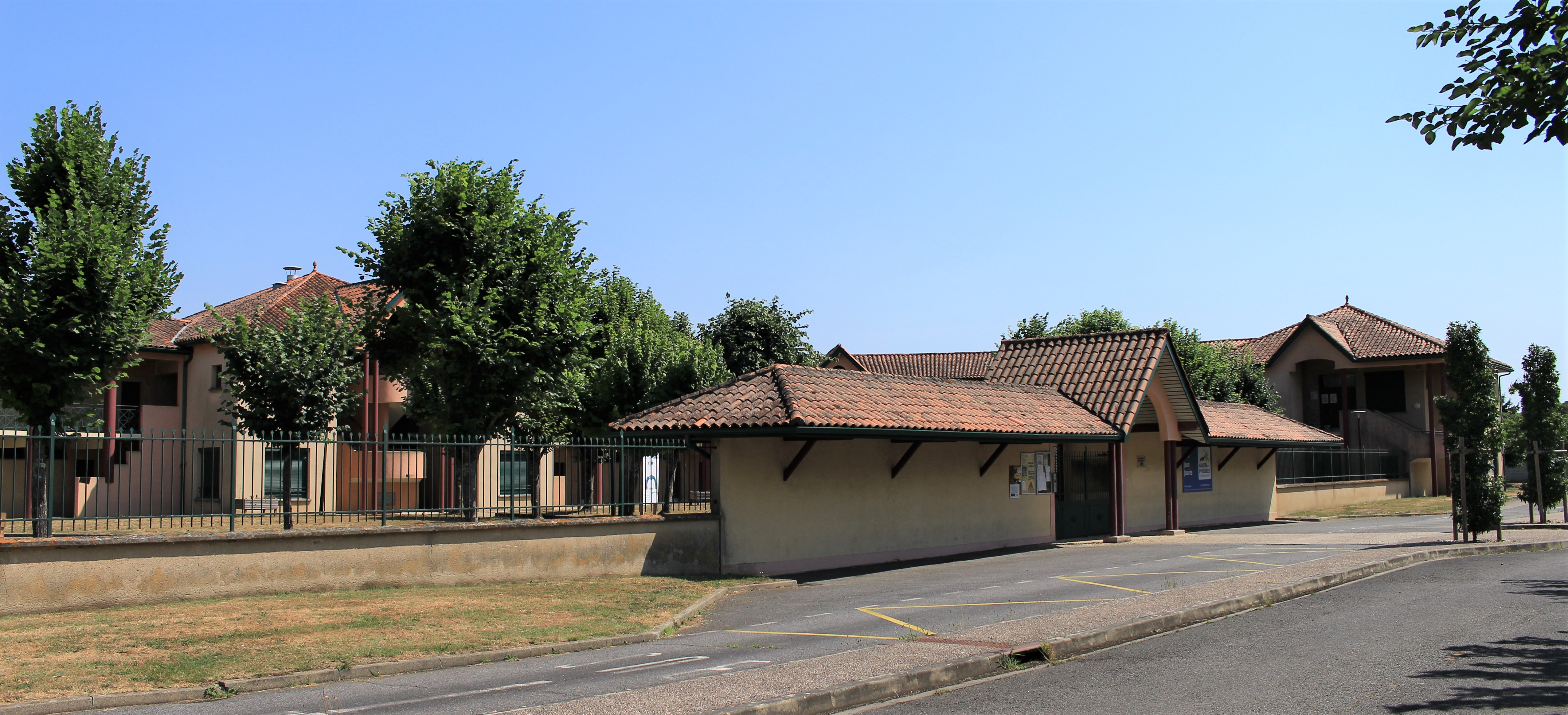
Le collège Jean Jaurès en 2022.

Maubourguet est située dans l'académie de Toulouse. La ville possède deux écoles primaires : le groupe scolaire Fernand-Camescasse, comprenant une école maternelle et une école élémentaire, et l'école Jeanne-d'Arc, ne comprenant qu'une école élémentaire.
Le département gère le collège Jean-Jaurès situé à Maubourguet.
Les lycées de proximité sont : le lycée général Pierre-Mendès-France, le lycée d'enseignement général et technologique agricole Jean-Monnet et le lycée professionnel Pierre-Mendès-France de Vic-en-Bigorre.

### Manifestations culturelles et festivités
Chaque année, à la fin du mois d'août, la fête locale se déroule sur trois jours, couplée aux Rencontres de Maubourguet, une manifestation culturelle, sportive et festive. Au cours de ces journées, les artistes et les sportifs viennent à la rencontre du public pour présenter leurs arts respectifs : dédicaces de livres, expositions de peintures, ateliers artistiques, compétitions sportives, ateliers sportifs, etc. Ces journées sont aussi animées par une fête foraine et se ponctuent par des courses landaises, une corrida et un feu d’artifice,.
Le marché de Maubourguet a lieu tous les mardis matin sur la place de la Libération et sous la halle de la ville.

### Santé
Maubourguet dispose d'un Ehpad de 82 chambres. En dehors de cette structure, aucun établissement de santé n’est implanté dans la commune. L'hôpital le plus proche est celui de Vic-en-Bigorre faisant partie du groupe hospitalier de Tarbes - Lourdes - Vic-en-Bigorre.
Cinq médecins, deux chirurgien-dentistes, deux pharmacies et un laboratoire d'analyses sont installés dans la commune.

### Sports
Plusieurs activités sportives sont regroupées dans l’association Stade omnisports Maubourguetois (SOM). La section rugby a remporté successivement les boucliers de champions Armagnac Bigorre Promotion 2008 et Honneur  2009. Le SOM est également connu pour ses performances en budokan et tennis.
Maubourguet possède plusieurs structures sportives :
- deux terrains de football : le stade municipal du Bouscaret et le terrain de football du collège Jean-Jaurès ;
- un terrain de rugby ;
- deux gymnases : le gymnase municipal et celui du collège Jean-Jaurès ;
- une piste d'athlétisme, autour du stade de rugby ;
- la salle de sport de combat Charles Cancel ;
- une piscine ;
- les arènes Pierre-Balao ;
- un court de tennis ;
- un fronton de pelote basque ;
- un skate park.

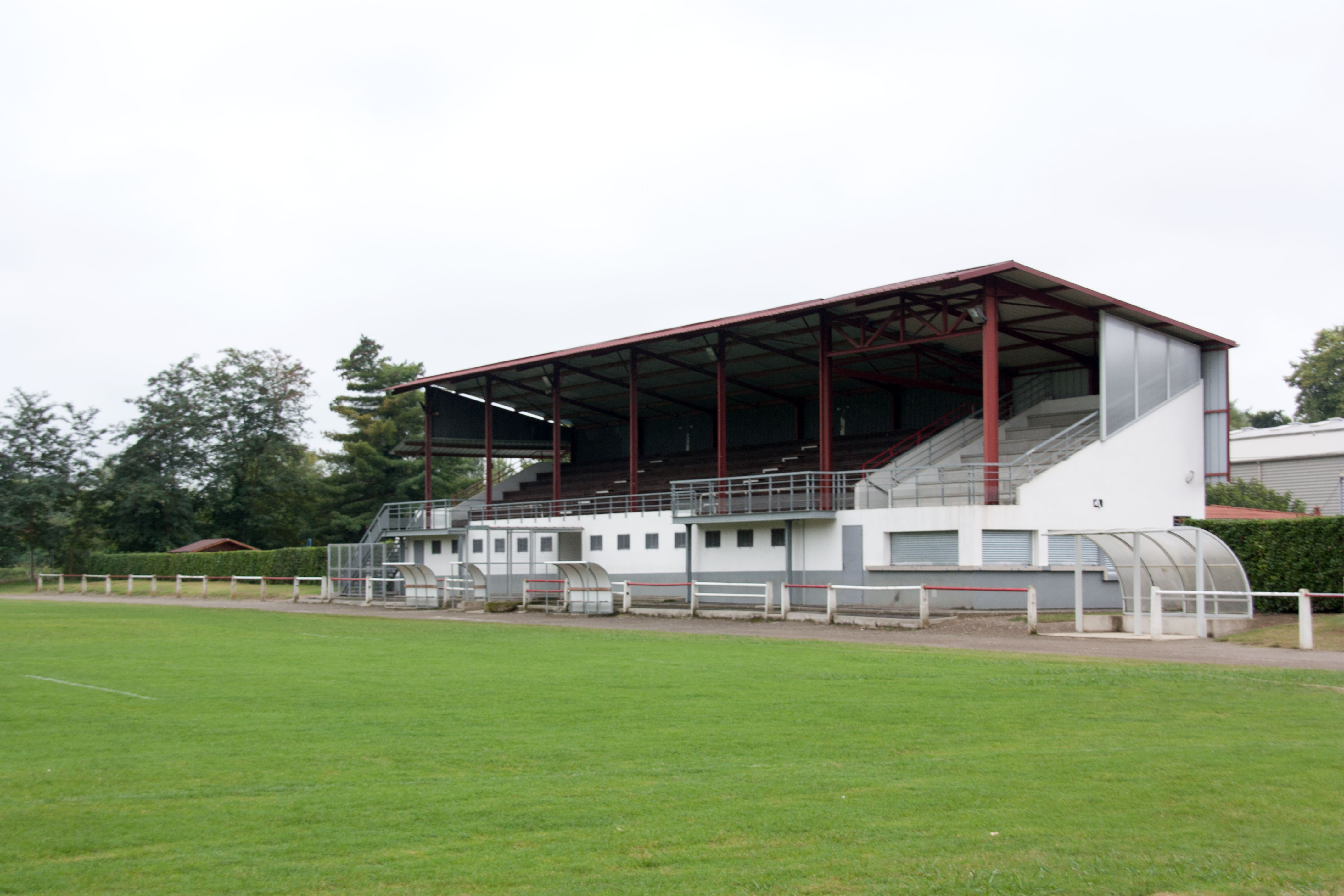
Le terrain de rugby.
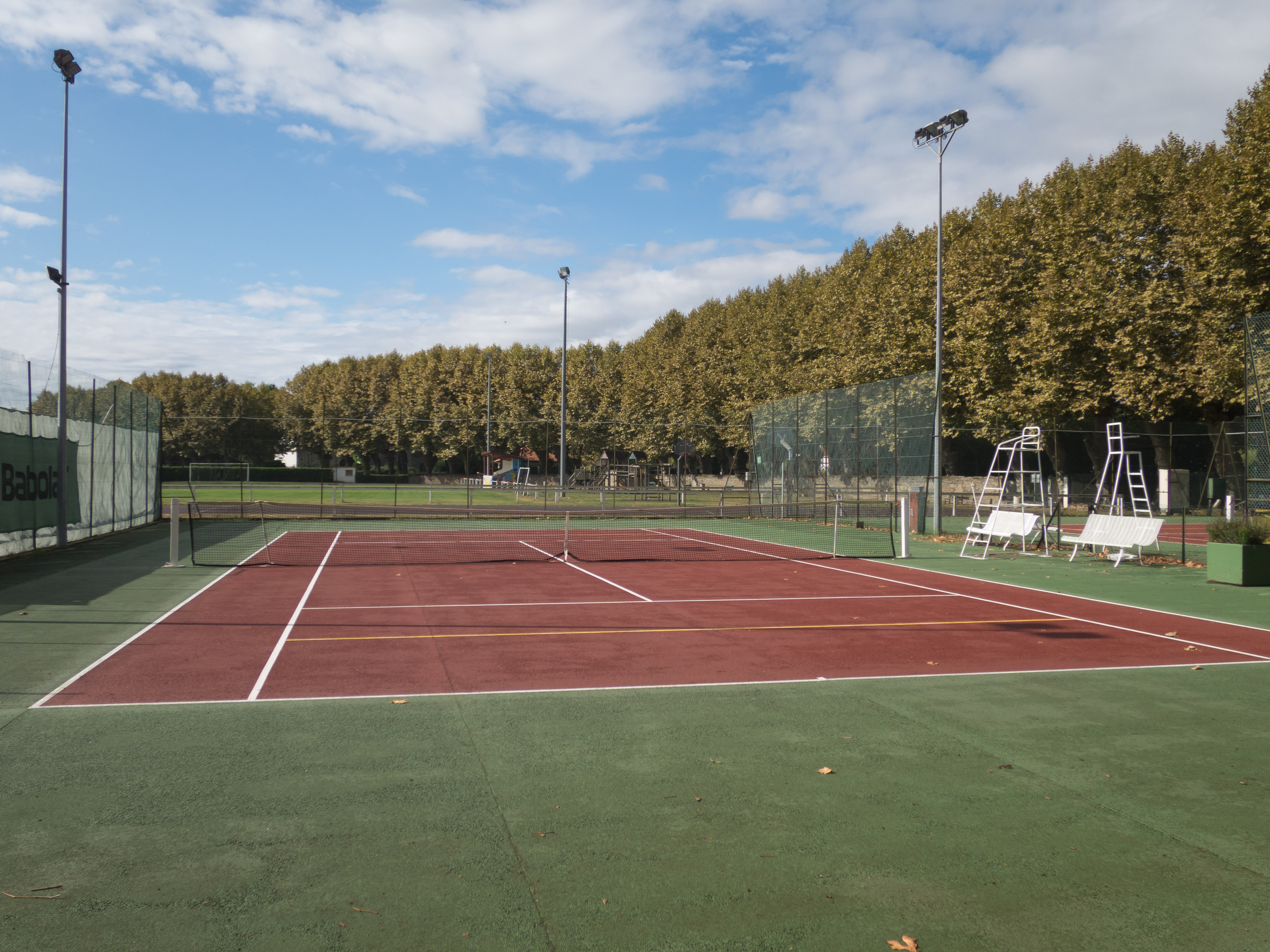
Le court de tennis.
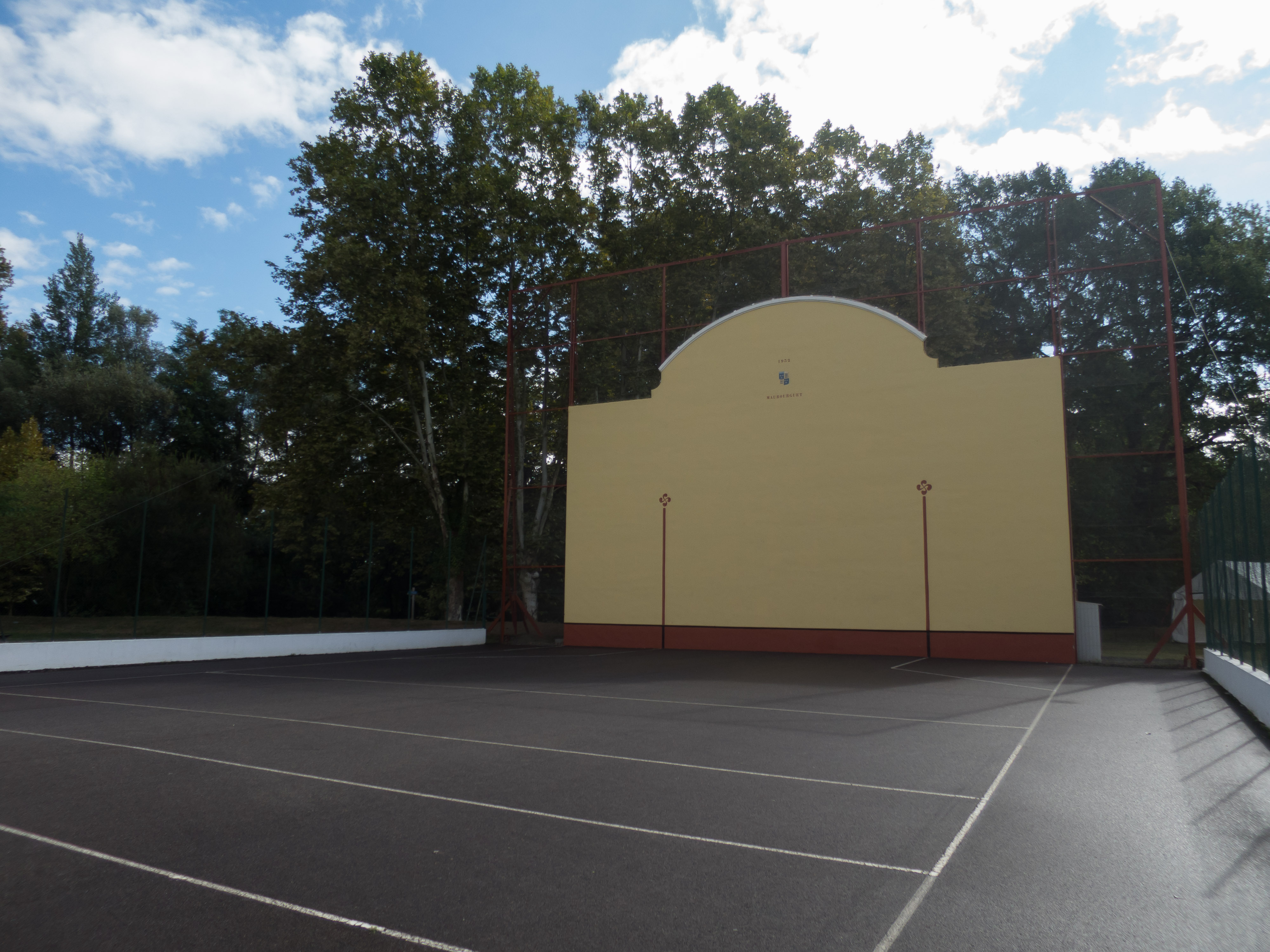
Le fronton de pelote basque.
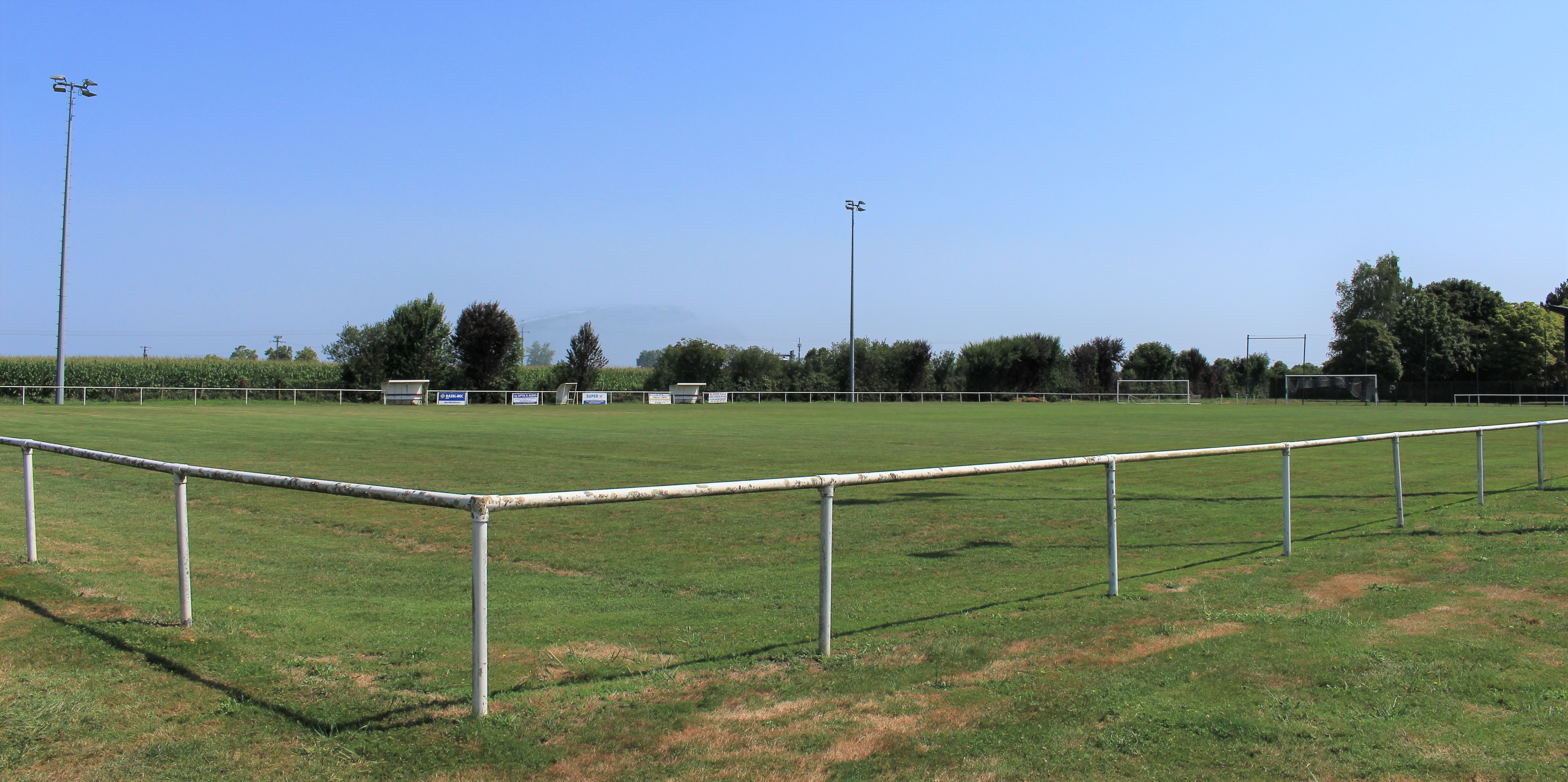
Le terrain de football du collège Jean-Jaurès.

Le sentier de l'Adour, itinéraire de randonnée long de 89 km accessible aux piétons, cavaliers et vététistes, traverse le territoire de la commune.

### Médias
Les quotidiens régionaux La Dépêche du Midi, dans son édition locale Hautes-Pyrénées, et La Nouvelle République des Pyrénées, ainsi que les hebdomadaires régionaux : La Semaine des Pyrénées et Le Petit Journal, l'Hebdo des Hautes-Pyrénées, relatent les informations locales.
La commune se situe dans le bassin d’émission de la chaîne de télévision régionale France 3 Midi-Pyrénées diffusée par l'émetteur du pic du Midi de Bigorre.
L’information institutionnelle est assurée par plusieurs publications périodiques : Vivre à Maubourguet, le bulletin municipal d’information diffusé par la commune de Maubourguet ; Pays Info, le bulletin d’informations de la communauté de communes du Val d'Adour ; Hautes-Pyrénées 65, le journal du conseil général des Hautes-Pyrénées et Midi-Pyrénées Info, le journal du conseil régional de Midi-Pyrénées.

### Cultes
Le territoire de la commune de Maubourguet fait partie de la paroisse catholique « Assomption de Notre Dame » dans le secteur paroissial de Tarbes du diocèse de Tarbes et Lourdes. Le lieu de culte est l'église Notre-Dame-de-l'Assomption.

## Économie

### Emplois, revenus et niveau de vie
En 2018, le nombre de ménages fiscaux était de 1 036 et le revenu disponible médian par ménage était de 18 900 € dans la commune contre une moyenne de 23 160 € au niveau départemental.
En 2018, la population âgée de 15 à 64 ans s'élevait à 1 245 personnes, parmi lesquelles on comptait 72,6 % d'actifs dont 61,5 % ayant un emploi et 11,1 % de chômeurs.
|                           | 2008 | 2008   | 2018 | 2018   |
| Nb.                       | %    | Nb.    | %    |        |
| Population active         | 1015 | 72,5 % | 904  | 72,6 % |
| Actifs ayant un emploi    | 871  | 62,2 % | 766  | 61,5 % |
| Chômeurs                  | 144  | 10,3 % | 138  | 11,1 % |
| Population inactive       | 385  | 27,5 % | 341  | 27,4 % |
| Élèves, étudiants         | 105  | 7,5 %  | 101  | 8,1 %  |
| Retraités ou préretraités | 168  | 12,0 % | 116  | 9,3 %  |
| Autres inactifs           | 112  | 8,0 %  | 126  | 10,1 % |
| Total                     | 1400 | 100%   | 1245 | 100%   |

On comptait 1 577 emplois dans la zone d'emploi en 2018, contre 1 722 en 2008. Le nombre d'actifs ayant un emploi résidant dans la zone d'emploi étant de 778, l'indicateur de concentration d'emploi est de 202,9 %, ce qui signifie que la zone d'emploi offre plus de deux emplois pour un habitant actif. Ainsi, 53,3 % des actifs de 15 ans ou plus ayant un emploi et résidant à Maubourguet travaillent dans une commune extérieure.

### Secteurs d'activité

#### Entreprises et commerces
Au 31 décembre 2019, Maubourguet comptait 239 établissements : 
30 dans l'industrie manufacturière, les industries extractives et autres ; 
28 dans la construction ; 
70 dans le commerce de gros et de détail, les transports, l'hébergement et la restauration ;
9 dans les activités financières et d'assurance ;
9 dans les activités immobilières
26 dans les activités spécialisées, scientifiques et techniques et activités de services administratifs et de soutien ;
46 dans l'dministration publique, enseignement, santé humaine et action sociale ;
21 dans autres activités de services.
En 2020, 15 entreprises ont été créées à Maubourguet.
La ville dispose de nombreux commerces alimentaires et autres, des supérettes, des magasins d'habillement, des restaurants, des banques, des agences d'assurances, des agences immobilières, des salons de coiffure, des pharmacies, une librairie, une maison de la presse, un opticien et de nombreux artisans.
La plus importante entreprise de la commune est l'usine agroalimentaire Euralis Gastronomie, filiale du groupe Euralis,. Cet établissement, spécialisé dans la production de foie gras, est installé dans la zone industrielle du Marmajou.

#### Agriculture

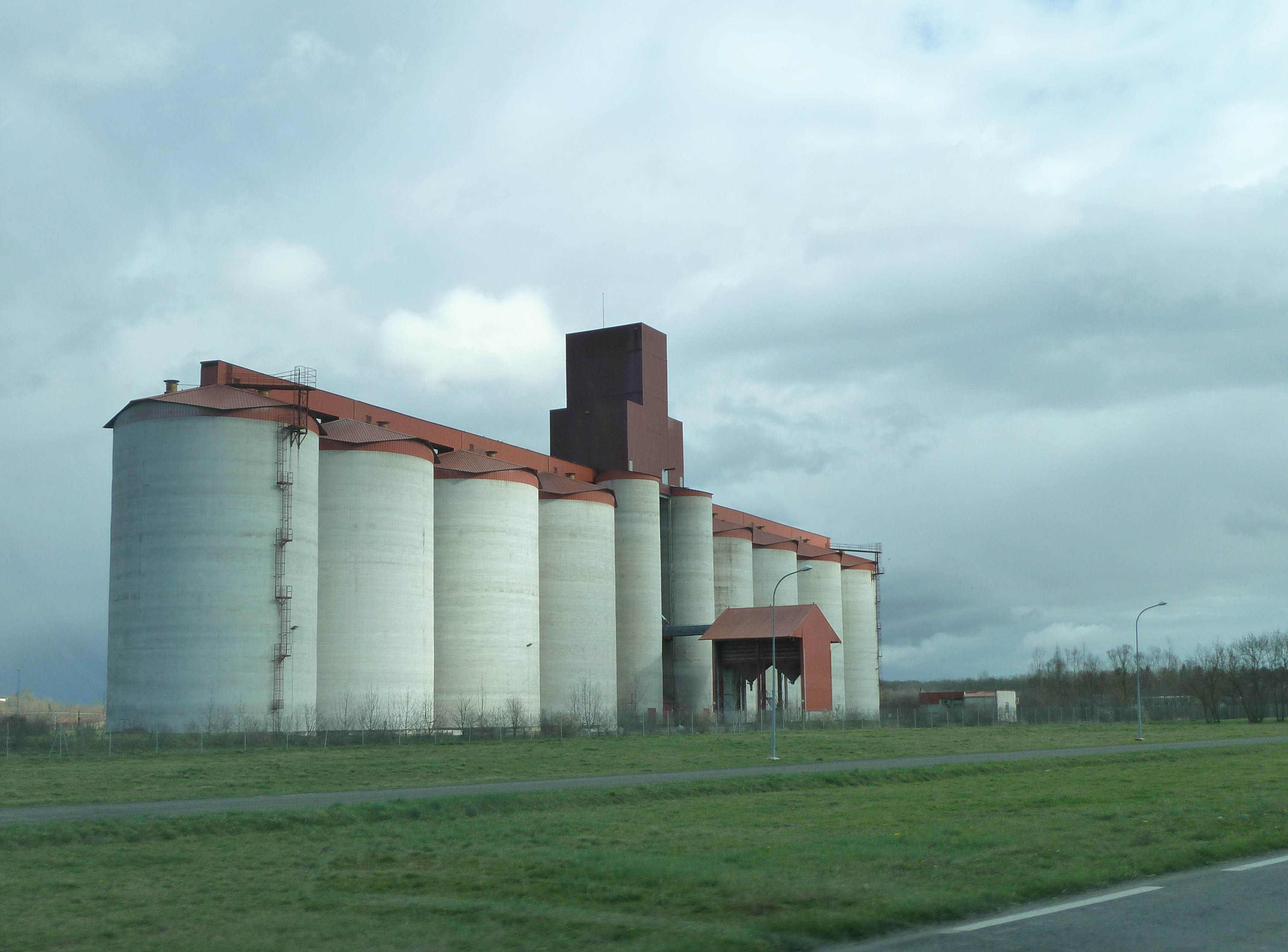
Silos au sud de Maubourguet.

La commune est située dans la petite région agricole dénommée le « Haute Vallée de l'Adour ». En 2010, l'orientation technico-économique de l'agriculture sur la commune est la culture de céréales et d'oléoprotéagineux (COP).
Le tableau ci-dessous présente les principales caractéristiques des exploitations agricoles de Maubourguet, observées sur une période de 22 ans : 
|                                         | 1988                 | 2000                 | 2010                 |
| Dimension économique                    | Dimension économique | Dimension économique | Dimension économique |
| --------------------------------------- | -------------------- | -------------------- | -------------------- |
| Nombre d’exploitations (u)              | 37                   | 26                   | 19                   |
| Travail (UTA)                           | 34                   | 15                   | 18                   |
| Surface agricole utilisée (ha)          | 915                  | 586                  | 542                  |
| Cultures                                |                      |                      |                      |
| Superficies en terres labourables (ha)  | 842                  | 560                  | 516                  |
| Superficie en cultures permanentes (ha) | 2                    | s                    | 0                    |
| Superficie toujours en herbe (ha)       | 69                   | 24                   | 25                   |
| Céréales (ha)                           | 713                  | 412                  | 345                  |
| dont blé tendre (ha)                    | 47                   |                      | 39                   |
| dont maïs-grain et maïs-semence (ha)    | 626                  | 408                  | 304                  |
| Tournesol (ha)                          | 0                    |                      | s                    |
| Colza et navette (ha)                   | s                    |                      | 38                   |
| Élevage                                 |                      |                      |                      |
| Cheptel (UGBTA)                         | 251                  | 68                   | 71                   |

## Culture locale et patrimoine

### Équipements culturels
Maubourguet dispose d'un office de tourisme, d'une médiathèque, d'un théâtre : le Théâtre Les 7 Chandelles, d'une salle polyvalente, d'une salle de danse et d'une salle de musique.
L'ancienne fonderie Fabre de Maubourguet, qui avait fermé en 2008, a été rachetée en 2013 par l'artiste russe Andreï Molodkine qui a transformé le site en un centre d'art contemporain, nommé The Foundry, et en galerie d'exposition de ses œuvres et lieu de résidence d'artistes.

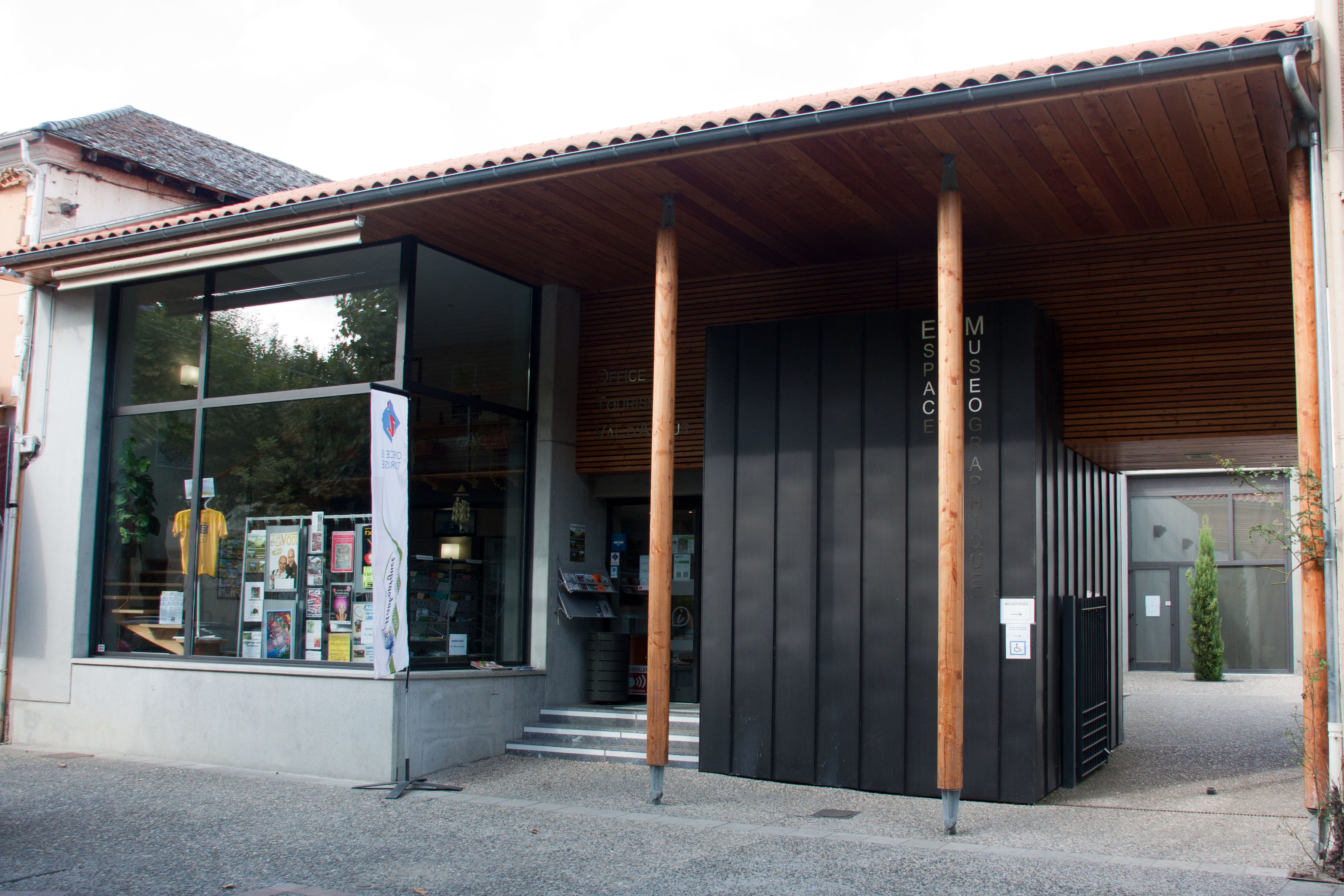
L’espace muséographique de Maubourguet.
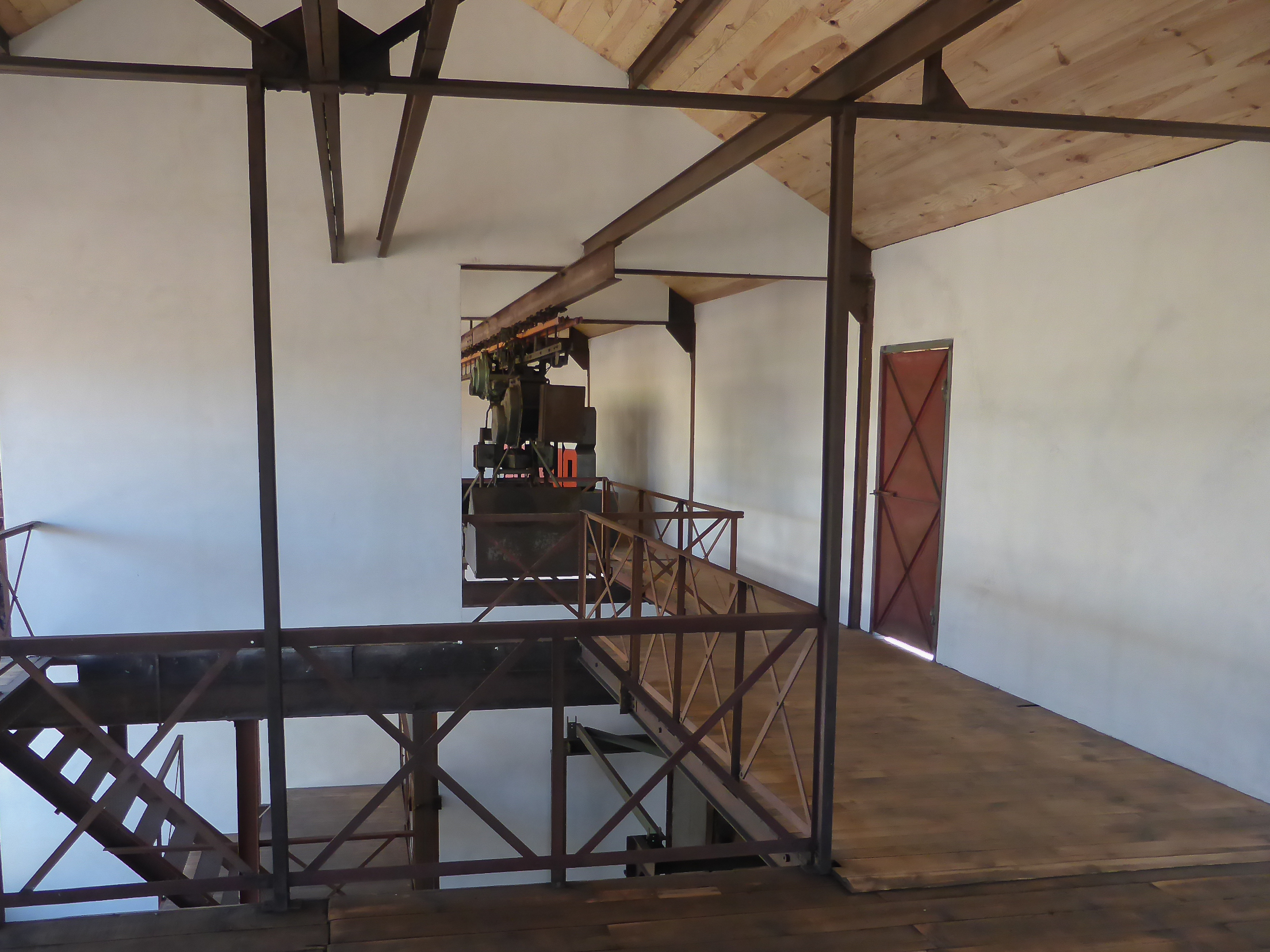
The Foundry, le centre d'art contemporain de Maubourguet.

### Patrimoine culturel
Le musée archéologique de Maubourguet,,, inauguré le 17 juin 2011, présente une importante collection archéologique rassemblée par Sylvain Doussau, dont la mosaïque au dieu Océan du domaine de Saint-Girons inscrite au titre des monuments historiques de France depuis 1980.

### Patrimoine architectural

#### Monuments historiques

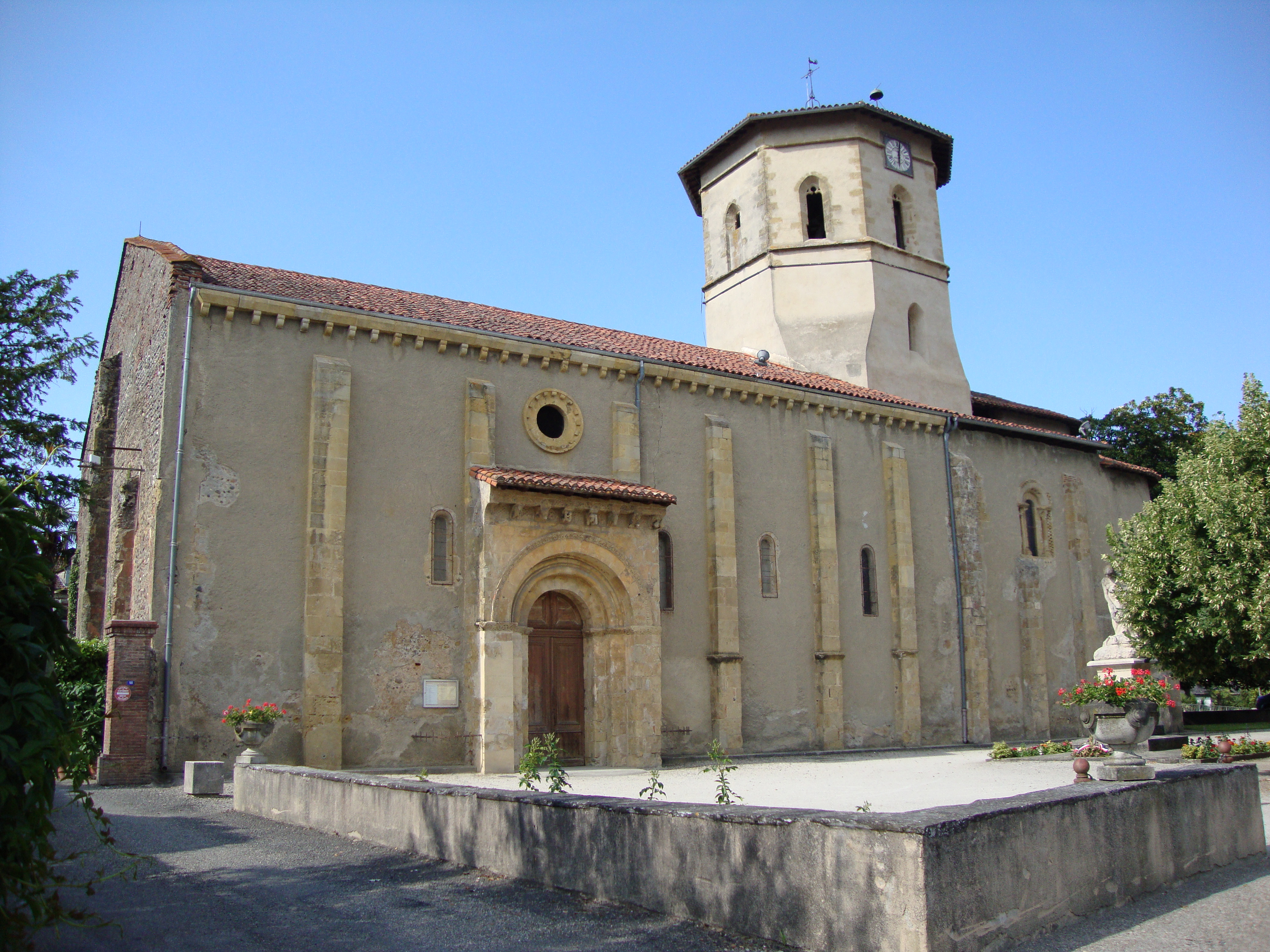
L'église de l'Assomption.

La commune compte quatre monuments et six objets répertoriés à l'inventaire des monuments historiques, :
- le château de Lussy, datant du XVIIe siècle, partiellement inscrit au titre des monuments historiques[115] ;
- l'église de l'Assomption de Maubourguet, datant XIe siècle, classée au titre des monuments historiques[116] ;
- le domaine de Saint-Girons, une ancienne villa gallo-romaine datant du IVe siècle, inscrite au titre des monuments historiques[117], dans lequel la mosaïque au dieu Océan a été trouvée.
- la villa « Maïtena », villa de style néo-basque édifiée dans les années 1930 pour Louis Fabre, propriétaire de la fonderie, inscrite au titre des monuments historiques[118]

#### Autres lieux et monuments
On peut également citer :
- le moulin Darré sur le canal de l'Échez, datant du Moyen Âge et agrandi au cours des XVIIIe et XIXe siècles[119] ;
- la maison des associations, rue Michelet, construite au XVIIIe siècle[119] ;
- l'hôtel de ville, inspiré du style de l’architecture antique, édifiée en 1846 par l'architecte tarbais Jean-Jacques Latour[119] ;
- la chapelle de la maison de retraite de Maubourguet, rue du Régiment-de-Bigorre ;
- l'ancien abattoir, datant XIXe siècle, rénové en 2012 et transformé en halle[D 6] ;
- la halle du marché, structure métallique dite en parapluie, de style Baltard et formée de trois nefs accolées, elle est édifiée en 1909 par l'architecte tarbais Gustave Labat[M 2],[120],[119].

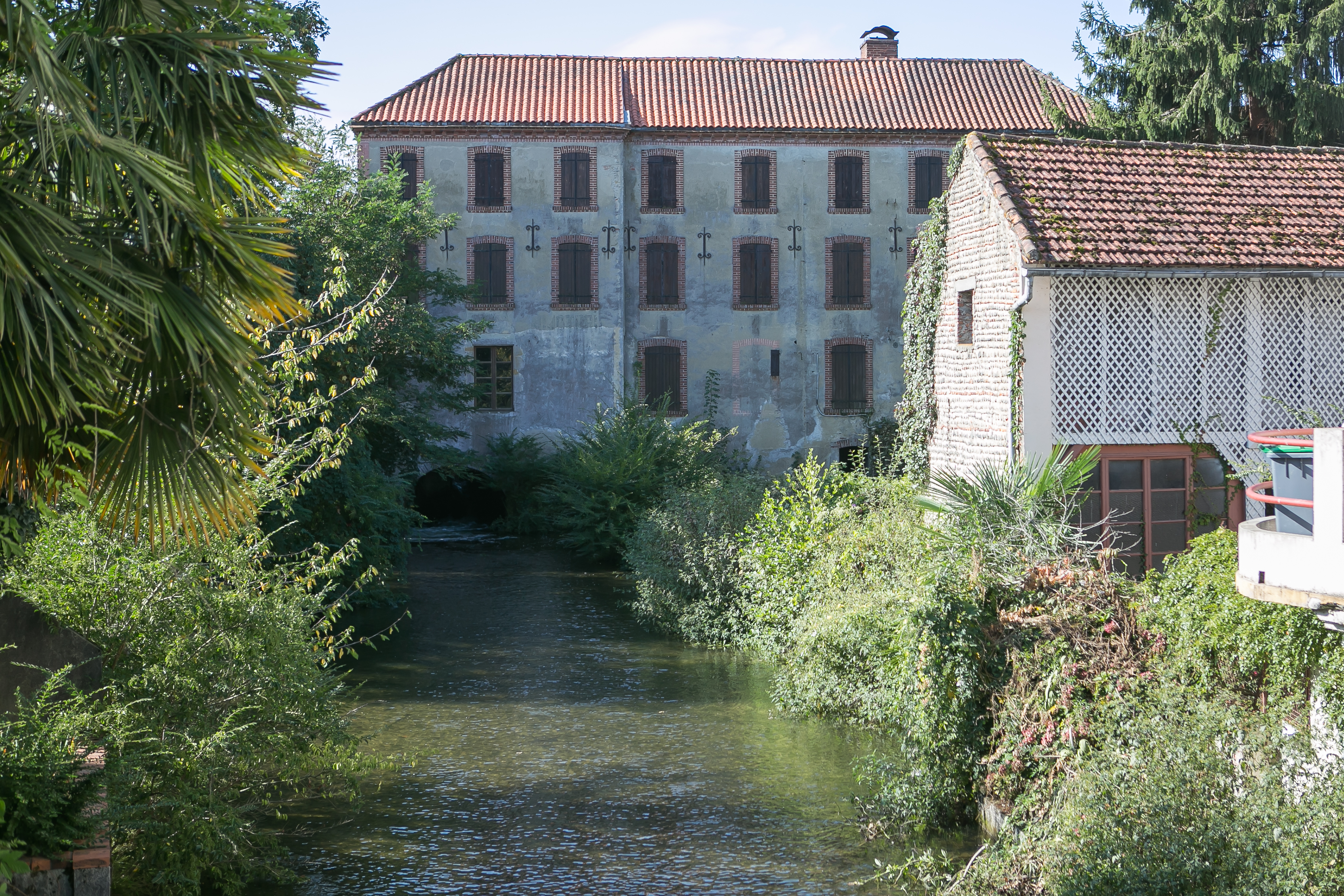
Le moulin à eau sur le canal de l'Échez.
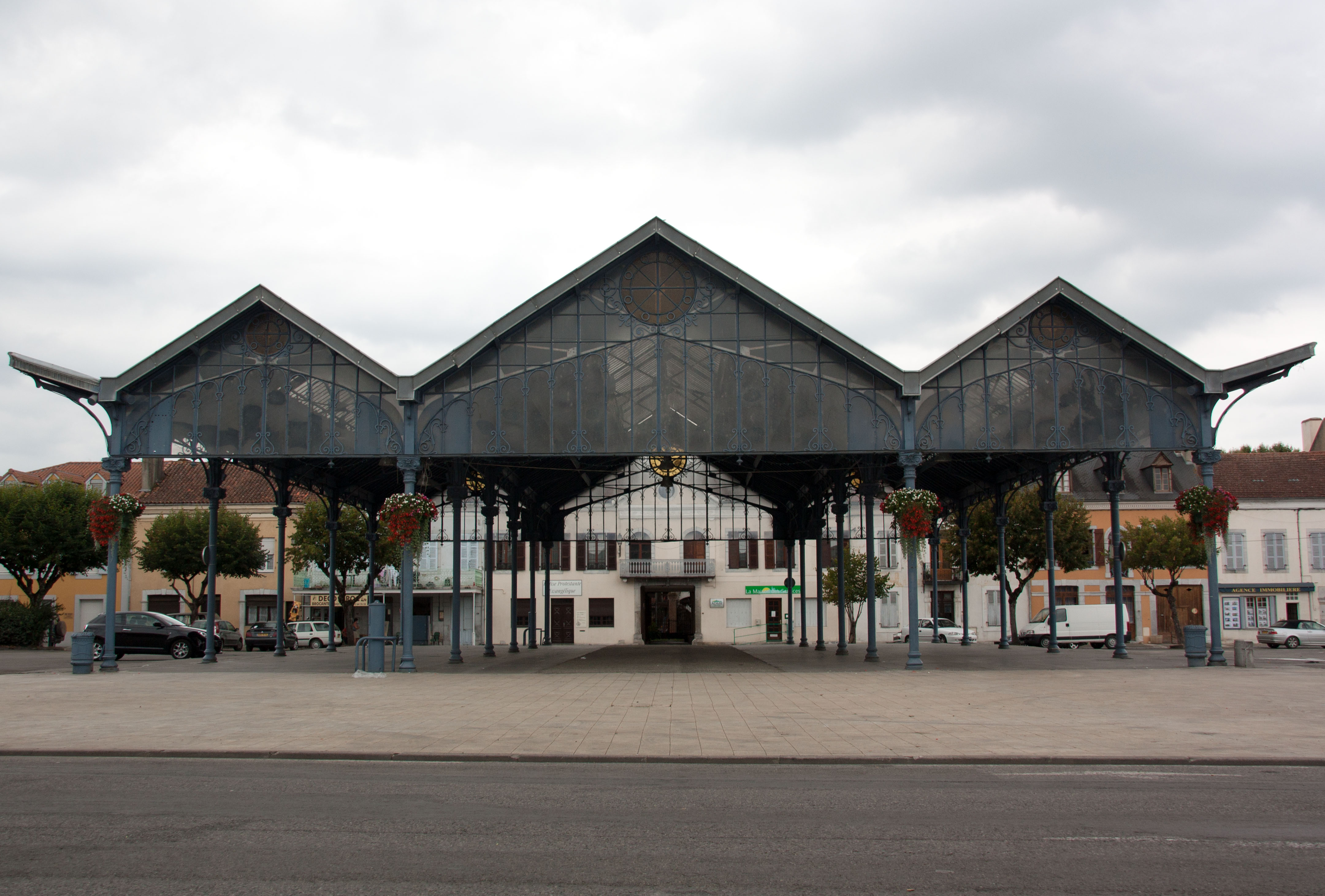
La halle de Maubourguet.
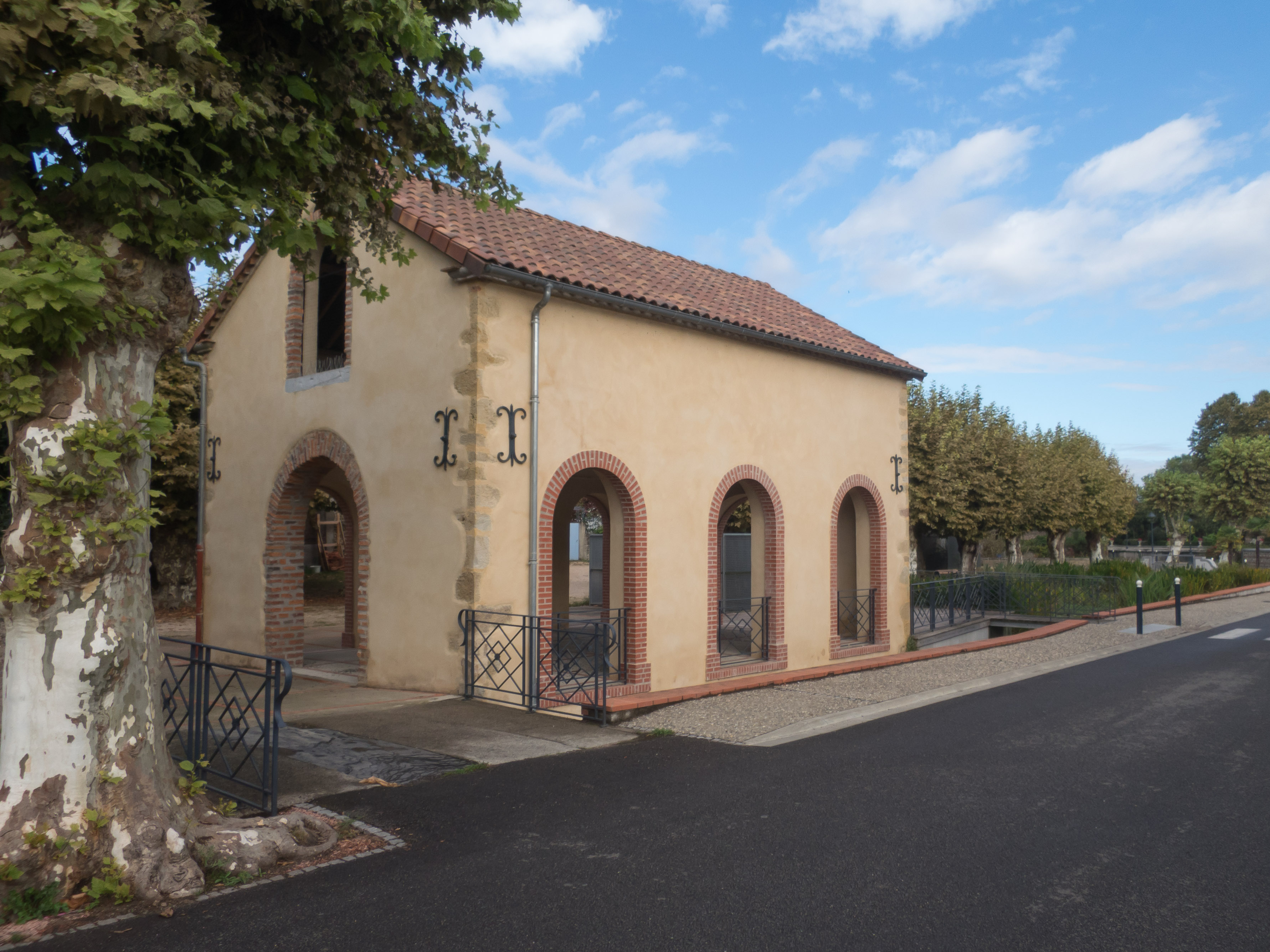
L'ancien abattoir.
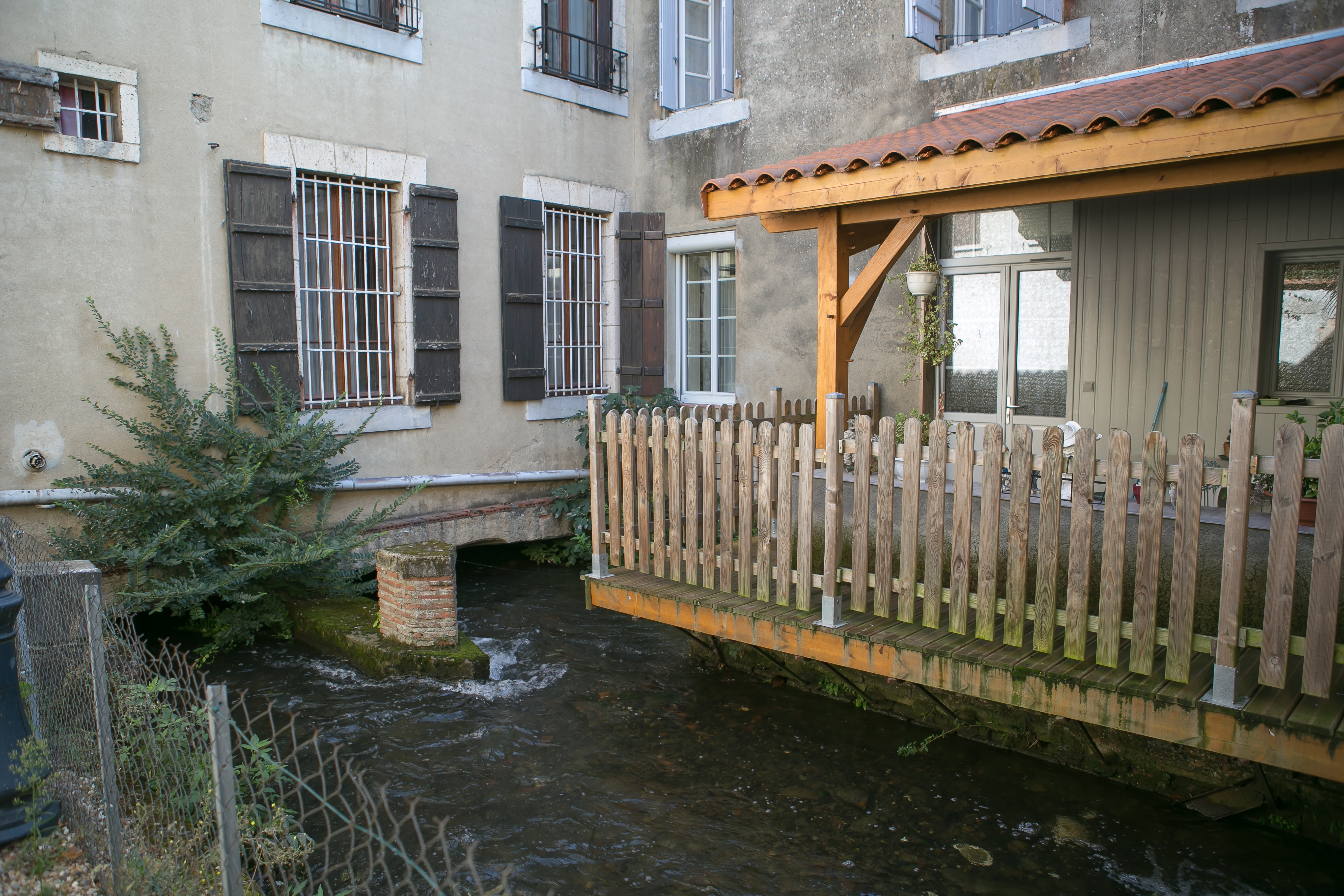
Maisons au-dessus du canal de l'Échez.

### Tauromachie
Maubourguet possède des arènes bâties dites du Bouscarret. La tradition taurine date du XIXe siècle. Des courses landaises mais aussi des becerradas ou des novilladas non piquées y ont été organisées ces dernières années durant les Rencontres de Maubourguet, une des manifestations festives de la ville qui se déroule autour du 20 août.

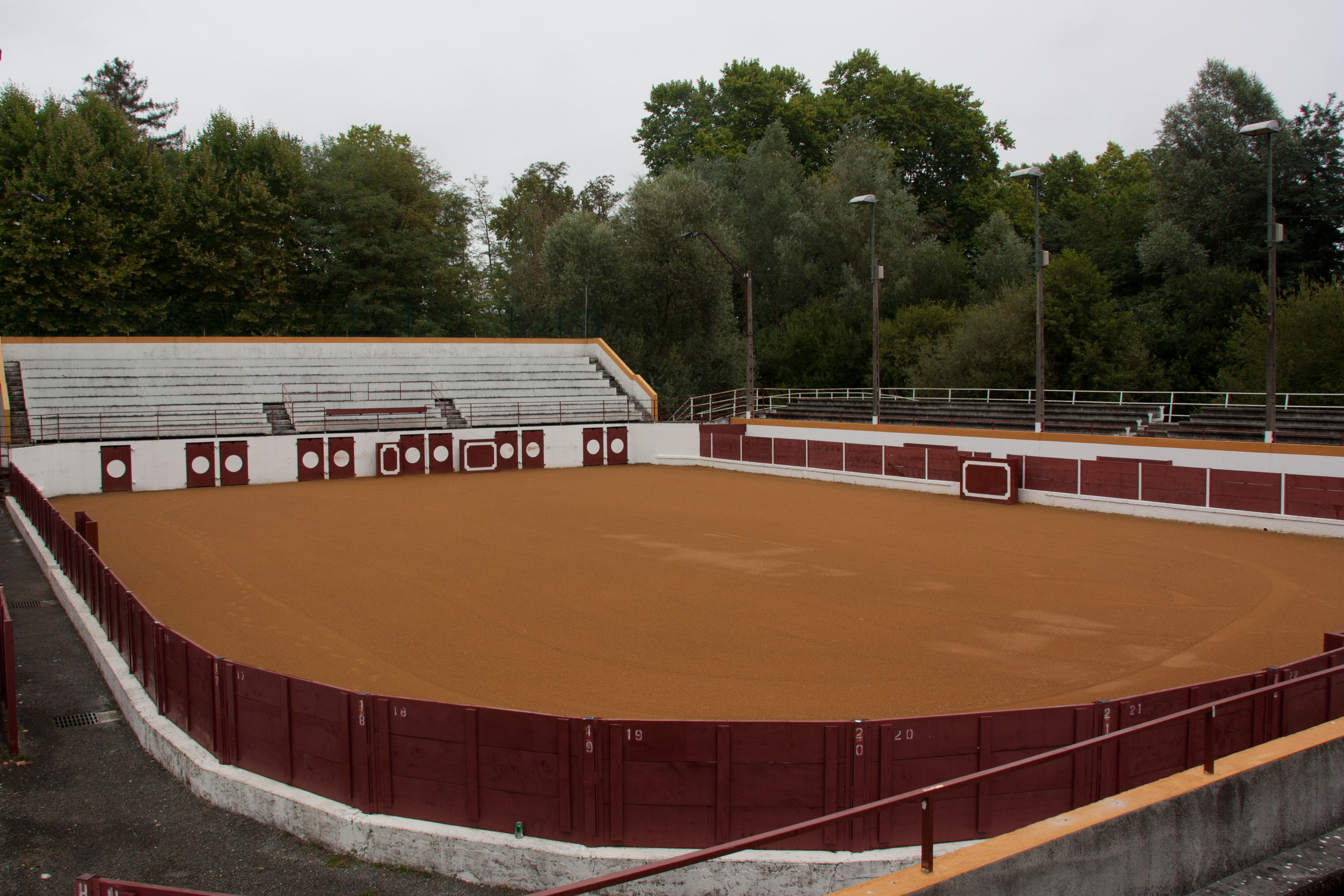
Les arênes de Maubourguet.
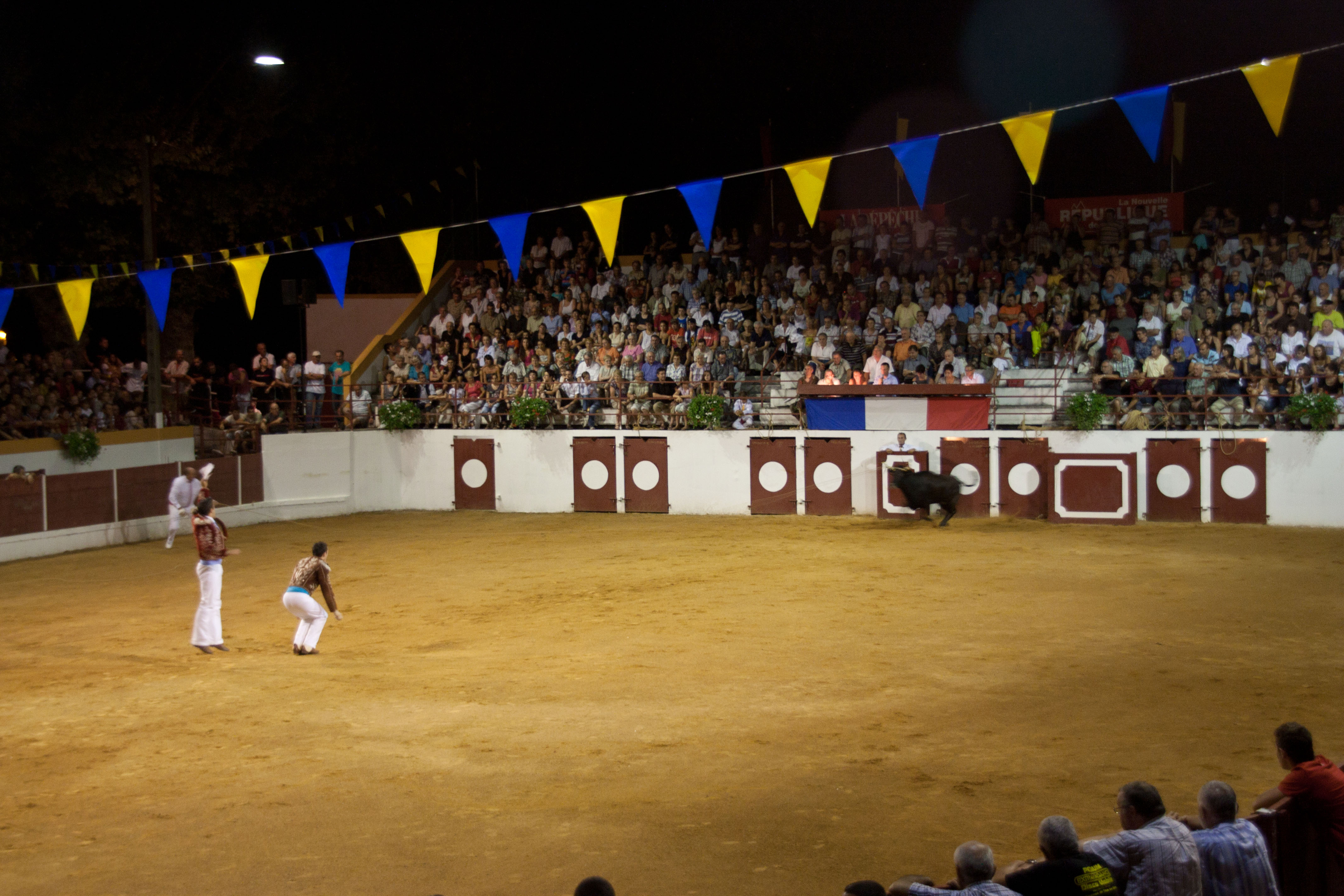
Course landaises à Maubourguet en 2011.

### Personnalités liées à la commune
- Raymond de Lapalu (1761-1846), né à Maubourguet, militaire sous le règne de Louis XVI, combat aux Antilles pendant la guerre d'indépendance des États-Unis auprès du général marquis de Bouillé, fait partie de l'escorte de Louis XVI lors de sa fuite manquée des 20 et 21 juin 1791, émigre à Coblence avec le général Bouillé, combat la Révolution de 1792 à 1799, rentre en France en 1805 après la promulgation de la loi 1802 accordant l'amnistie générale aux émigrés, intègre les armées de Napoléon en 1809, participe à la Guerre d'indépendance espagnole auprès du maréchal Soult, est nommé colonel en 1814, combat lors de la bataille de Toulouse le 10 avril 1814, rentre à Maubourguet où il vit d'une rente accordée par Louis XVIII, participe à la vie politique locale en tant que conseiller municipal, devient maire de la ville le 10 septembre 1837 et fait construire la nouvelle mairie, décède à Maubourguet[121],[72].
- Auguste-Charles-François Xavier de Lussy (1784-1860), homme politique français, y est né.
- Louis François Charles Horcat (1823-1901), colonel de l'armée française, commandeur de la Légion d'honneur[122], a combattu en Crimée, au Mexique et lors de la guerre de 1870, y est né[123].
- Louis Pandellé (1824-1905), entomologiste, y vécut.
- Osmin Gardey (1836-1914), curé de Sainte-Clotilde de 1883 à 1914, y est né et y est mort[124].
- Blanche Odin (1865-1957), aquarelliste, y résida.
- Jean Bernard-Luc (1909-1985), alias né Lucien Boudousse, scénariste, y passa son enfance.
- Sylvain Doussau (1941- ), archéologue autodidacte et fondateur du musée archéologique de Maubourguet, y est né.
- Jean Glavany (1949- ), ancien maire de Maubourguet de 1989 à 2001, ancien ministre de 1998 à 2002, député de 1993 à 2017.
- Andreï Molodkine (1966- ), artiste russe, a racheté en 2013 l'ancienne fonderie Fabre de Maubourguet pour la transformer en un centre artistique international, nommé The Foundry et en galerie d'exposition de ses œuvres et lieu de résidence d'artistes.

### Héraldique
| Blason de Maubourguet | Les armes de Maubourguet se blasonnent : Écartelé : au premier et au quatrième d'azur aux trois fleurs de lys d'or, au deuxième et au troisième d'or aux trois renards d'azur passant l'un sur l'autre. |